# Listă de polonezi
Lista de mai jos, fără a avea pretenția de a fi exhaustivă, cuprinde câțiva reprezentanți iluștri ai științei, culturii și vieții sociale ale Poloniei, dar și persoane cu notorietate.
| Listă de polonezi pe domenii |
| Istorie • Știință (Astronomie, Biologie, medicină, Chimie, Inginerie, Economie, Invenții, Computere, Lingvistică, Matematici, Fizică, Științe sociale, Alte științe) • Muzică • Proză • Poezie • Filozofie • Arte frumoase (arhitecți, pictori, sculptori) • Divertisment • Afaceri • Monarhi și nobili • Militari • Politicieni • Diplomați • Servicii secrete • Supraviețuitori ai Holocaustului • Religie • Asasini, teroriști • Diverse • Modele • Persoane legendare • Caractere fictive • Sport (Atletism, Box, Șah, Alpinism, Scrimă, Hochei pe gheață, Schi, Fotbal, Înot, Tenis, Haltere, Alte sporturi) |
| Listă alfabetică de polonezi |
| A • B • C • D • E • F • G • H • I • J • K • L • M • N • O • P • R • S • T • U • V • W • Y • Z • |
| Vezi și • Note |

## Listă de polonezi pe domenii

### Istorie
| - Szymon Askenazy, istoric și diplomat - Marcin Bielski, cronicar - Michał Bobrzyński, istoric și politician - Józef Borzyszkowski, istoria Pomeraniei - Filip Callimachus - Marek Jan Chodakiewicz - Piotr Cywiński - Tadeusz Czacki - Jan Długosz, cronicar în sec. al XV-lea al Poloniei - Marian Kamil Dziewanowski, Polonia, Rusia, Europa modernă - Stanisław Estreicher - Tadeusz Estreicher - Kazimierz Godłowski, istoric și arheolog - Władysław Grabski - Oskar Halecki, istoric al Poloniei - Marceli Hșielsman, istoric al Poloniei - Paweł Jasienica, istoric al Poloniei - Jacek Jędruch - Wincenty Kadłubek, din secolul al XIII-lea istoric al Poloniei - Józef Kasparek, constituție; cel de-al Doilea Război Mondial era - Stefan Kieniewicz, istoria Poloniei din secolul al XIX-lea - Jerzy Kirchmayer, 1944 Revolta din Varșovia (1944) - Hugo Kołłątaj, istoric, filozof și politician din secolul al XIX-lea - Feliks Koneczny, istoria Poloniei, social filozofie - Władysław Konopczyński, istoria Poloniei și a lumii - Stanisław Kot, istoric și politician - Władysław Kozaczuk, istorie militară, spionaj militar, cel de-al Doilea Război Mondial - Manfred Kridl, istoria culturii și literaturii poloneze - Marcin Kromer, din secolul al XVI-lea episcop al Warmiei, secretar al doi regi polonezi și istoric al Poloniei - Jan Kucharzewski, istoric și politician - Marian Kukiel, istoric militar și politician - Stanisław Kutrzeba, Polonia, drept polonez - Gerard Labuda - Joachim Lelewel, istoric al Poloniei - Jerzy Jan Lerski - Wacław Lipiński - Stanisław Lorentz - Czesław Madajczyk, cel de-al Doilea Război Mondial - Janusz Magnuski, - Tadeusz Manteuffel, medievalist - Maciej Miechowita - Stephen Mizwa - Teodor Narbutt, istoric polonez al Lituaniei - Adam Naruszewicz, istoric din secolul al XVIII-lea, membru al Marelui Seim - Szymon Okolski,istoric din secolul al XVII-lea - Michael Alfred Peszke, în Forțele Armate Poloneze, cel de-al Doilea Război Mondial - Richard Pipes, istoric polonezo-american al Rusiei și Uniunii Sovietice - Iwo Cyprian Pogonowski, polonez-evreu, cel de-al Doilea Război Mondial, - Julian Stachiewicz, istoric militar - Szymon Starowolski - Maciej Stryjkowski, istoric, scriitor, poet - Tomasz Strzembosz, polonez, cel de-al Doilea Război Mondial history - Tadeusz Sulimirski, istoric și arheolog - Karol Szajnocha, istoric și romancier - Zygmunt Szweykowski, literatura poloneză - Władysław Tatarkiewicz, filozofie și estetician - Rafał Taubenschlag, istoria dreptului - Janusz Tazbir - Józef Turowski, cel de-al Doilea Război Mondial, masacrul polonezilor - Adam Ulam, istoric polonezo-american al Rusiei și al Uniunii Sovietice - Adam Vetulani, istoria dreptului - Piotr S. Wșiycz, polonezo-american istoric al Europei Centrale și de Est - Leon Wasilewski - Adam Zamoyski - Janusz K. Zawodny, cel de-al Doilea Război Mondial |

### Știință

#### Astronomie
| - Franciszek Armiński - Tadeusz Banachiewicz - Jan Brożek - Albert Brudzewski - Nicolaus Copernicus (Mikołaj Kopernik) - Władysław Dziewulski - Jan Gadomski - Johannes Hevelius (Jan Heweliusz) - Felicjan Kępiński - Marian Albertovich Kowalski - Kazimierz Kordylewski | Brudzewski Copernicus Brożek |  | - Stanisław Lubieniecki - Bohdan Paczyński - Marcin Poczobutt-Odlanicki - Alexius Sylvius Polonus - Adam Prażmowski - Konrad Rudnicki - Jan Mikołaj Smogulecki - Jan Śniadecki - Wiesław Wiśniewski - Aleksșier Wolszczan, prima descoperire a planetelor extrasolare | Hevelius Śniadecki |  |  |

#### Biologie, medicină
| - Joseph Babinski, neurolog, descoperitorul reflexului Babinski - Edmund Biernacki, medic - Czesław Bieżanko, entomolog - Stanisław Burzyński, medic - Tytus Chałubiński, medic - Napoleon Cybulski, neurofiziolog - Maria Antonina Czaplicka, antropolog - Jan Czekanowski, antropolog - Wiktor Dega, revolutionary chirurg - August Dehnel, biolog - Jozef Dietl, medic - Jan Dzierżon, zoolog, - Edward Flatau, neurolog - Ludwik Fleck, microbiolog, filozof al științei - Marian Gieszczykiewicz, medic - Emil Godlewski, embriolog - Samuel Goldflam, neurolog - Adam Gruca, chirurg - Ryszard Gryglewski, medic - Ludwik Hirszfeld, microbiolog - Feliks Paweł Jarocki, zoolog - Walery Jaworski, medic - Konstanty Jelski, ornitolog - Zbigniew Kabata, biolog |  | Babinski Chałubiński Flatau |  | - Jerzy Konorski, microbiolog - Stefan Kopec, biolog - Hilary Koprowski, cercetări în vaccinul polio - Tadeusz Krwawicz, pionier al medicinei - Abraham Low, neuropsihiatru - Karol Marcinkowski, medic - Ludwik Mlokosiewicz, botanist - Maksymilian Nowicki, biolog - Ferdynși Antoni Ossendowski, biolog - Zbigniew Religa, cardiolog - Oktawiusz Rodoszkowski, entomolog - Józef Rostafiński, biolog - Albert Sabin, cercetări în vaccinul polio - Andrzej Wiktor Schally, Laureat al Premiului Nobel endocrinolog. - Bolesław Skarżyński, biolog - Eduard Adolf Strasburger (născut în Polonia, descendent german, botanist - Jan Sztolcman, ornitolog - Wacław Szybalski - Władysław Taczanowski, zoolog - Andrzej K. Tarkowski, embriolog - Zbylut Twardowski, medic - Rudolf Weigl, biolog - Marie Elizabeth Zakrzewska, medic |  | Koprowski Mlokosiewicz Schally |  |

#### Chimie

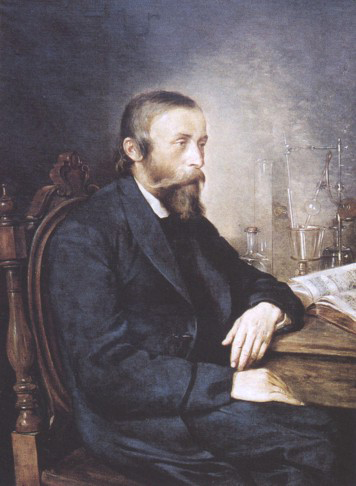
Łukasiewicz

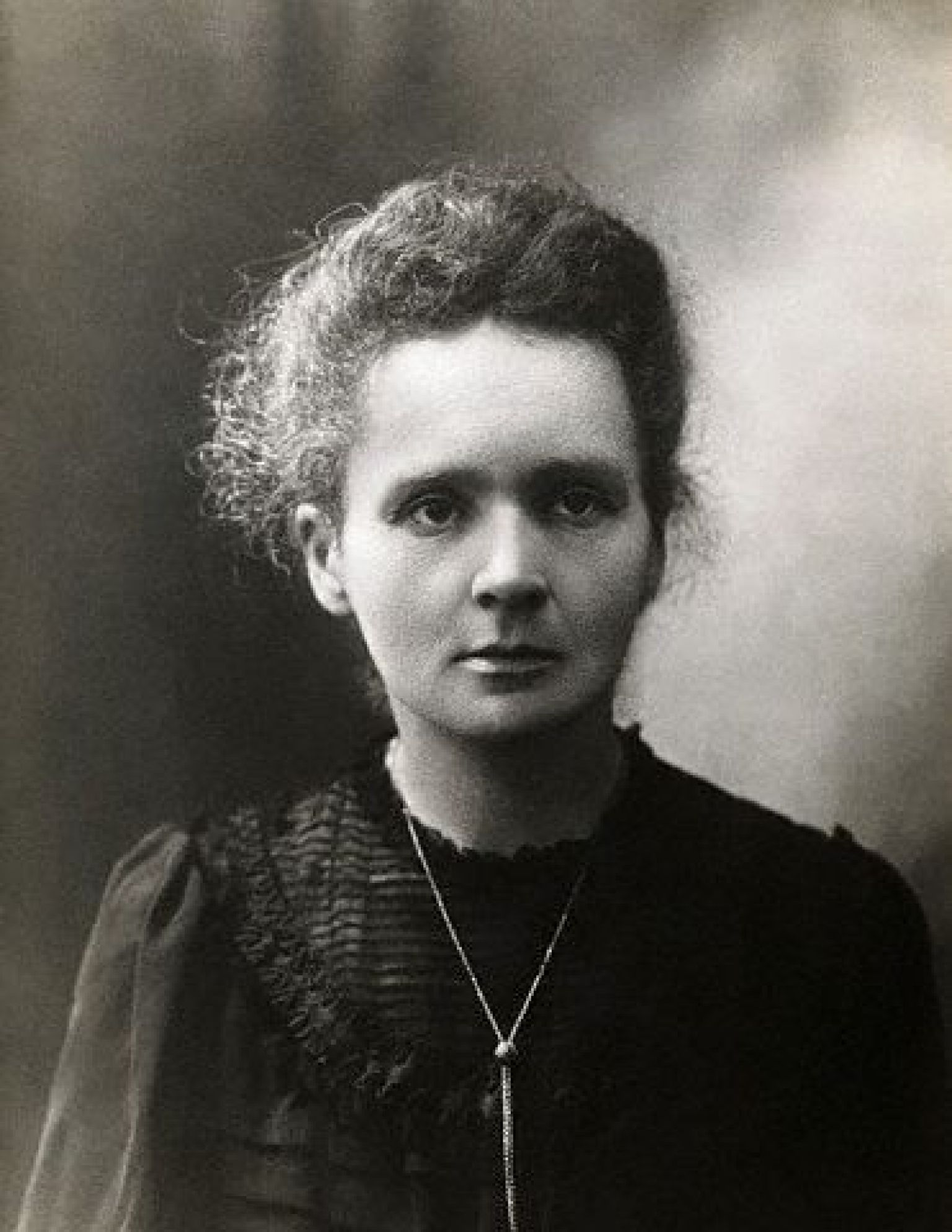
Skłodowska

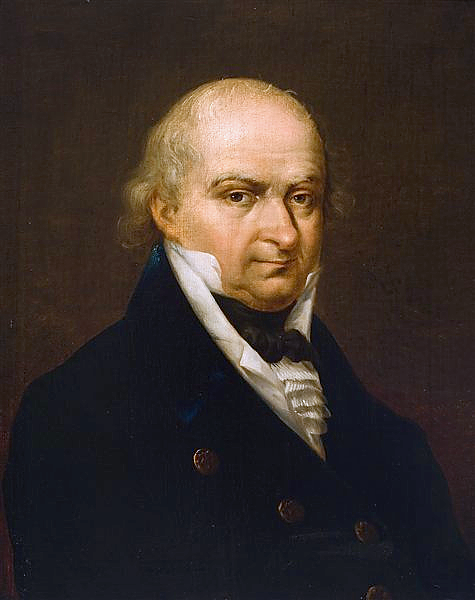
Śniadecki

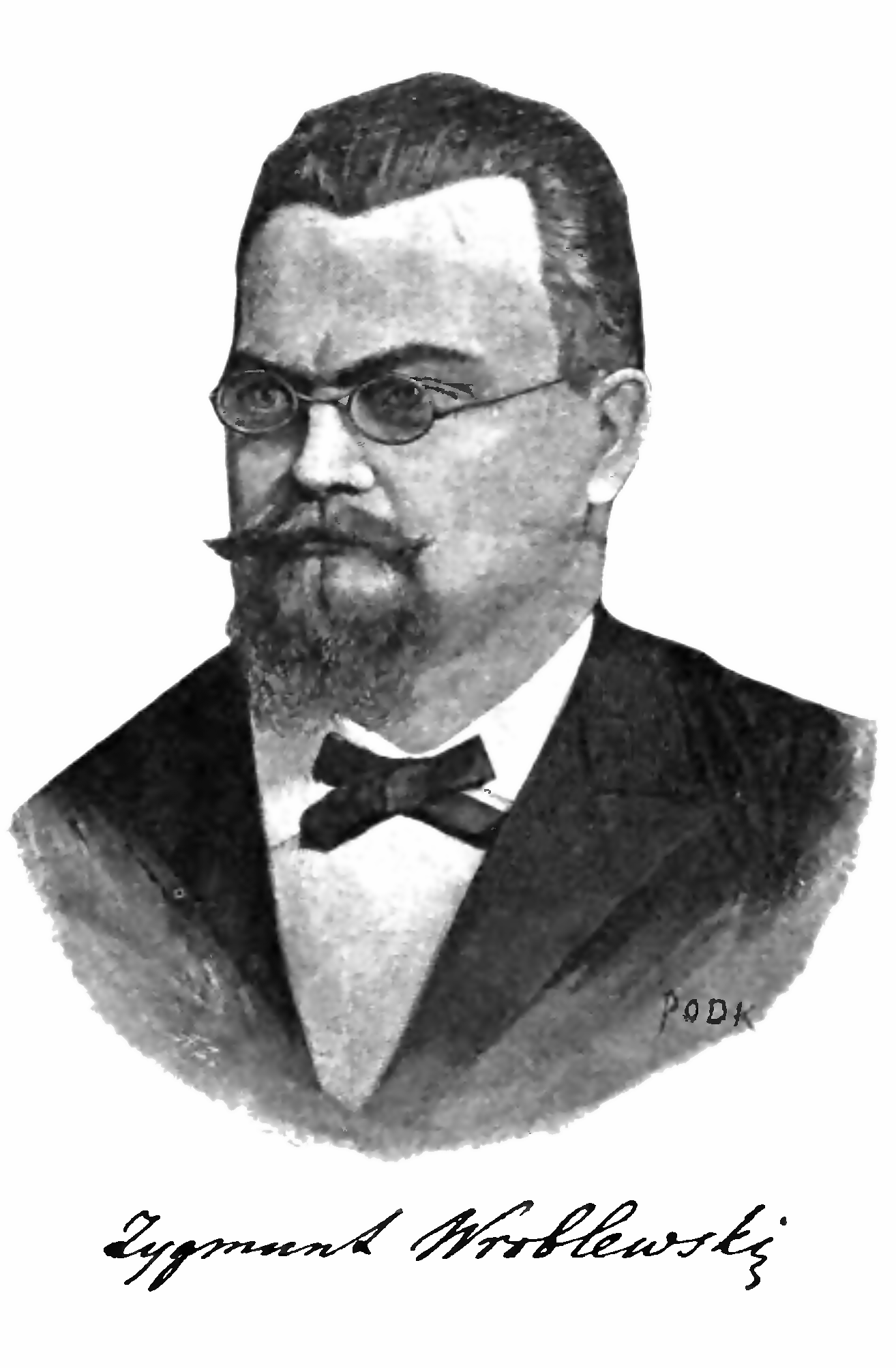
Śniadecki

| - Józef Boguski - Jan Czochralski, semiconductori moderni - Tadeusz Estreicher, pionier al criogeniei - Kazimierz Fajans - Kazimierz Funk, biochimist, conceptul vitaminelor - Antoni Grabowski - Adolf Joszt - Aharon Katzir, electrochimia biopolimerilor - Sylwester Porowski - Wiktor Kemula - Stanisław Kostanecki - Marek Gatty-Kostyal - Ignacy Łukasiewicz, lampa de cherozină - Leon Marchlewski - Krzysztof Matyjaszewski - Ignacy Mościcki - Marceli Nencki - Karol Olszewski - Tadeusz Reichstein - Michał Sędziwój - Maria Skłodowska (Marie Curie), Premiu Nobel - Edward Sucharda - Jędrzej Śniadecki - Wojciech Świętosławski - Bohdan Szyszkowski - Włodzimierz Trzebiatowski - Filip Walter - Zygmunt Wróblewski - Józef Zawadzki |

#### Inginerie
| - Krzysztof Arciszewski - Karol Adamiecki - Mieczysław G. Bekker, primul vehicul pe Lună - Georges Charpak, detector de particule - Stefan Bryła - Romuald Cebertowicz - Zdzisław Celiński - Jerzy Dąbrowski, proiectantul bombardierului PZL.37 Łoś - Kazimierz Elżanowski - Walter Golaski - Rudolf Gundlach, proiectant de tancuri - Kazimierz Gzowski - Edward Jan Habich - Tytus Maksymilian Huber - Jacek Jędruch |  | Gzowski |  | - Stanisław Kierbedź - Józef Kosacki, detector de mine - Janusz Liberkowski, inventator - Henryk Magnuski, walkie-talkie - Ernest Malinowski - Henry Millicer, aviație - Ralph Modjeski, proiectant de poduri - Jan Nagórski, primul om care a zburat peste Polul Nord - Tadeusz Niklewicz - Frank Piasecki, pionier în proiectarea helicopterelor - Kazimierz Siemienowicz, pionier în proiectarea rachetelor - Andrzej Pszenicki - Zygmunt Puławski, proiectant al avionului de vânătoare PZL P.11 - Wojciech Rostafiński, NASA - Ksawery Skarzyński - Maksymilian Thullie - Stanisław Wigura, aviație - Piotr Wilniewczyc, armament - Franciszek Żwirko, aviație |  | Modjeski |  |

#### Economie
| - Karol Adamiecki - Leszek Balcerowicz - Franciszek Ksawery Drucki-Lubecki - Władysław Grabski - Leonid Hurwicz, 2007 Laureat al Premiului Nobel - Michał Kalecki - Grzegorz Kołodko |  | Balcerowicz |  | - Stanisław Kronenberg - Eugeniusz Kwiatkowski - Oskar Lange - Edward Lipiński - Grzegorz Marek Michalski - Wacław Micuta - Hilary Minc - Sławomir Szwedowski |  | Hurwicz |  |

#### Invenții
| - Bruno Abakanowicz, matematician, inginer - Stefan Bryła, primul pod sudat - Mieczysław G. Bekker, vehicul Lunar - Jan Czochralski, proces Czochralski - Juliusz Bogdan Deczkowski, echipamente medicale - Leo Gerstenzang, Q-Tips - Józef Hofmann, amortizor pneumatic - Stefan Kudelski, magnetofon Nagra - Kazimierz Leski, pâlnie tanc de imersiune - Janusz Liberkowski, capsulă de protecție |  | Abakanowicz Deczkowski |  | - Ignacy Łukasiewicz, lampă cu cherozină - Kazimierz Proszyński, cameră cinematică - Tadeusz Sendzimir, procesarea oțelului - Abraham Stern, prima mașină de extragerea rădăcinii pătrate a numerelor - Jan Szczepanik, patente televiziune - Józef Tykociński, film cu sonor - Casimir Zeglen, îmbrăcăminte antiglonț - Henryk Zygalski, paginile Zygalski |  | Łukasiewicz Szczepanik Tykociński |

#### Computere
- Paul Baran
- Siemion Fajtlowicz, cunoscut pentru Graffiti
- Jacek Karpinski
- Marek Karpinski
- Marian Mazur
- Emil Leon Post
- Stanisław Radziszowski
- Wiesław Romanowski⁠(pl)[traduceți]
- Jack Tramiel
- Andrzej Trybulec, sistem Mizar
- Jan Węglarz
- Steve Wozniak
- Michał Zalewski

#### Lingvistică
| - Jolanta Antas - Jan Niecisław Baudouin de Courtenay - Aleksander Brückner - Jan Bystroń (lingvist) - Jan Czekanowski - Andrzej Gawroński - Grzegorz Knapski - Władysław Kopaliński - Alfred Korzybski - Jan Stanisławski - Antoni Kryński - Andrzej S. Bogusławski - Jan A. L. Karłowicz - Paweł Beręsewicz - Samuel Bogumił Linde - Tadeusz Piotrowski |  | Linde |  | - Jerzy Kuryłowicz - Samuel Bogumił Linde - Jan Mączyński - Halina Mierzejewska - Jan Miodek - Kazimierz Rymut⁠(pl)[traduceți] - Antoni Józef Śmieszek - Michel Thomas - Anna Wierzbicka - Ludwik Zamenhof, inventator al limbii Esperanto - Andrzej Markowski - Franciszek Meninski - Jacek Izydor Fisiak - Mirosław T. Bańko - Piotr Müldner-Nieckowski - Stanisław J. L. Szober. |  | Zamenhof |

#### Matematici
| - Nachman Aronszajn - Stefan Banach - Tadeusz Banachiewicz - Kazimierz Bartel - Andrzej Białynicki-Birula - Karol Borsuk - Jacob Bronowski - Jan Brożek - Samuel Eilenberg - Witold Hurewicz - Henryk Iwaniec - Zygmunt Janiszewski - Stanisław Jaśkowski - Mark Kac - Stefan Kaczmarz - Marek Karpinski, cercetător în dom. computerelor - Bronisław Knaster - Kazimierz Kordylewski - Robert Kowalski - Zdzisław Krygowski - Krystyna Kuperberg - Włodzimierz Kuperberg - Kazimierz Kuratowski - Franciszek Leja - Stanisław Leśniewski - Adolf Lindenbaum - Stanisław Łojasiewicz - Antoni Łomnicki - Jerzy Łoś - Jan Łukasiewicz, matematician, inventator al notației poloneze, fără paranteze - Edward Marczewski - Józef Marcinkiewicz - Stanisław Mazur - Stefan Mazurkiewicz |  | Bartel Eilenberg Kuratowski Leśniewski |  | - Jan Mikusinski - Michał Misiurewicz - Andrzej Mostowski - Jan Mycielski - Jerzy Spława-Neyman - Otton M. Nikodym - Andrew Odlyzko - Władysław Orlicz - Emil Leon Post - Józef H. Przytycki - Helena Rasiowa - Marian Rejewski, criptolog, decriptarea mașinii Enigma - Jerzy Różycki, criptolog, decriptarea mașinii Enigma - Stanisław Ruziewicz - Czesław Ryll-Nardzewski - Stanisław Saks - Juliusz Schauder - Wacław Sierpiński - Roman Sikorski - Władysław Ślebodziński - Jan Śniadecki - Julian Sochocki - Hugo Steinhaus - Włodzimierz Stożek - Alfred Tarski - Henryk Toruńczyk - Stanisław Ulam, co-proiectant cu Edward Teller al bombei cu hidrogen - Tadeusz Ważewski - Josef Hoëné-Wroński - Kazimierz Zarankiewicz - Stanisław Zaremba - Henryk Zygalski, criptolog, decriptarea mașinii Enigma - Antoni Zygmund - Kazimierz Żorawski |  | Rejewski Różycki Śniadecki Tarski Ulam Zygalski |

#### Fizică
| - Czesław Białobrzeski - Georges Charpak, 1995 Premiul Nobel pentru Chimie - Jan Kazimierz Danysz - Marian Danysz - Leopold Infeld - Aleksșier Jabłoński - Theodor Kaluza - Sylwester Kaliski - Sylwester Porowski, laser albastru - Stanisław Mrozowski - Władysław Natanson - Georges Nomarski - Karol Olszewski - Jerzy Pniewski |  | Olszewski Rotblat Skłodowska |  | - Józef Rotblat, 1995 Premiul Nobel pentru Pace - Stefan Rozental - Wojciech Rubinowicz - Maria Skłodowska-Curie (Marie Curie), două Premiul Nobel pentru Chimie - Marian Smoluchowski, Teoria cinetică - Andrzej M. Trautman (1933 - ), Teoria relativității generale, Masa Trautman-Bondi - Frank Wilczek, polonez-italian, Premiul Nobel pentru Chimie - Witelo, filozof, optician medieval - Mieczysław Wolfke - Stanisław Lech Woronowicz - Zygmunt Wróblewski - Wojciech H. Zurek |  | Smoluchowski Wróblewski Zurek |

#### Științe sociale
| - Tadeusz Andrzejewski, arheolog, egiptolog - Zygmunt Bauman (sociolog, filozof) - Stefan Błachowski, psiholog - Maria Czaplicka, antropolog - Jan Władysław Dawid, psiholog - Tomasz Drezner, jurist Renaștere - Zygmunt Gloger, etnograf, arheolog, istoric - Ludwig Gumplowicz, fondator al sociologiei* Franciszek Kasparek, jurist, profesor de drept internațional - Oskar Kolberg, etnograf - Marek Kotański, psiholog - Ludwik Krzywicki, antropolog, economist, sociolog - Jan Kubary, naturalist, etnograf - Bronisław Malinowski, antropolog - Władysław Markiewicz, sociolog |  | Czaplicka Dawid Gloger Kolberg Krzywicki |  | - Kazimierz Michałowski, arheolog, egiptolog - Karol Myśliwiec, arheolog, egiptolog - Julian Ochorowicz, psiholog, filozof - Maria Ossowska, sociolog - Stanisław Ossowski, sociolog - Bronisław Piłsudski, cultural antropolog - Jadwiga Staniszkis, sociolog - Paweł Śpiewak, sociolog - Jerzy Szacki, istoric al ideilor - Zbigniew Szafrański, egiptolog, arheolog - Jacek Szmatka, sociolog - Piotr Sztompka, sociolog - Seweryn Udzieła, etnograf - Edmund Wnuk-Lipiński, sociolog, fondator al Academiei Poloneze de Științe - Florian Znaniecki, sociolog |  | Malinowski Ochorowicz Ossowska Piłsudski |

#### Alte științe
| - Henryk Arctowski, explorator al Antarcticii - Benedykt Polak (Benedict polonezul, Benedictus Polonus), explorator - Leon Barszczewski, explorator - Karol Bohdanowicz, geolog - Piotr Ignacy Bieńkowski, savant, arheolog, profesor - Karol J. Bobko, astronaut NASA - Gerard Ciołek, arhitect și istoric al grădinilor - Konstantin Tsiolkovsky, om de știință și pionier al teoriei astronautice - Aleksșier Czekanowski, explorator al Siberiei - Jan Czerski, paleontolog, explorator al Siberiei - Kazimierz Dąbrowski, psiholog - Helene Deutsch, psihanalist - Antoni Dobrowolski, explorator Antarcticii - Ignacy Domeyko,geolog polonez - Benedykt Dybowski, naturalist, explorator al Siberiei - Bronisław Grąbczewski, explorator - Gaspar da Gama, călător, interpret, explorator - Mirosław Hermaszewski, primul cosmonaut polonez - Leonard Jaczewski, inginer, explorator al Rusiei asiatice - Henryk Jordan, părintele fondator al educației fizice - Antoni Kępiński, psihiatru |  | Bobko Domeyko |  | - Janusz Korczak, pedagog - Józef Kostrzewski, arheolog, muzeolog - Henryk Lipszyc, specialist în cultura japoneză, translator, ambasador al Poloniei în Tokyo - Rosa Luxemburg, teoretician marxist, filozof socialist și revoluționar - Józef Morozewicz, mineralog, petrograf - Jacek Pałkiewicz, jurnalist și explorator, cel mai cunoscut pentru faptul că a găsit izvorul râului Amazon. - Scott E. Parazynski, astronaut NASA - James A. Pawelczyk, astronaut NASA - Michael Alfred Peszke, psihiatru - Jan Potocki, lingvist, egiptolog, sociolog - Nikołaj Przewalski, explorator ruso-polonez al Asiei Centrale și de Est. - Antoni Józef Śmieszek, egiptolog - Stanisław of Skarbimierz, analist politic - Paweł Edmund Strzelecki, geolog, explorator al Australiei - Tadeusz Sulimirski, arheolog - Józef Trzemeski, explorator polar - Bernard Wapowski (1450-1535), "părintele cartografiei poloneze" - Andrzej Wilkicki, amiral, geograf - Paweł Włodkowic, savant și avocat - Robert Zajonc, psiholog |  | Dybowski Potocki |

### Muzică
| - Chava Alberstein, cântăreț, compozitor de cântece israelian - Stefan Askenase, pianist - Grażyna Bacewicz, compozitor - Edyta Bartosiewicz, cântăreț - Rafał Blechacz, pianist - Jan Nepomucen Bobrowicz, compozitor ("Chopin-ul chitarei") - Stan Borys, cântăreț-compozitor de cântece - Dariusz Brzozowski, baterist - Grzegorz Ciechowski, compozitor, cântăreț - Fryderyk Chopin, compozitor - Krzysztof Czerwinski, dirijor și organist - Adam Darski, cântăreț-compozitor de cântece, chitarist - Krzesimir Dębski, compozitor - Andrzej Dobrowolski, compozitor - Ignacy Feliks Dobrzyński, compozitor - Urszula Dudziak, cântăreț - Józef Elsner, compozitor, profesorul lui Chopin - Anna German, cântăreț - Mikołaj Gomołka, compozitor - Grzegorz Gerwazy Gorczycki, compozitor - Kasia Glowicka, compozitor - Konstanty Gorski, compozitor și violonist - Henryk Górecki, compozitor - Dorota Rabczewska, cântăreț - Doda (cântăreț), cântăreț - Haim Hefer, compozitor de cântece, poet, și scriitor Israelian - Józef Hofmann, pianist - Mieczysław Horszowski, pianist - Bronisław Huberman, violonist - Zdzisław Jachimecki, muzicolog, compozitor - Alicja Janosz, cântăreț - Anna Jantar, cântăreț - Adam Jarzębski, compozitor - Reni Jusis, cântăreț - Jan A. P. Kaczmarek, compozitor filme (Premiu Oscar) - Maria Kalergis, pianist - Bronisław Kaper, compozitor filme - Mieczysław Karłowicz, compozitor - Kayah, cântăreț - Wacław Kiełtyka, chitarist - Witold Kiełtyka, baterist - Stefan Kisielewski, compozitor, scriitor - Wojciech Kilar, compozitor - Krzysztof Komeda, compozitor de jazz - Zygmunt Konieczny, compozitor - Roman Kostrzewski, cântăreț și compozitor de cântece controversat - Kasia Kowalska, cântăreț - Gene Krupa, baterist jazz - Hanna Kulenty, compozitor - Theodor Kullak, compozitor - Karol Kurpiński, compozitor - Wșia Lșiowska, clavecin - Teodor Leszetycki, pianist, pedagog - Franciszek Lilius, compozitor - Karol Lipiński, compozitor, virtuoz violonist (aproximativ de valoarea lui Niccolò Paganini) - Jan z Lublina, compozitor - Witold Lutosławski, compozitor - Ray Manzarek, muzician american, co-fondator și cântăreț la clape în The Doors - Krzysztof Meyer, compozitor - Aleksșier Michałowski - Carl Mikuli, compozitor - Maciek Miernik, producător - Marcin Mielczewski, compozitor - Emil Młynarski - Stanisław Moniuszko, compozitor |  | Chopin Górecki Kilar Landowska Lutosławski Moniuszko Ogiński Penderecki |  | - Moritz Moszkowski, compozitor - Leszek Możdżer, pianist și compozitor - Czesław Niemen, cântăreț-compozitor de cântece - Katarzyna Nosowska, cântăreț-compozitor de cântece - Marcin Nowak, chitarist și cântăreț - Feliks Nowowiejski, compozitor - Zygmunt Noskowski, compozitor - Michał Kleofas Ogiński, compozitor - Ignacy Jan Paderewski, pianist, compozitor - Andrzej Panufnik, compozitor - Krzysztof Penderecki, compozitor - Jerzy Petersburski, pianist, compozitor - Bartłomiej Pękiel, compozitor - Svika Pick, cântăreț pop, compozitor israelian - Piotr Półtorak, chitarist - Zbigniew Preisner, compozitor - Zbigniew Robert Promiński, baterist - Pawel Przytocki, dirijor - Krzysztof Raczkowski, baterist - Mikołaj z Radomia, compozitor Evul Mediu - Ryszard Riedel, cântăreț - Maryla Rodowicz, cântăreț - Eddie Rosner, jazz, numit și „Louis Armstrong polonez” (sau: „Louis Armstrong alb”) - Mstislav Rostropovich, celist și dirijor - Piotr Rubik, compozitor - Arthur Rubinstein, pianist - Bogusław Schaeffer, compozitor - Xaver Scharwenka, compozitor - Kazimierz Serocki, compozitor - Dmitri Shostakovich, compozitor și pianist rus (tatăl polonez) - Józef Skrzek, compozitor și leader al Formația SBB - Cezary Skubiszewski, compozitor polonez-australian - Tomasz Stańko, trompetist de jazz - Kazik Staszewski, cântăreț-compozitor de cântece - Justyna Steczkowska, cântăreață - Zygmunt Stojowski, compozitor - Leopold Stokowski, dirijor premiat cu Premiul Academiei - Igor Strawinski, compozitor (tatăl a fost descendent de nobil polonez) - Wacław of Szamotuły - Aleksșier Szeligowski, compozitor, pedagog - Tadeusz Szeligowski, compozitor, dirijor - Władysław Szpilman, pianist - Patryk Dominik Sztyber, chitarist, cântăreț - Maria Agata Szymanowska, compozitor, concert pianist - Karol Szymanowski, compozitor (tată polonez, mamă suedeză) - Paweł Szymański, compozitor - Barbara Trzetrzelewska, cântăreț - Grzegorz Turnau, cântăreț - Moshe Vilenski, compozitor, textier, și pianist israelian - Violetta Villas, cântăreț-compozitor de cântece - Andrzej Wasowski, pianist - Henryk Wieniawski, compozitor - Brad Wilk, muzician american , baterist - Wșia Wiłkomirska, violonist - Piotr Wiwczarek, chitarist, cântăreț - D'arcy Wretzky, polonezo-american basist în (The Smashing Pumpkins) - Tomasz Wróblewski, chitarist, cântăreț - Mikołaj Zieleński, compozitor - Krystian Zimerman, pianist - Władysław Żeleński (muzician) - Wojciech Żywny, compozitor, profesor al lui Chopin |  | Rostropovich Rubinstein Stojowski Stokowski Szpilman Szymanowska Szymanowski Wieniawski |

### Proză
| - Guillaume Apollinaire (Apolinary Kostrowicki) - Franciszka Arnsztajnowa, dramaturg - Agnieszka Baranowska, dramaturg - Wacław Berent, romancier - Karol Olgierd Borchardt, - Tadeusz Boy-Żeleński, scriitor; traducător a peste 100 opere clasice a literaturii franceze - Edmund Chojecki - Joseph Conrad (Józef Teodor Konrad Korzeniowski), romancier, și-a scris operele în limba engleză - Lucyna Ćwierczakiewiczowa, prima carte de bucate polonez - Maria Dąbrowska, romancier - Johannes Dantiscus (Jan Dantyszek), Latin poet și episcop al Warmiei - Tadeusz Dołęga-Mostowicz, romancier, The Career of Nicodemus Dyzma - Jacek Dukaj, scriitor de literatură științifico-fantastică - Adolf Dygasiński, romancier - Leszek Engelking, scriitor de nuvele - Aleksander Fredro, poet, scriitor de comedii - Janusz Głowacki, dramaturg, autor de lucrări de specialitate - Witold Gombrowicz, romancier, dramaturg - Rene Goscinny, caricaturist - Stefan Grabiński, scriitor de povești de groază (horror) - Marek Hłasko, romancier, scriitor de nuvele - Paweł Huelle, eseist - Wincenty Kadłubek analist politic, scriitor - Ryszard Kapuściński, scriitor și jurnalist - Tadeusz Konwicki - Jerzy Kosiński - Zofia Kossak-Szczucka, romancier și luptător în Rezistență în cel de-al Doilea Război Mondial - Ignacy Krasicki, autor al primului roman polonez Aventurile dl. Nicholas Wisdom și Fabule și Parabole - Józef Ignacy Kraszewski, scriitor - Sigizmund Krzhizhanovsky - Stanisław Lem, scriitor de literatură științifico-fantastică, eseist, filozof - Stanisław Lubieniecki scriitor, astronom - Waldemar Łysiak, scriitor - Józef Mackiewicz, scriitor, jurnalist - Kornel Makuszyński, scriitor de literatură pentru copii - Stanisław Michalkiewicz scriitor - Sławomir Mrożek, dramaturg și scriitor - Eliza Orzeszkowa, Positivist scriitor |  | Boy-Żeleński Chojecki Dołęga-Mostowicz Fredro Krasicki Kraszewski Lem Orzeszkowa |  | - Ferdynși Antoni Ossendowski, scriitor - Teodor Parnicki, scriitor - Jan Chryzostom Pasek scriitor memorii - Sergiusz Piasecki, scriitor - Krzysztof Piesiewicz, scenarist și politician - Jan Potocki, Manuscrisul din Saragossa - Bolesław Prus, Păpușa și Faraonul. - Ksawery Pruszyński, scriitor și jurnalist - Stanisław Przybyszewski, romancier, dramaturg și poet, a scris în limbile germană și poloneză - Mikołaj Rej, fondator al limbii și literaturii poloneze - Sydor Rey, scriitor, poet, romancier - Władysław Reymont, 1924 Premiu Nobel pentru literatură - Maria Rodziewiczówna, romancier - Henryk Rzewuski, romancier - Pinchas Sadeh, romancier și poet israelian - Andrzej Sapkowski, scriitor de povești fantastice (fantasy) - Bruno Schulz, romancier și pictor - Joanna Siedlecka, scriitor lucrări de specialitate - Lucjan Siemieński - Henryk Sienkiewicz, 1905 Laureat al Premiului Nobel - Isaac Bashevis Singer, 1978 Laureat al Premiului Nobel - Piotr Skarga, poet, scriitor, umanist - Robert Stiller, poliglot, scriitor, poet, traducător, editor - Jędrzej Śniadecki, terminolog, scriitor - Olga Tokarczuk, scriitor polonez-ucrainean - Leopold Tyrmși, scriitor - Stanisław Ignacy Witkiewicz (Witkacy) - Lucjan Wolanowski, scriitor, jurnalist, și călător - Stanisław Wyspiański, pictor și scriitor - Rafał A. Ziemkiewicz, scriitor - Franciszek Zabłocki, comic dramaturg și satirist - Janusz A. Zajdel, scriitor de literatură științifico-fantastică - Gabriela Zapolska, romancier - Roger Zelazny (Żelazny), scriitor american de fantasy și literatură științifico-fantastică, din tată polonez - Aleksșira Ziolkowska-Boehm, scriitor - Stefan Żeromski, romancier - Jerzy Żuławski, romancier - Eugeniusz Żytomirski, romancier |  | Potocki Prus Rej Reymont Sienkiewicz Witkiewicz Zapolska Żeromski |

### Poezie

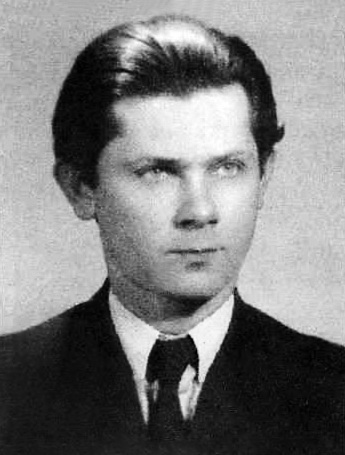
Herbert

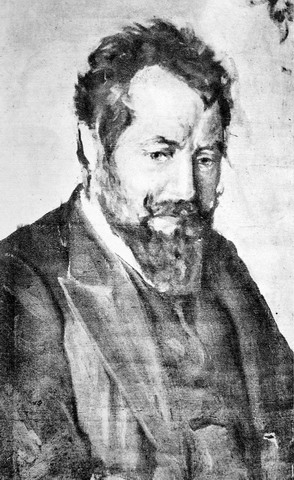
Kasprowicz

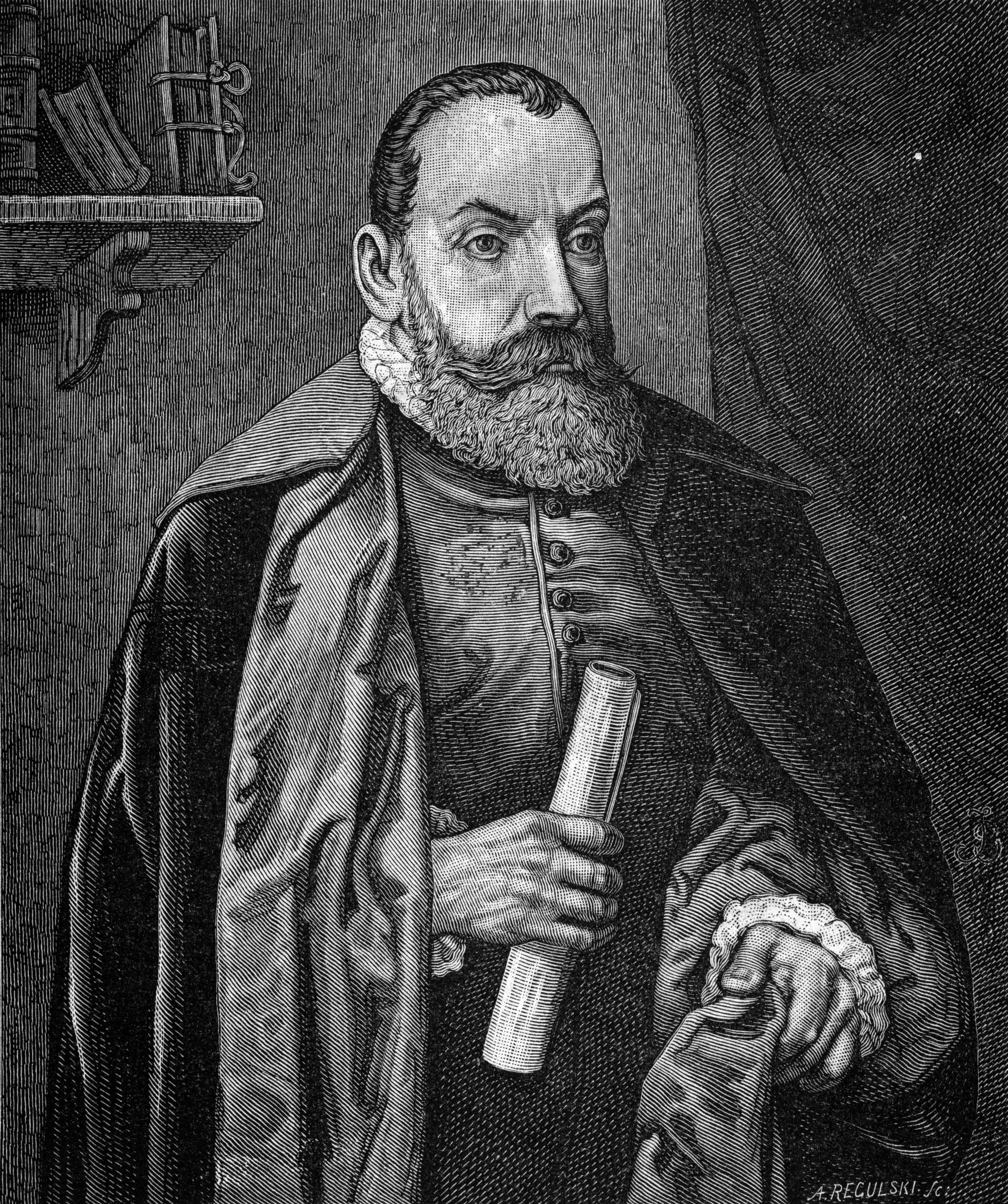
Kochanowski

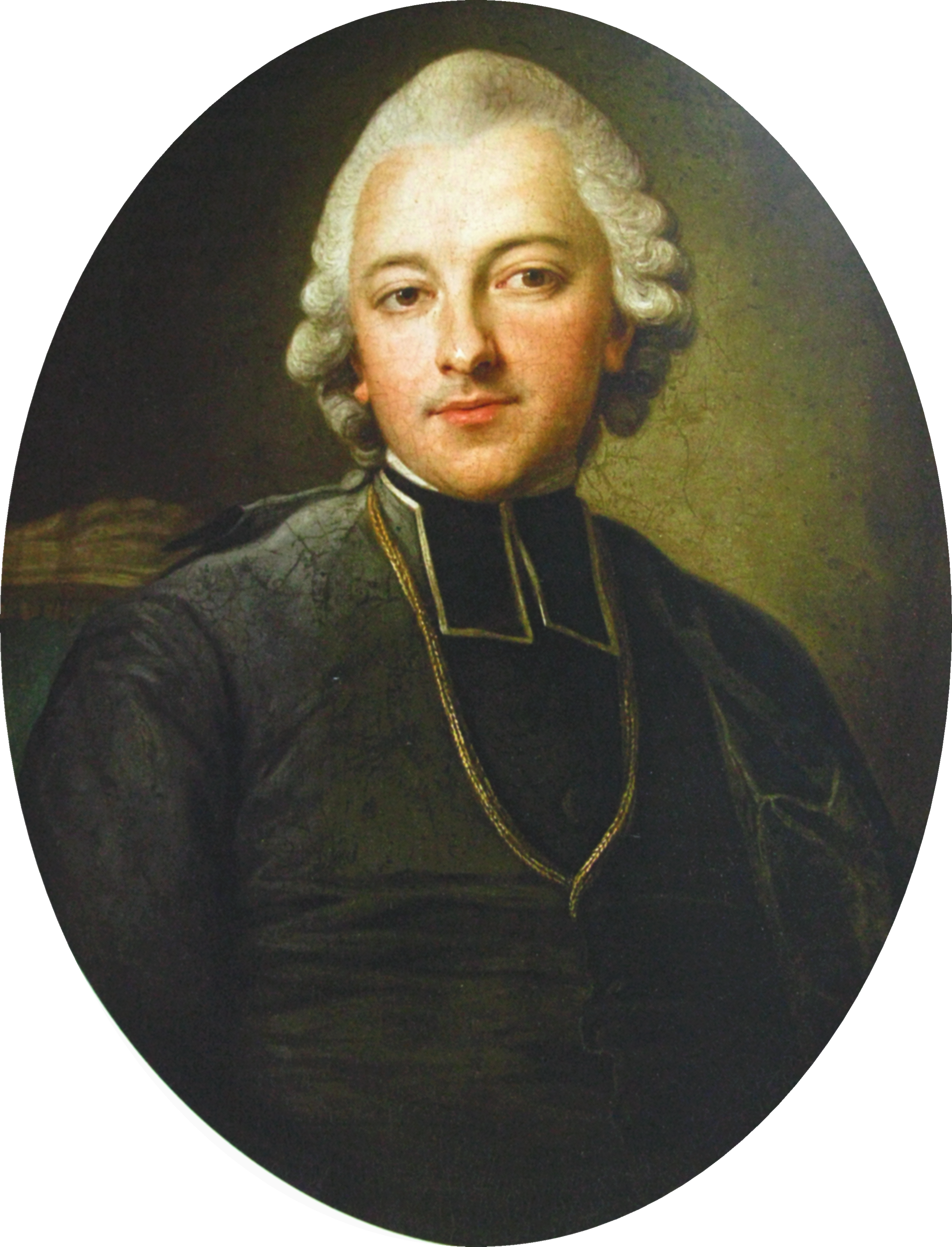
Krasicki

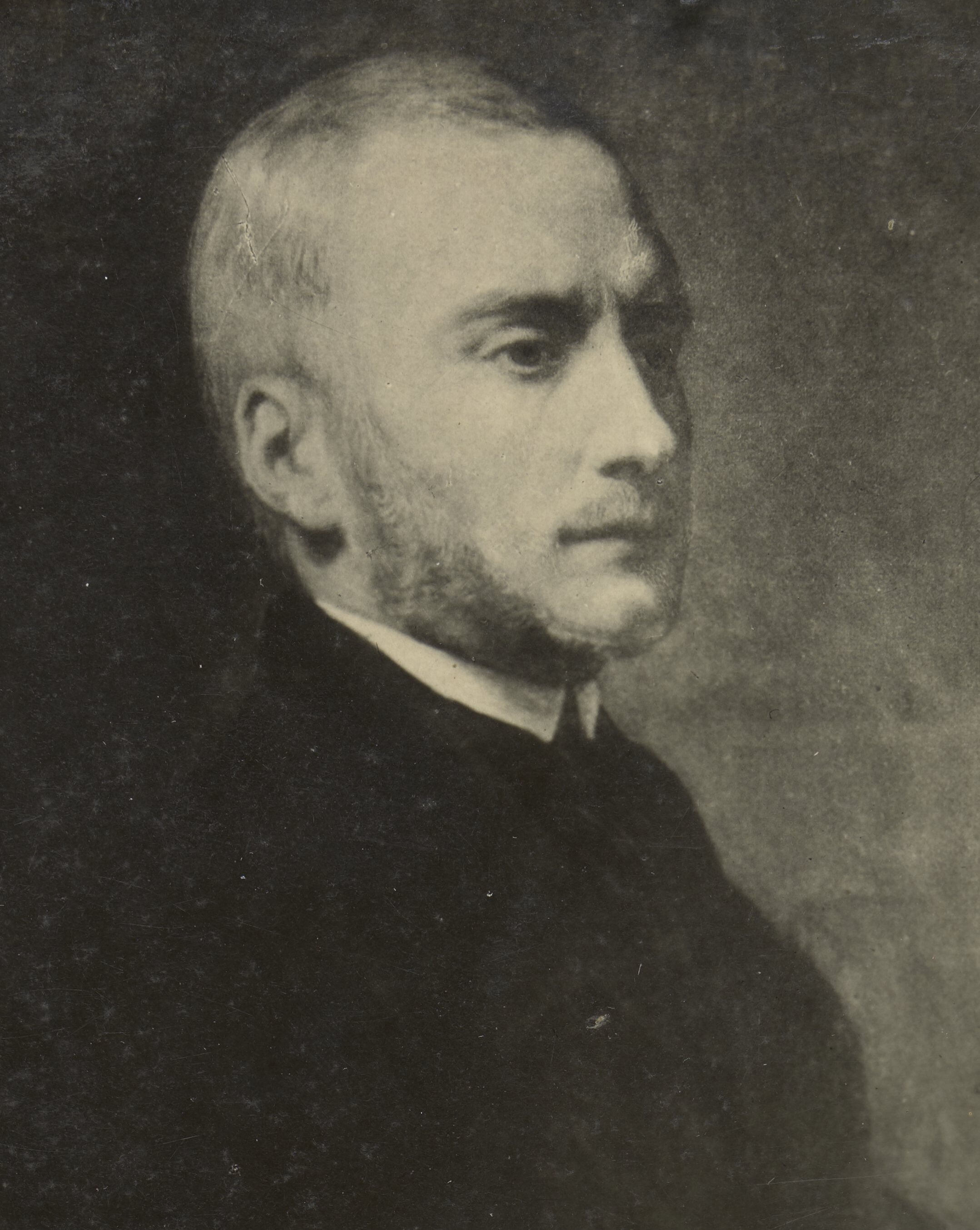
Krasiński

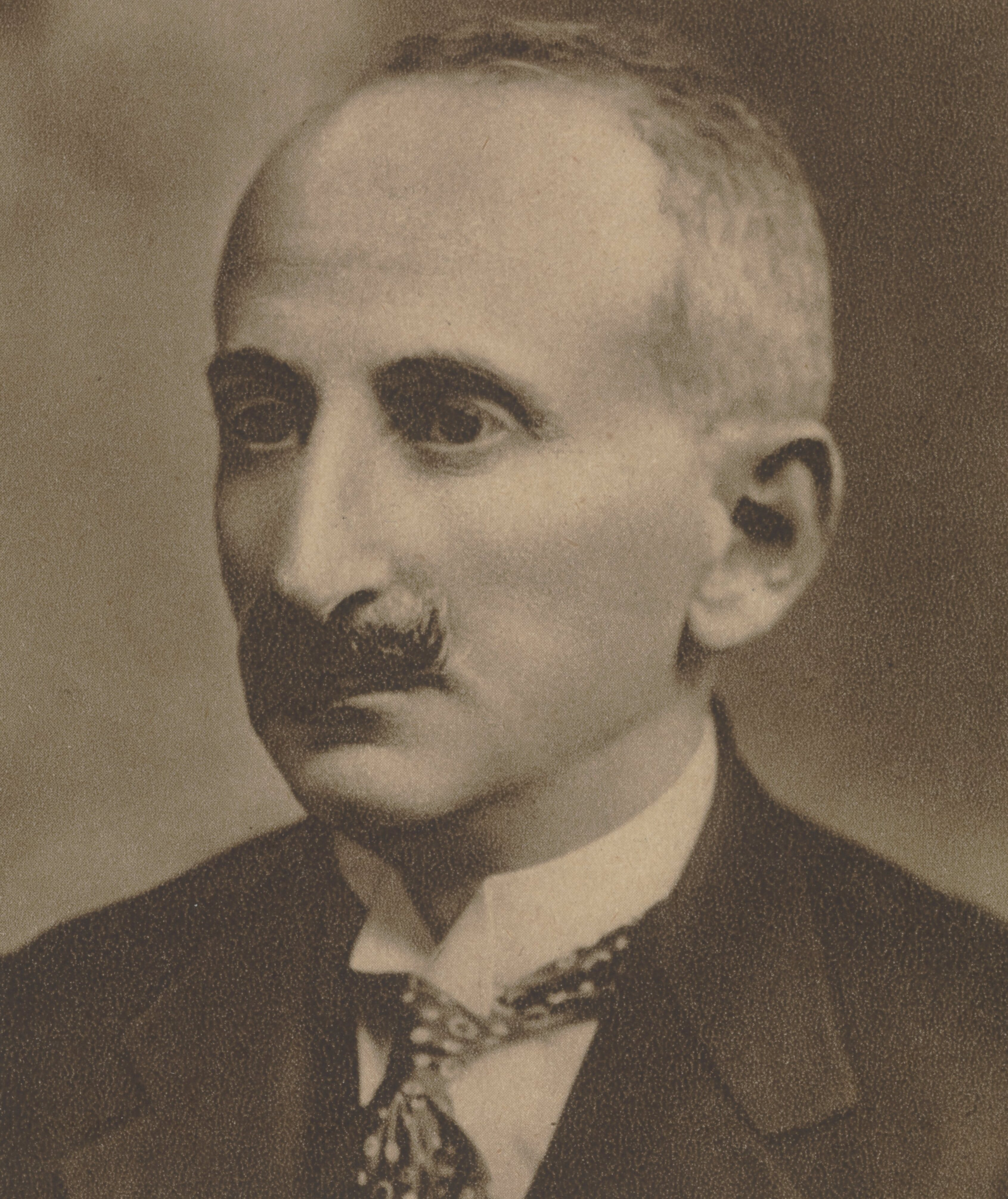
Leśmian

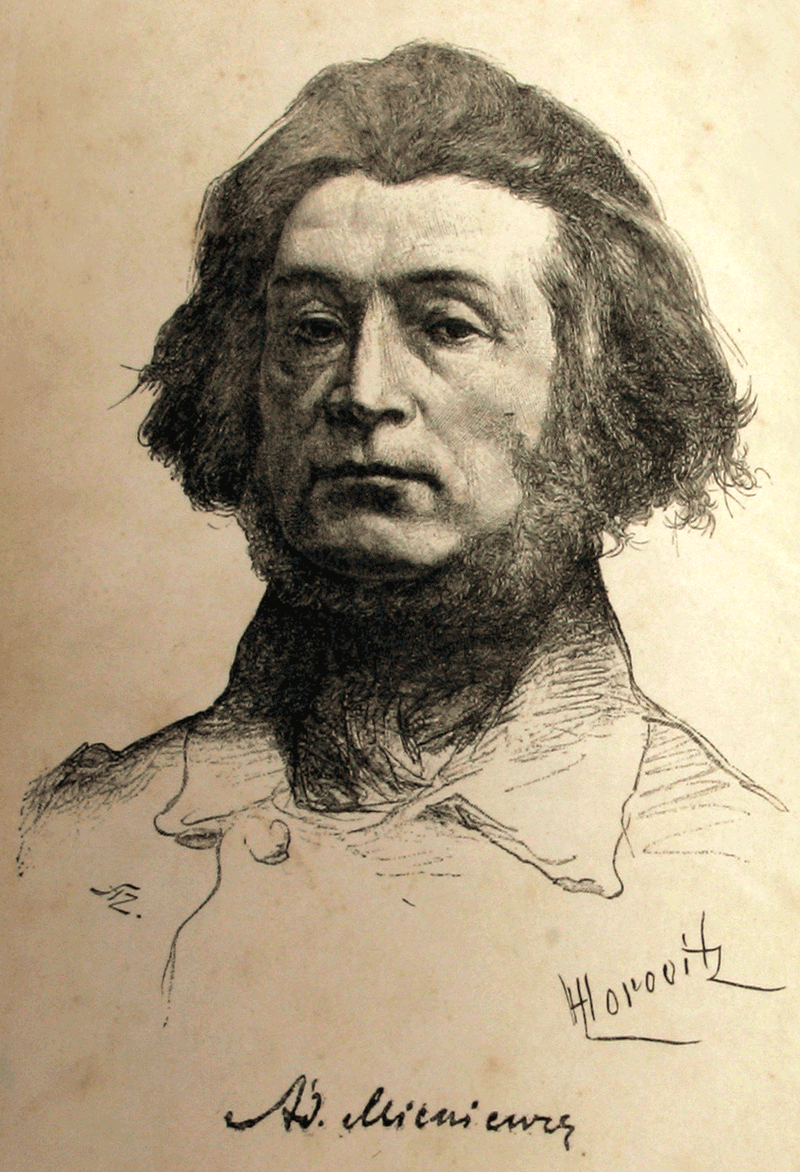
Mickiewicz

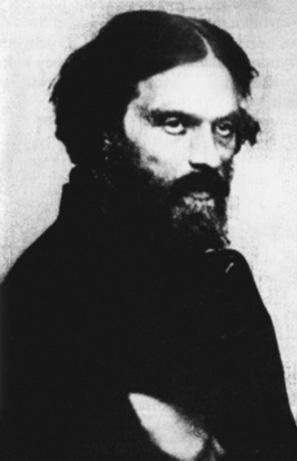
Norwid

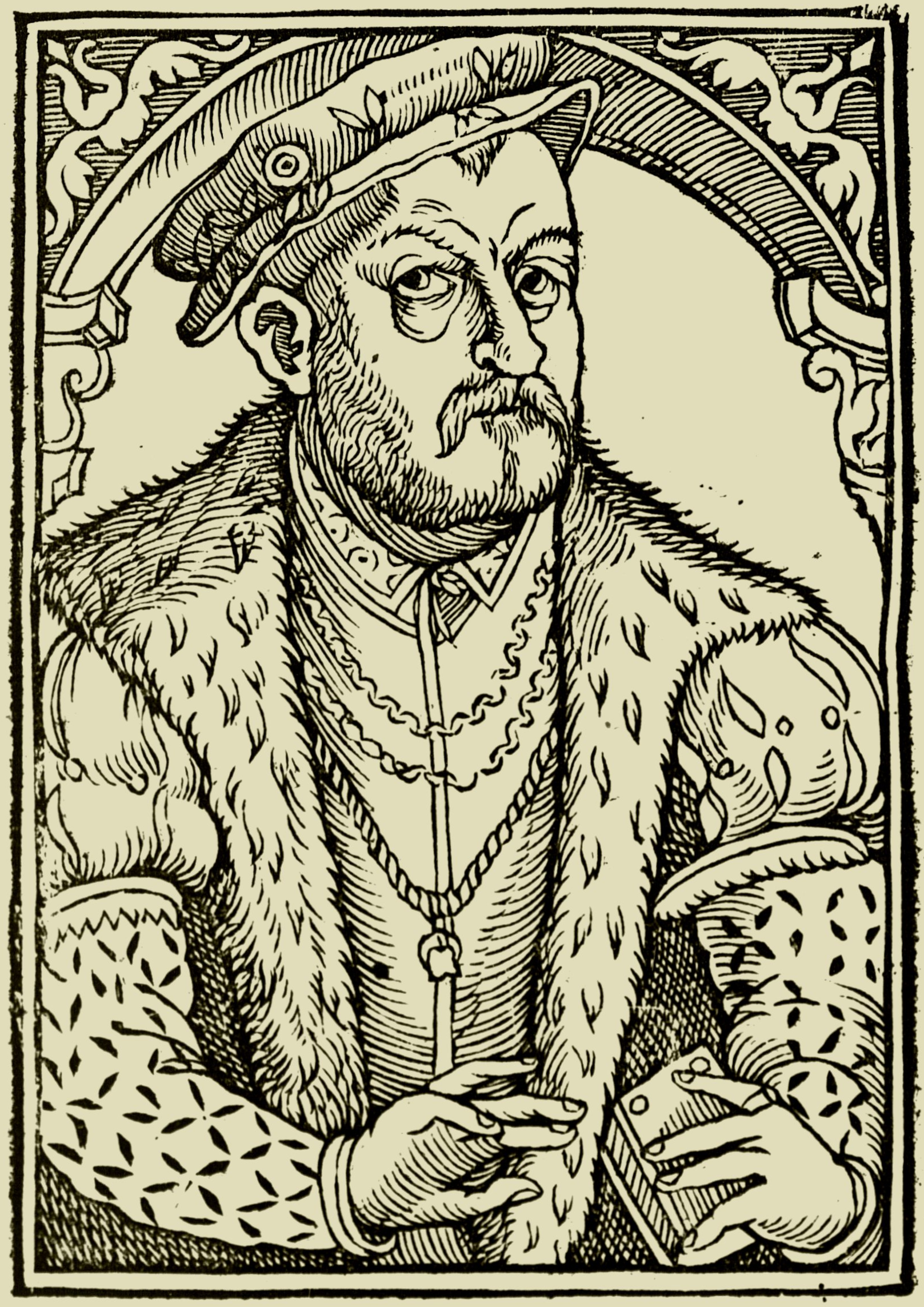
Rej

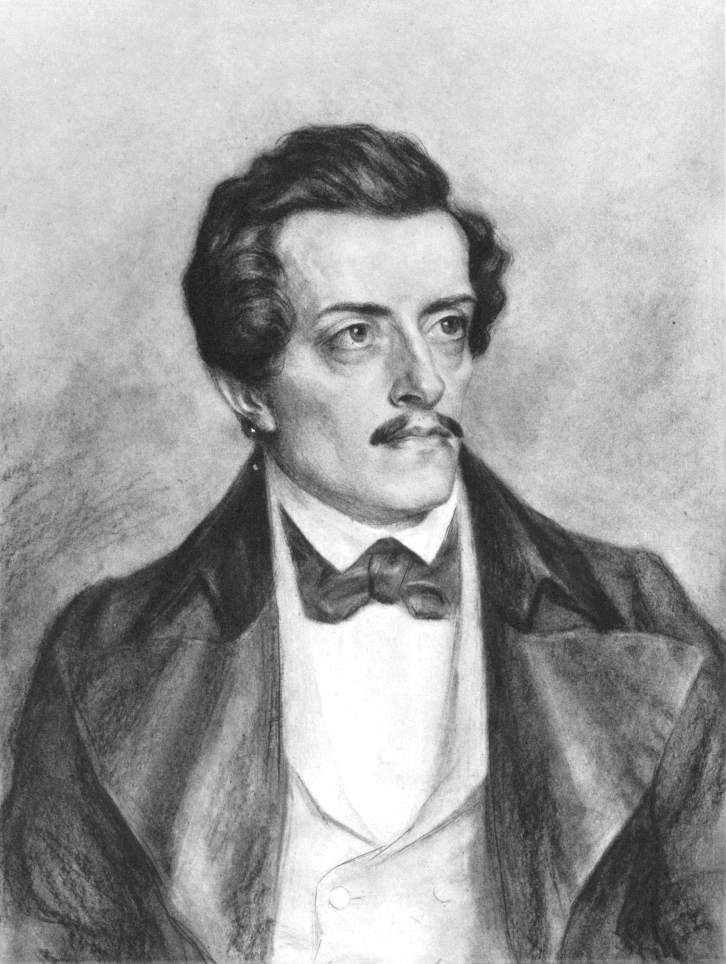
Słowacki

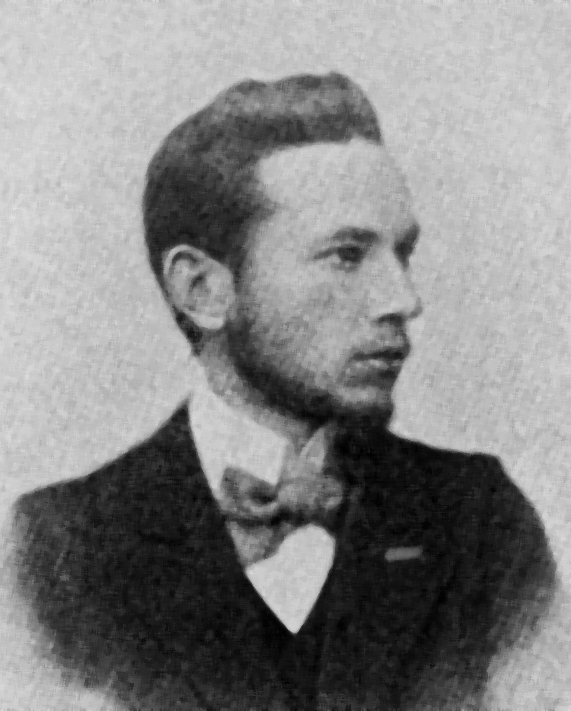
Staff

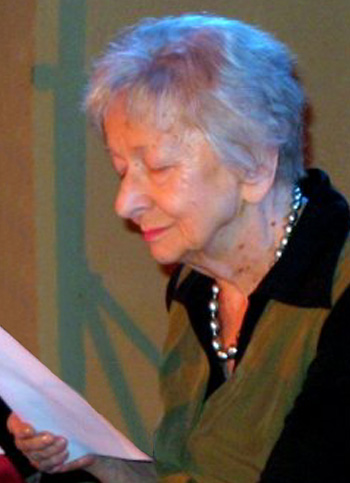
Szymborska

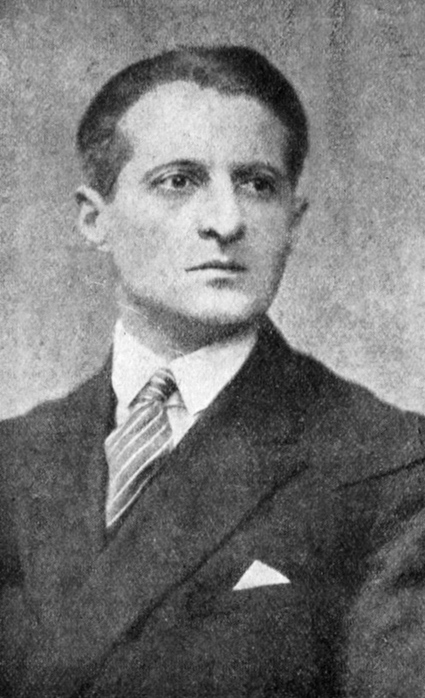
Tuwim

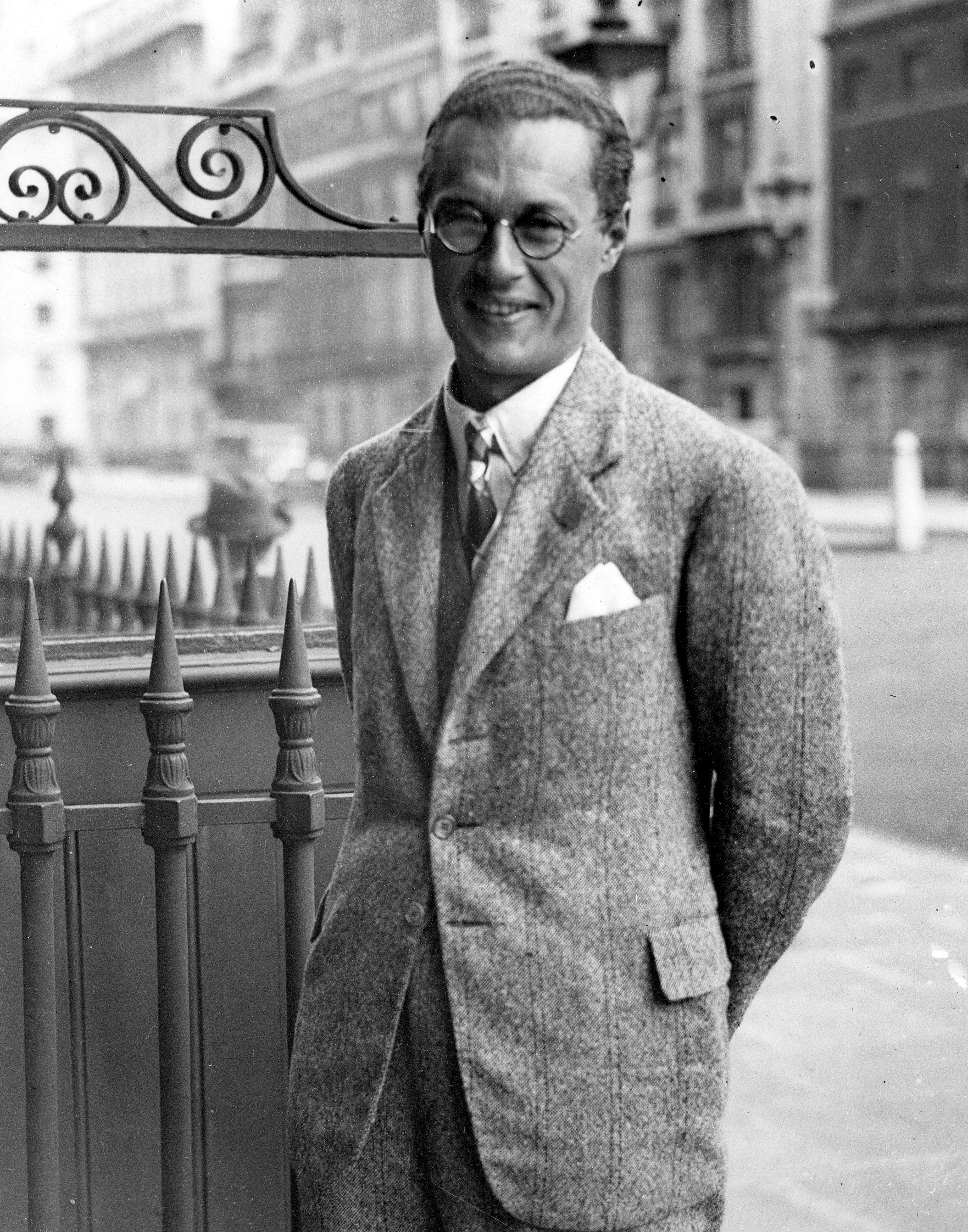
Wierzyński

| - Franciszka Arnsztajnowa - Adam Asnyk - Krzysztof Kamil Baczyński - Edward Balcerzan - Stanisław Barańczak - Miron Białoszewski - Zbigniew Bieńkowski - Biernat of Lublin - Tadeusz Borowski - Władysław Broniewski - Jan Brzechwa - Stanisław Korab-Brzozowski - Teodor Bujnicki - Andrzej Bursa - Tytus Czyżewski - Jacek Dehnel - Elżbieta Drużbacka - Eugeniusz Tkaczyszyn-Dycki - Leszek Engelking - Jerzy Ficowski - Tadeusz Gajcy - Konstanty Ildefons Gałczyński - Zuzanna Ginczanka - Stanisław Grochowiak - Marian Hemar - Zbigniew Herbert - Wacław Iwaniuk - Jarosław Iwaszkiewicz - Klemens Janicki - Bruno Jasieński - Anna Kamieńska - Jan Kasprowicz - Jan Kochanowski - Feliks Konarski - Maria Konopnicka - Julian Kornhauser - Ignacy Krasicki - Zygmunt Krasiński - Andrzej Krzycki - Paweł Kubisz - Jalu Kurek - Stanisław Jerzy Lec - Jan Lechoń - Bolesław Leśmian - Ewa Lipska - Henryka Łazowertówna - Tadeusz Miciński - Adam Mickiewicz - Grazyna Miller, traducere |  | - Czesław Miłosz, 1980 Premiu Nobel pentru literatură - Andrzej Frycz Modrzewski, umanism - Jan Andrzej Morsztyn - Zbigniew Morsztyn - Daniel Naborowski - Adam Naruszewicz, traducere, istorie - Julian Ursyn Niemcewicz - Cyprian Kamil Norwid - Franciszek Nowicki - Antoni Edward Odyniec - Władysław Orkan - Agnieszka Osiecka - Maria Pawlikowska-Jasnorzewska - Wincenty Pol - Wacław Potocki (Wojna Chocimska) - Halina Poświatowska - Zenon Przesmycki - Jeremi Przybora, cântece - Julian Przyboś - Mikołaj Rej - Sydor Rey - Tadeusz Różewicz - Zygmunt Rumel - Lucjan Rydel - Jarosław Marek Rymkiewicz - Maciej Kazimierz Sarbiewski - Antoni Słonimski - Juliusz Słowacki - Edward Stachura - Anatol Stern - Leopold Staff - Włodzimierz Szymanowicz - Wisława Szymborska, 1996 Premiul Nobel pentru literatură - Szymon Szymonowic - Kazimierz Przerwa-Tetmajer - Julian Tuwim - Jan Twardowski - Kornel Ujejski - Aleksșier Wat - Kazimierz Wierzyński - Stefan Witwicki - Rafał Wojaczek - Stanisław Wyspiański - Tymon Zaborowski - Adam Zagajewski - Józef Bohdan Zaleski - Kazimiera Zawistowska - Piotr Zbylitowski - Emil Zegadłowicz - Juliusz Żuławski |

### Filozofie

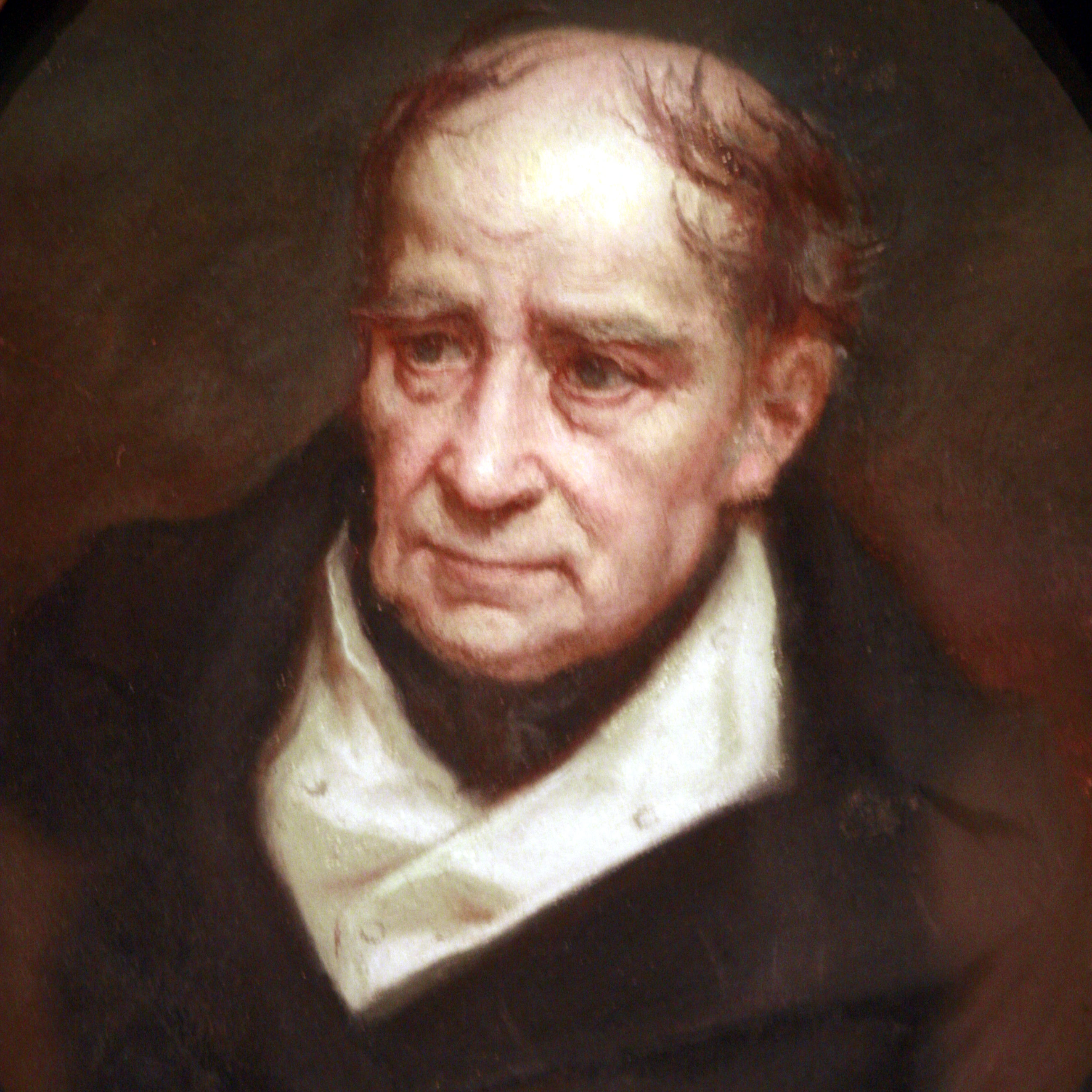
Hoene–Wroński

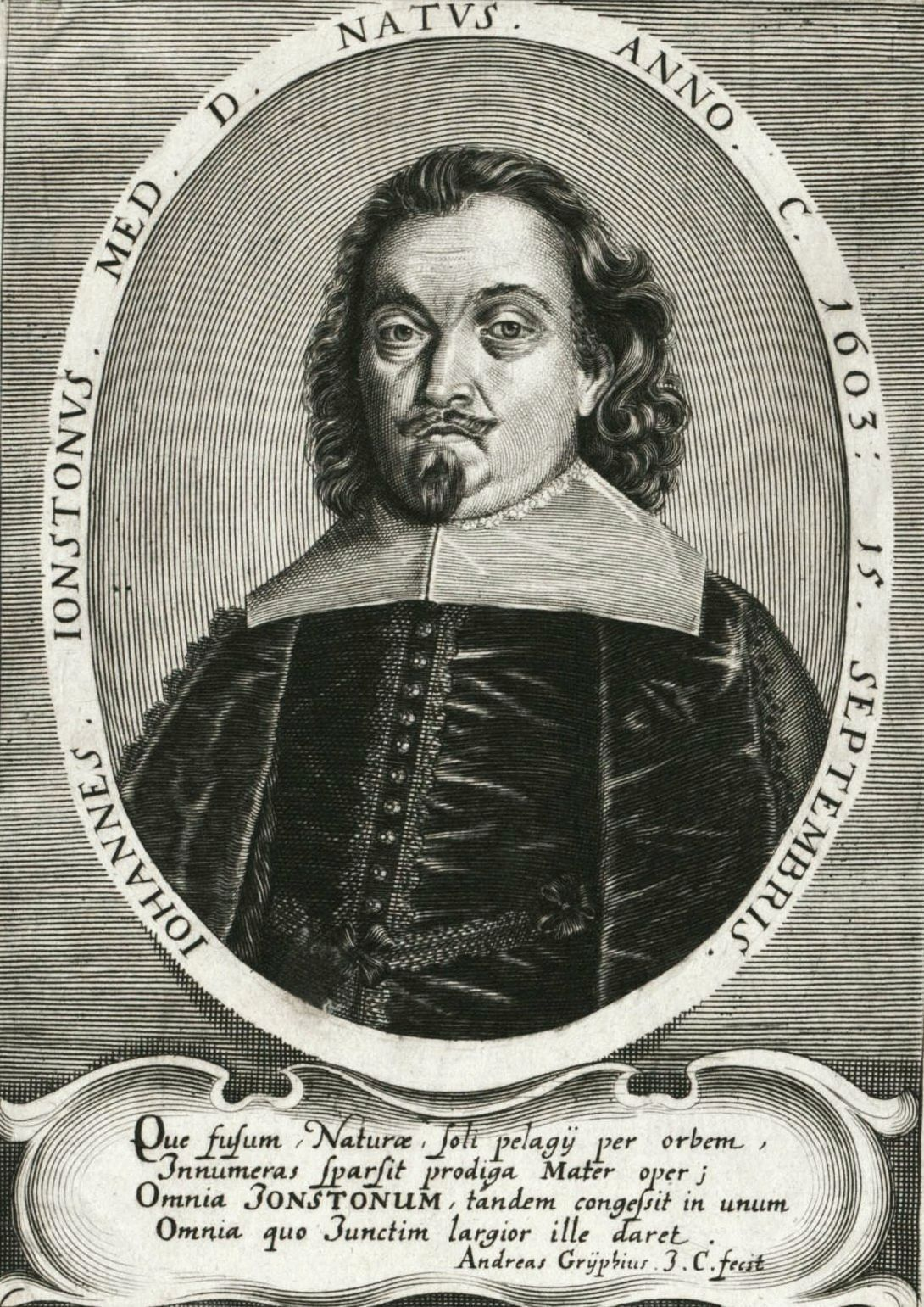
Jonston

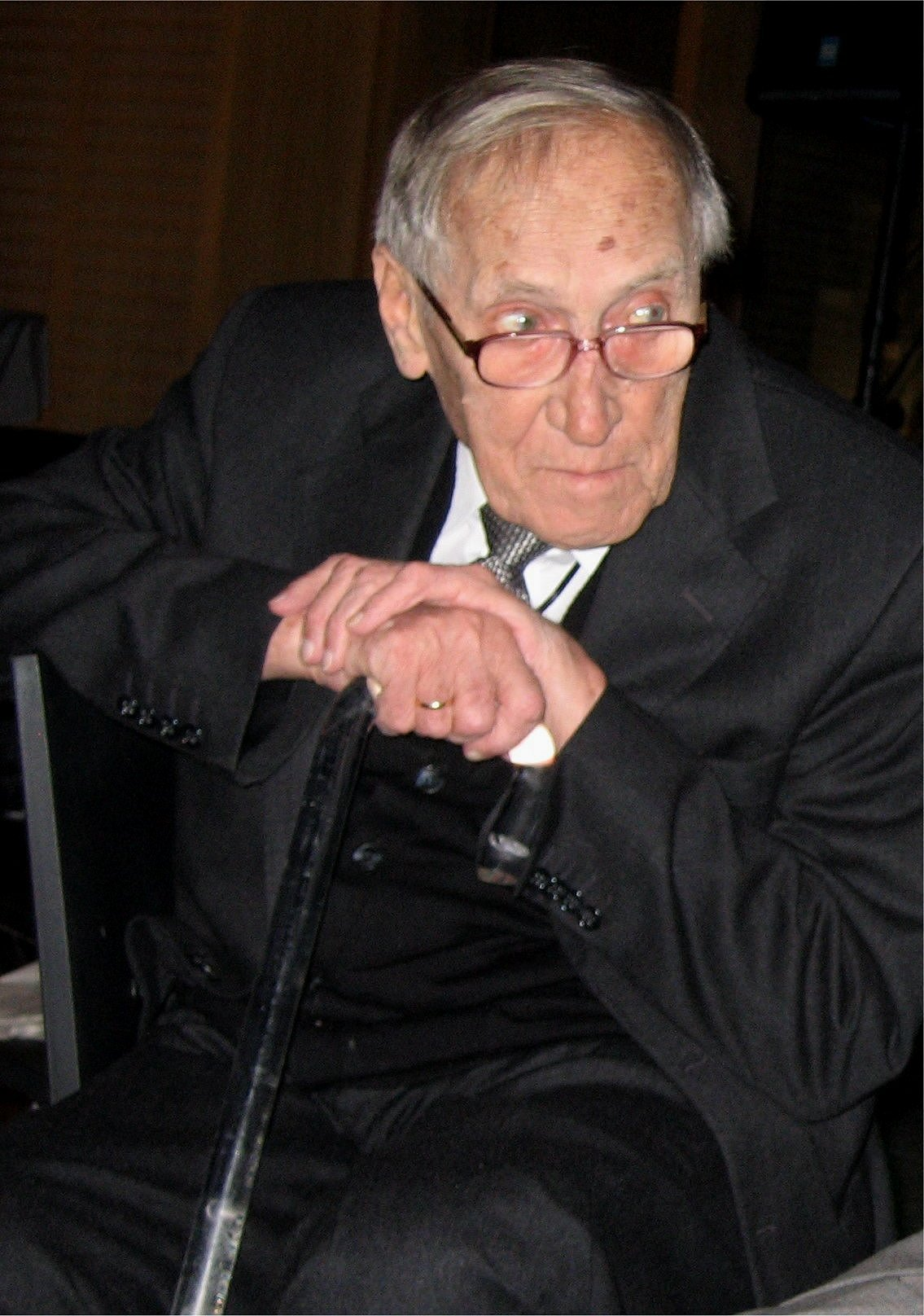
Kołakowski

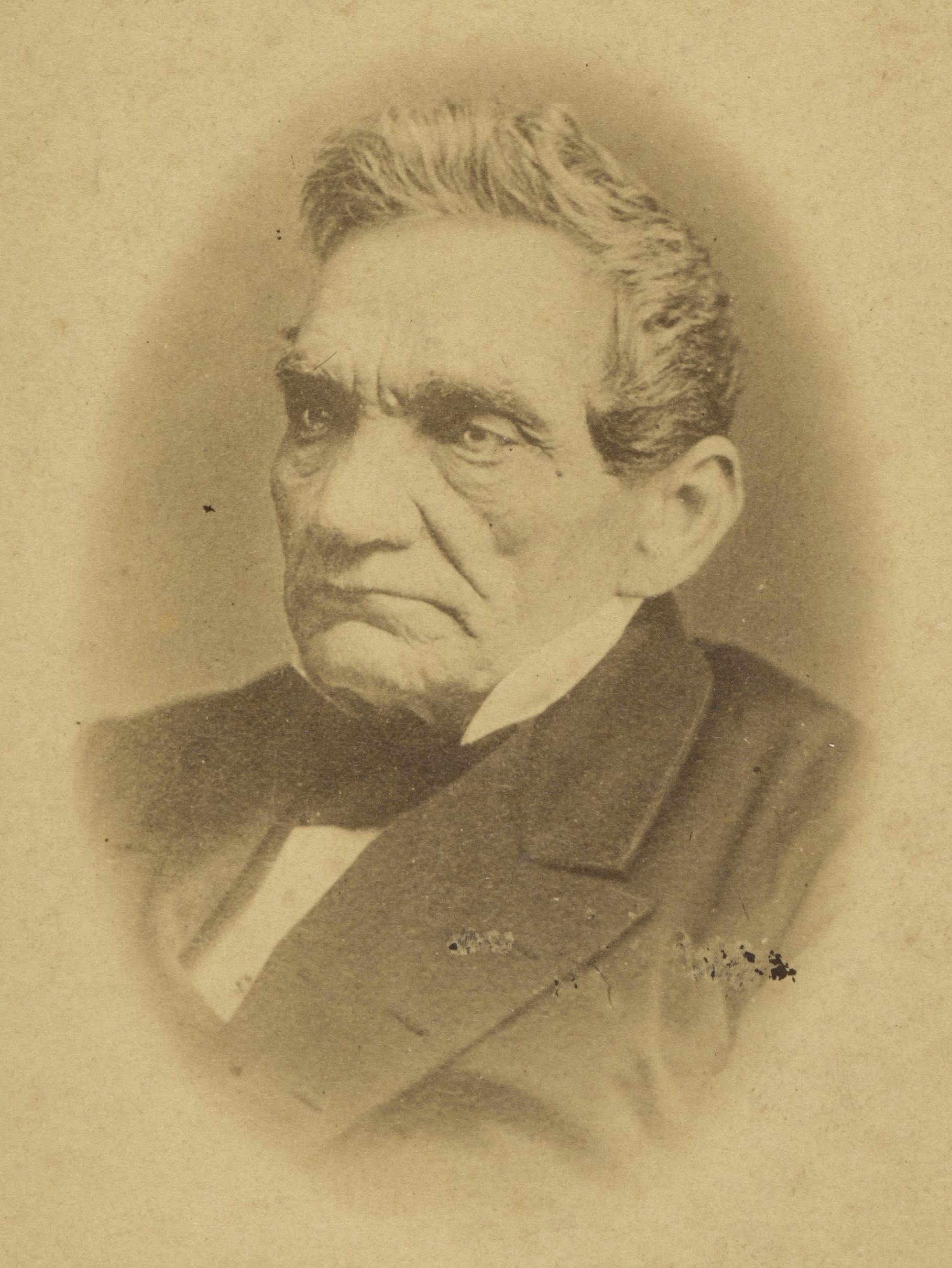
Libelt

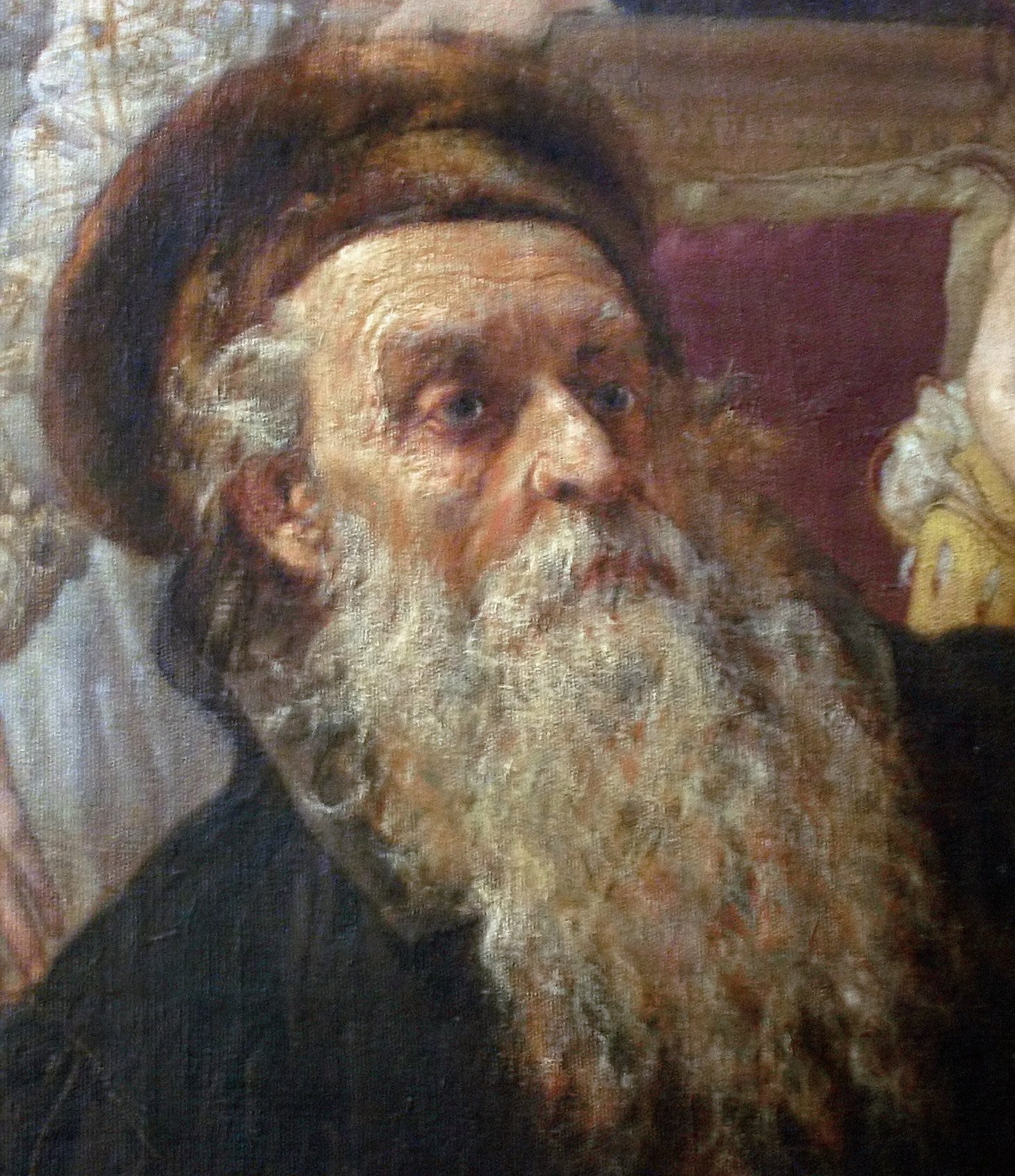
Modrzewski

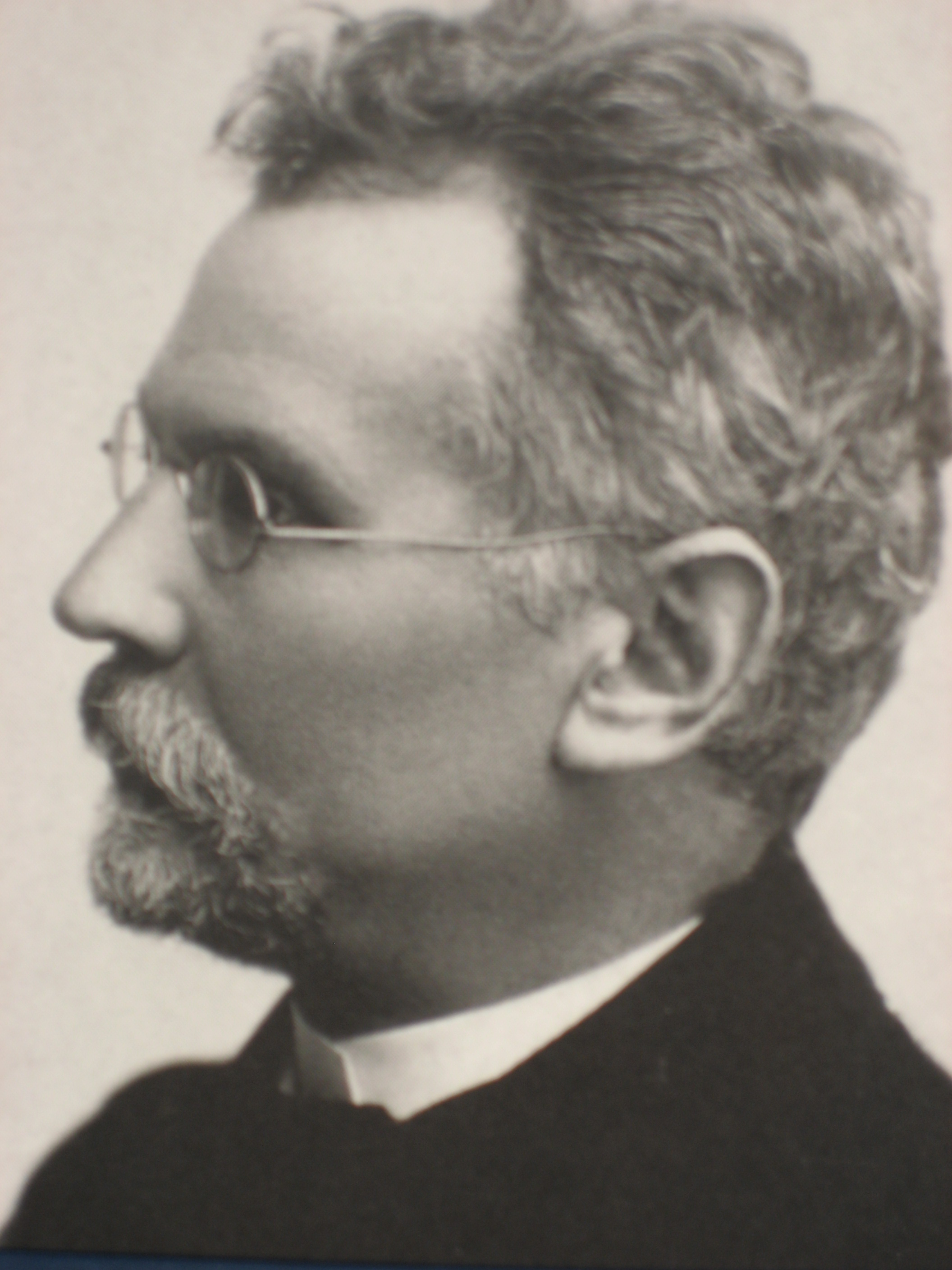
Prus

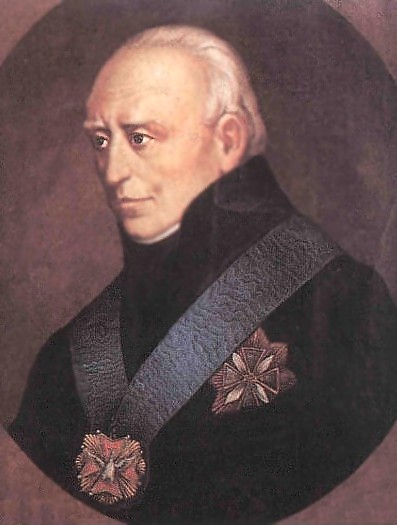
Staszic

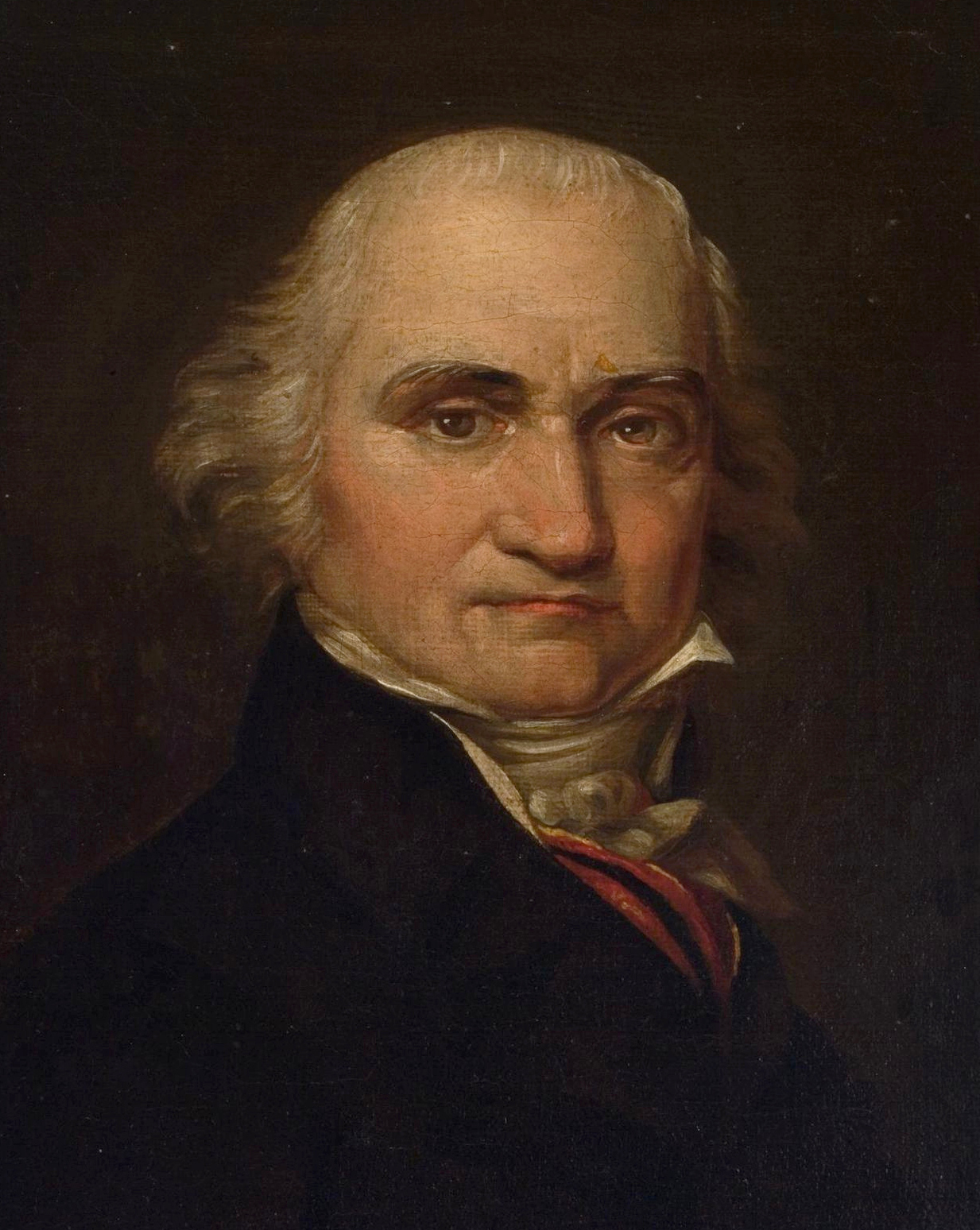
Jan Śniadecki

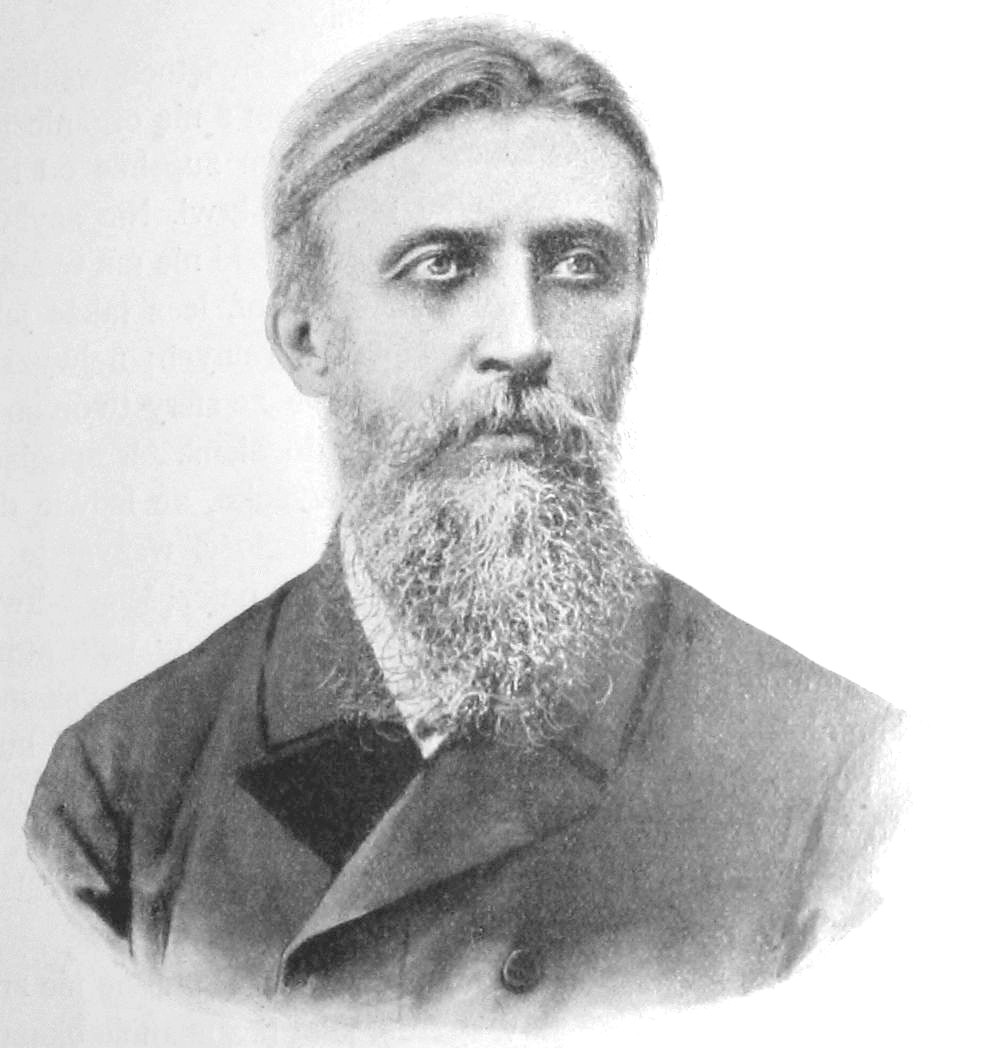
Świętochowski

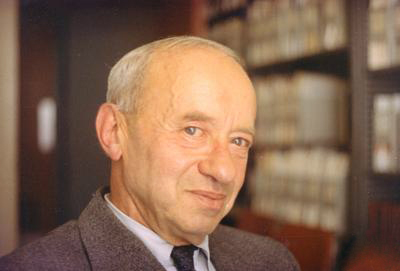
Tarski

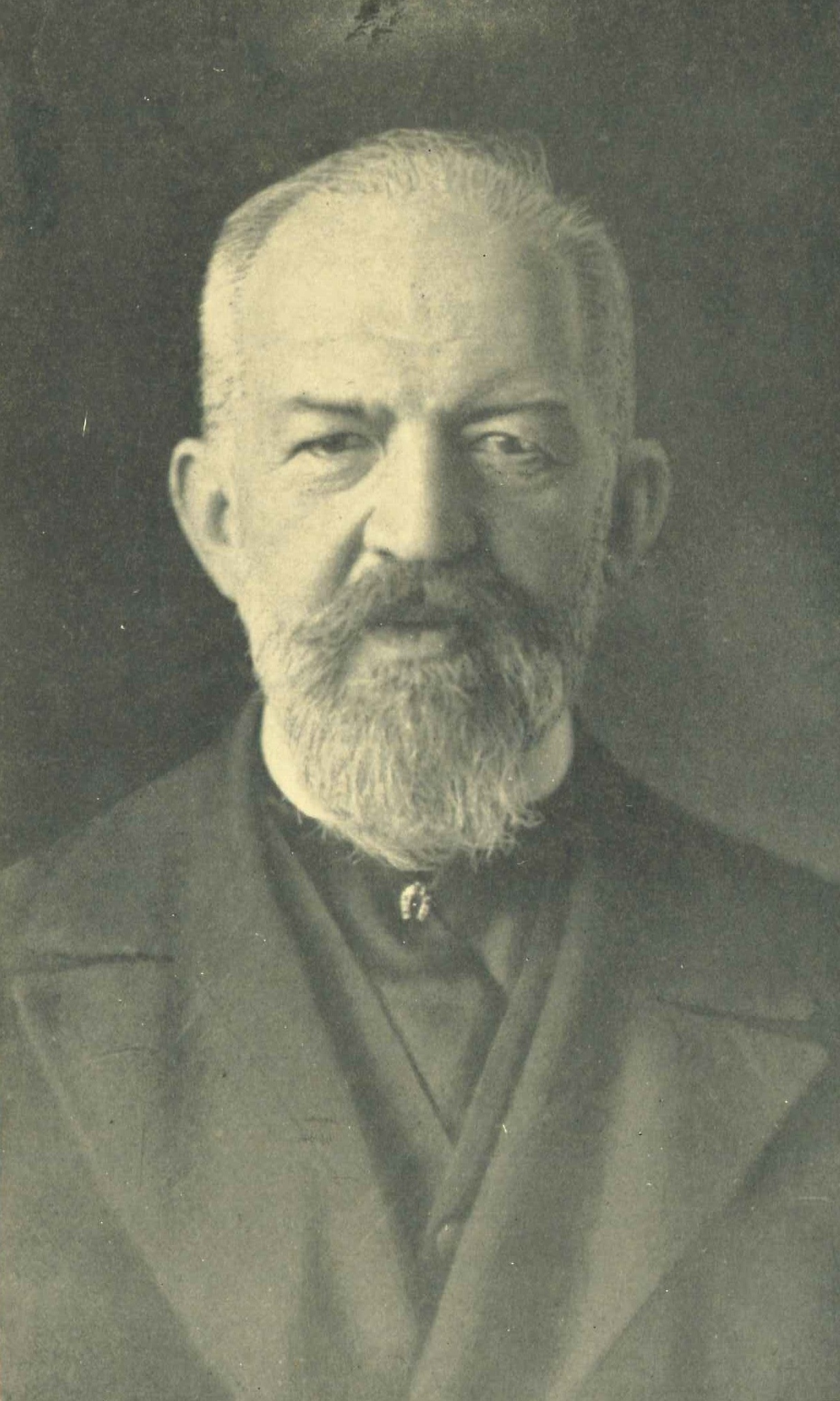
Twardowski

| - Adam of Łowicz - Edward Abramowski - Kazimierz Ajdukiewicz - Zygmunt Bauman - Stefan Błachowski - Józef Maria Bocheński - Stanisław Brzozowski - Adam Burski - Piotr Chmielowski - Leon Chwistek - August Cieszkowski - Nicolaus Copernicus - Edward Dembowski - Anioł Dowgird - Adolf Dygasiński - Michał Falkener - Ludwik Fleck, filozof al științei de seamă din secolul al XX-lea - Józef Gołuchowski - Wawrzyniec Grzymała Goślicki - Jakub Górski - Grzegorz of Stawiszyn - Władysław Heinrich - Michał Heller - Józef Maria Hoene-Wroński - Roman Ingarden - Jakub of Gostynin - Jan of Głogów - Jan of Stobnica - Józef Emanuel Jankowski - Feliks Jaroński - Stanisław Jaśkowski - Jan Jonston - Leszek Kołakowski - Hugo Kołłątaj - Alfred Korzybski - Tadeusz Kotarbiński - Władysław Mieczysław Kozłowski - Józef Kremer - Franciszek Krupiński - Stanisław Leszczyński - Stanisław Leśniewski - Casimir Lewy |  | - Karol Libelt - Wincenty Lutosławski - Jan Łukasiewicz - Adam Mahrburg - Marian Massonius - Émile Meyerson - Konstanty Michalski - Wawrzyniec Mitzler de Kolof - Andrzej Frycz Modrzewski - Julian Ochorowicz - Stefan Pawlicki - Leon Petrażycki - Sebastian Petrycy - Bolesław Prus - Adam Schaff - Ulrich Schrade - Stanisław Staszic - Józef Supiński - Józef Kalasanty Szaniawski - Jan Szylling - Krystyn Lach Szyrma - Maria Szyszkowska - Jan Śniadecki - Jędrzej Śniadecki - Aleksșier Świętochowski - Alfred Tarski - Władysław Tatarkiewicz - Józef Tischner - Andrzej Towiański - Bronisław Trentowski - Kazimierz Twardowski - Michał Twaróg of Bystrzyków - Władysław Weryho - Michał Wiszniewski - Witelo - Stanisław Ignacy Witkiewicz (Witkacy) - Władysław Witwicki - Karol Wojtyla - Adam Ignacy Zabellewicz - Marian Zdziechowski - Czesław Znamierowski - Florian Znaniecki |

### Arte frumoase (arhitecți, pictori, sculptori)

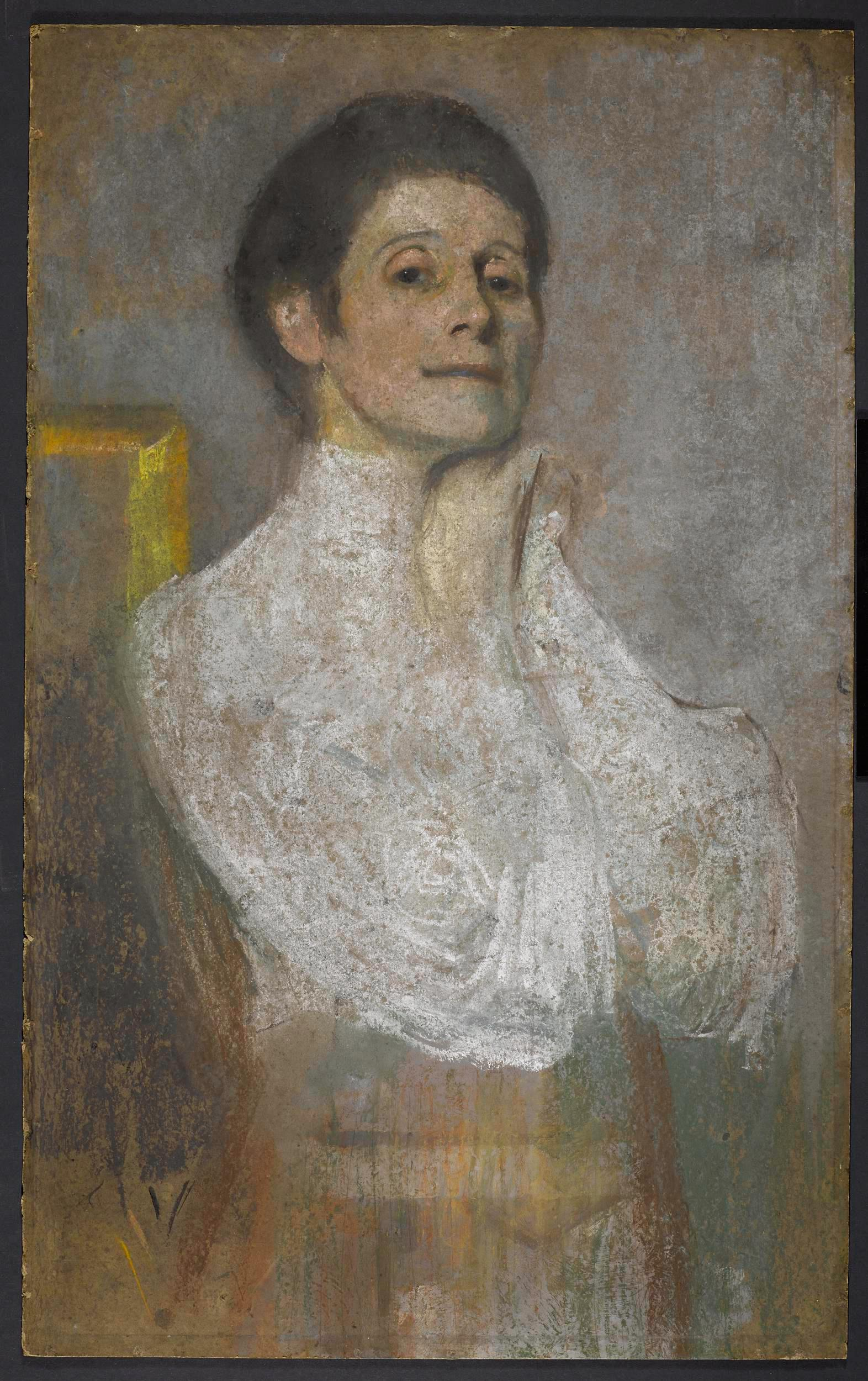
Boznańska

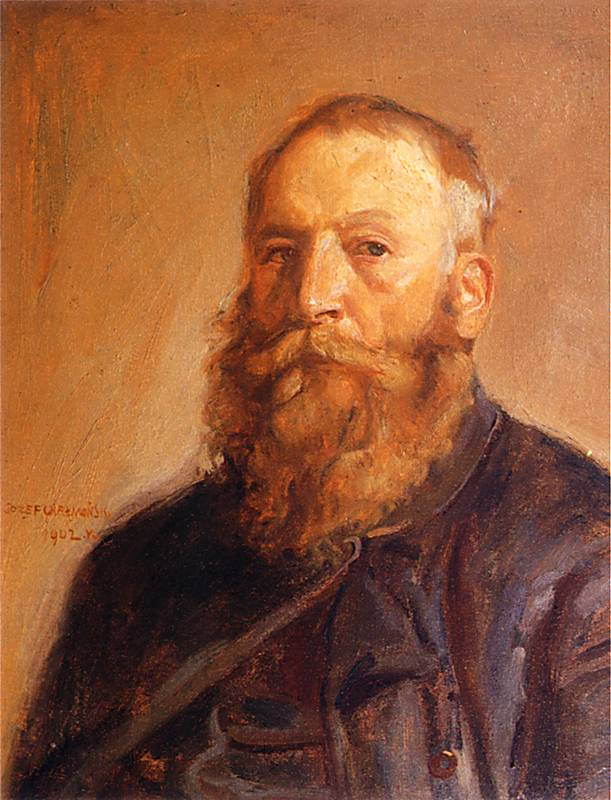
Chełmoński

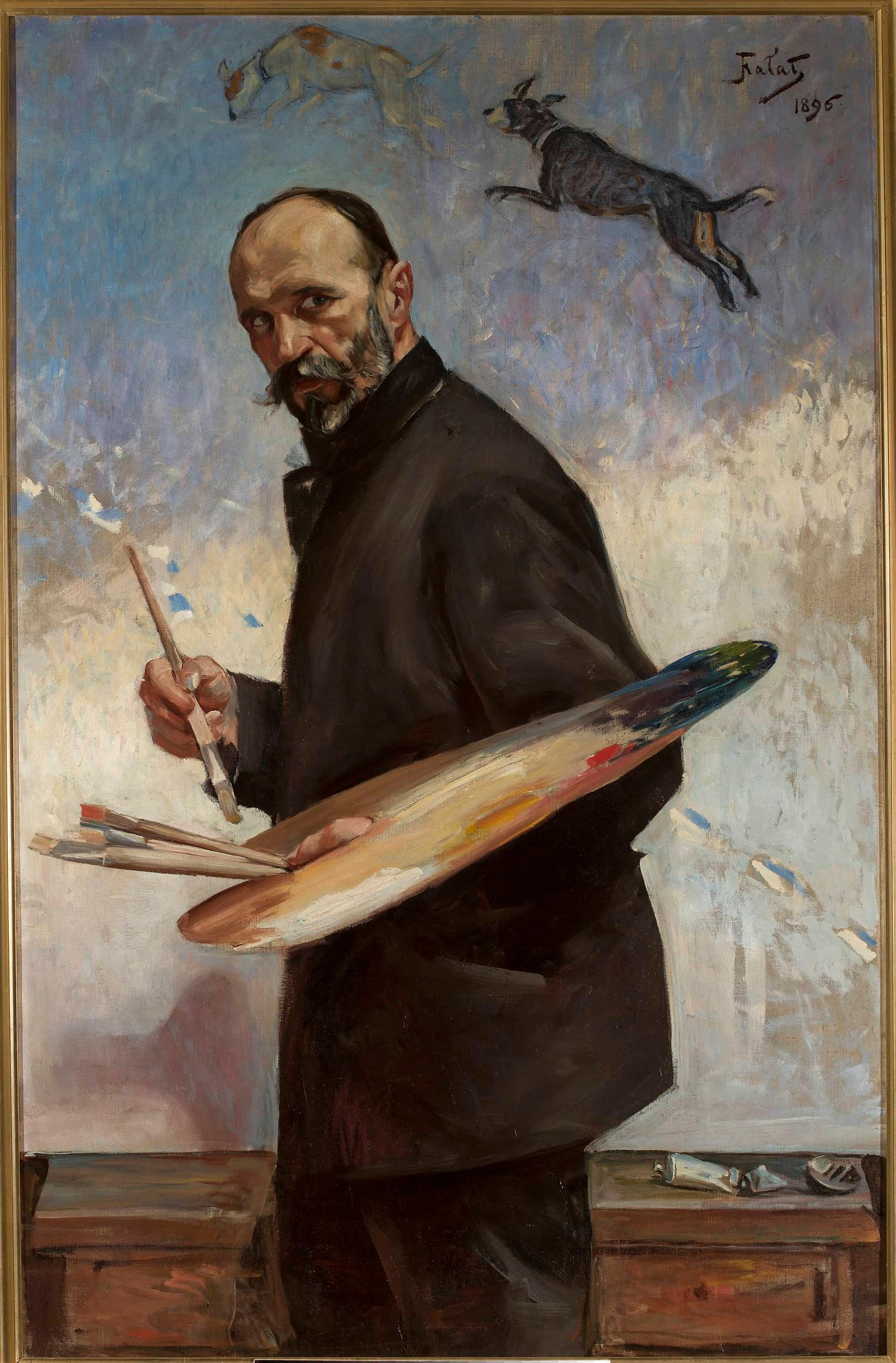
Fałat

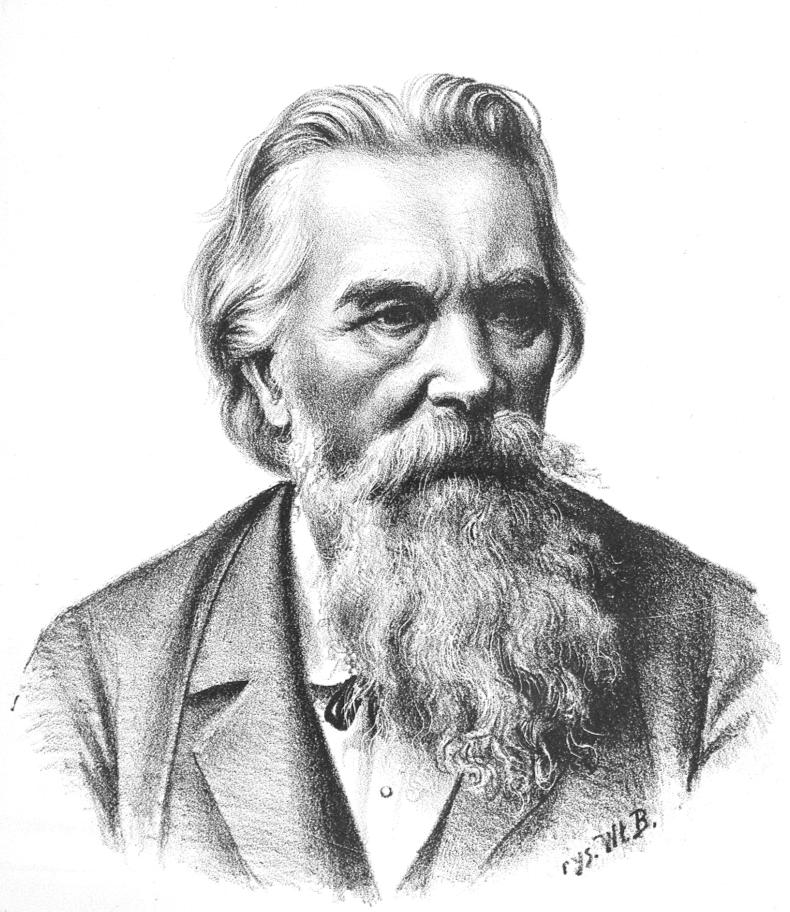
Gerson

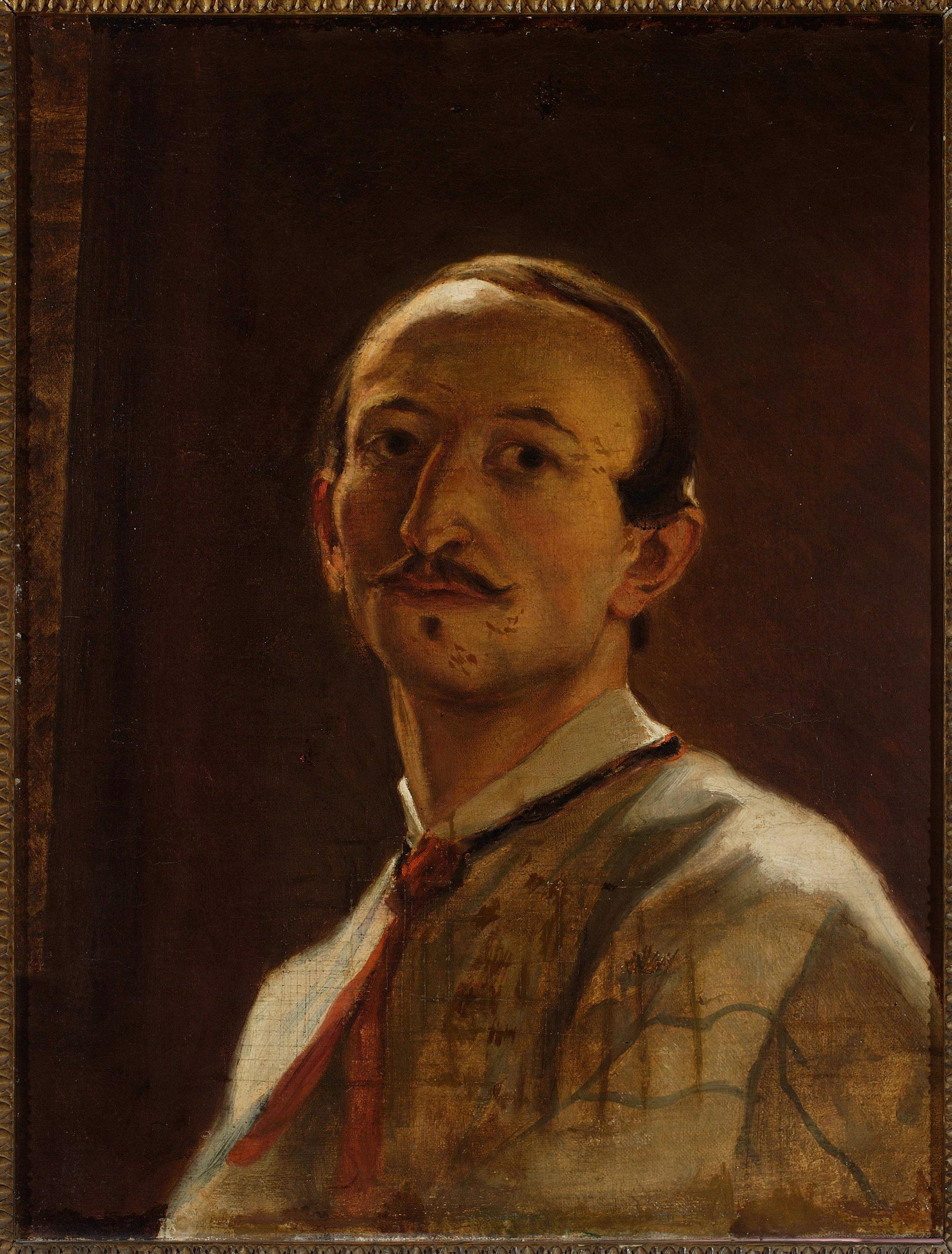
Grottger

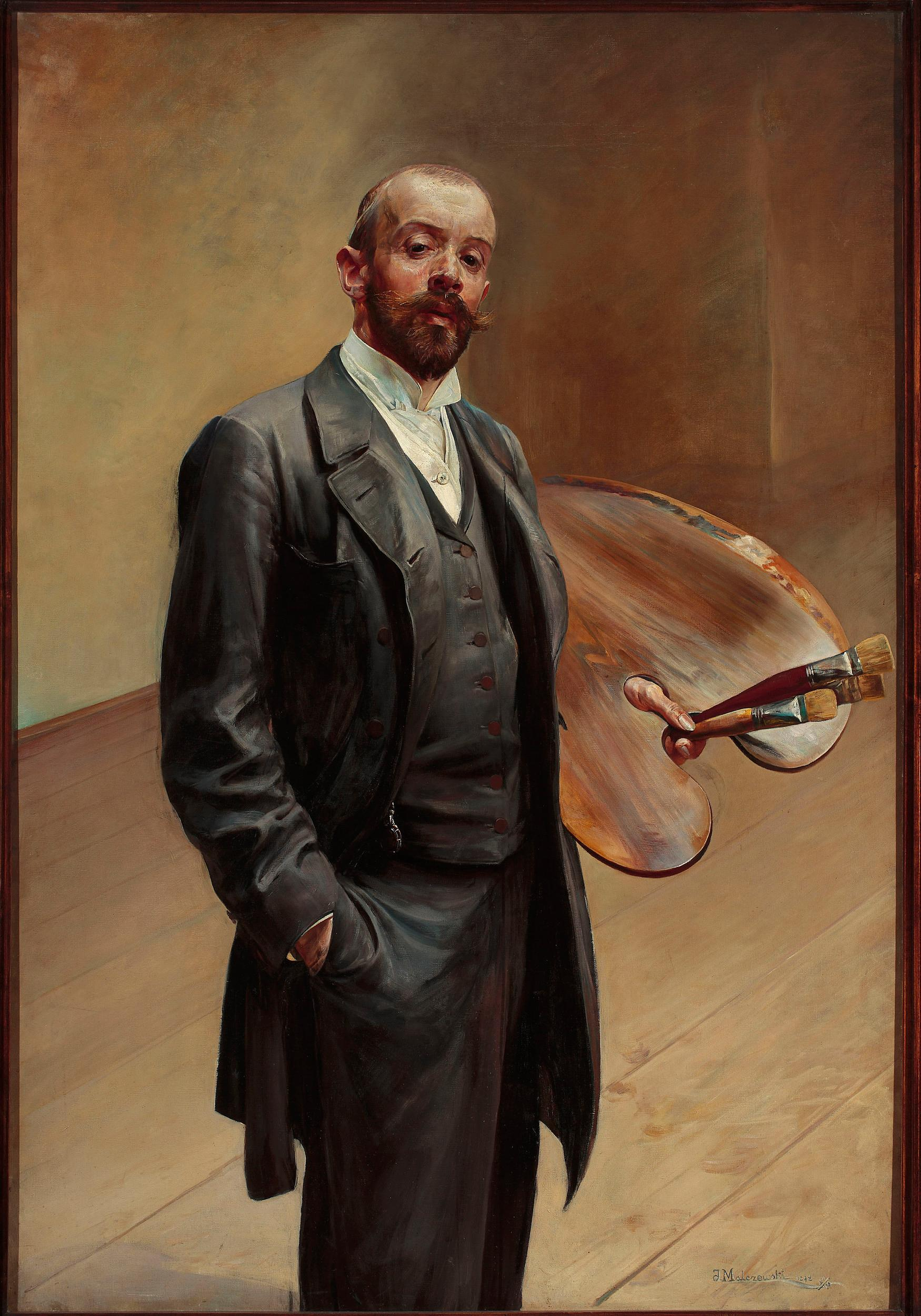
Malczewski

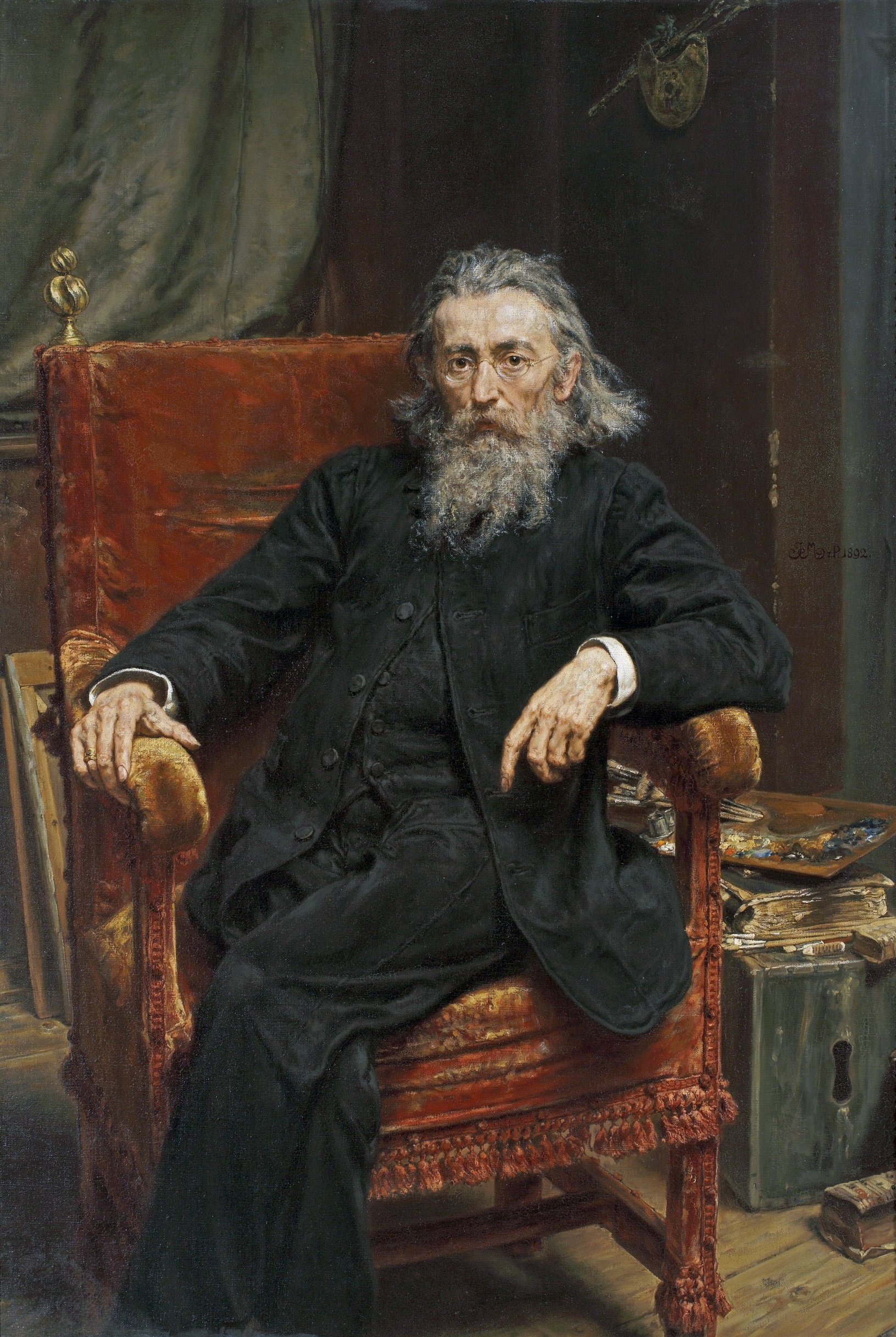
Matejko

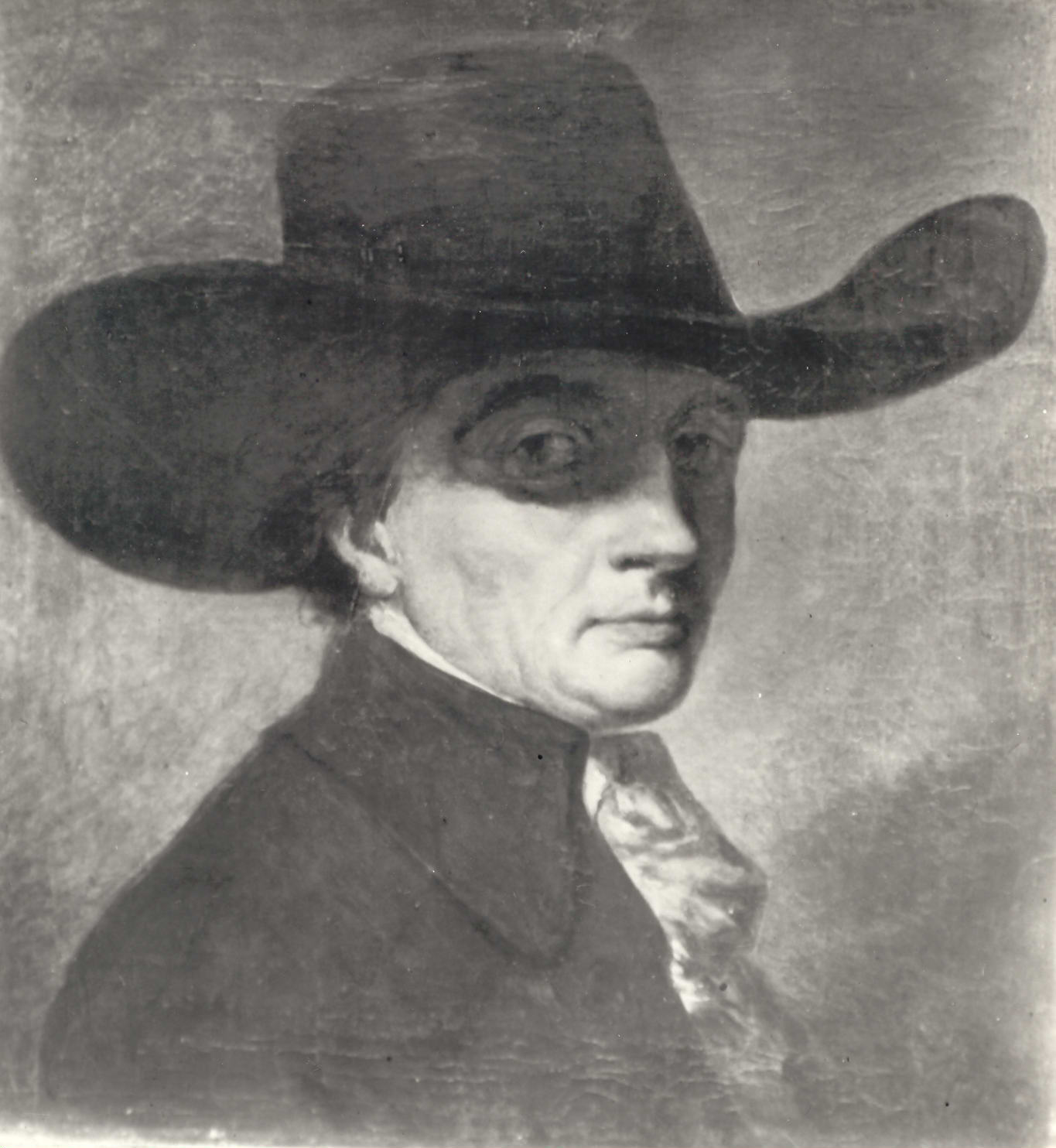
Norblin

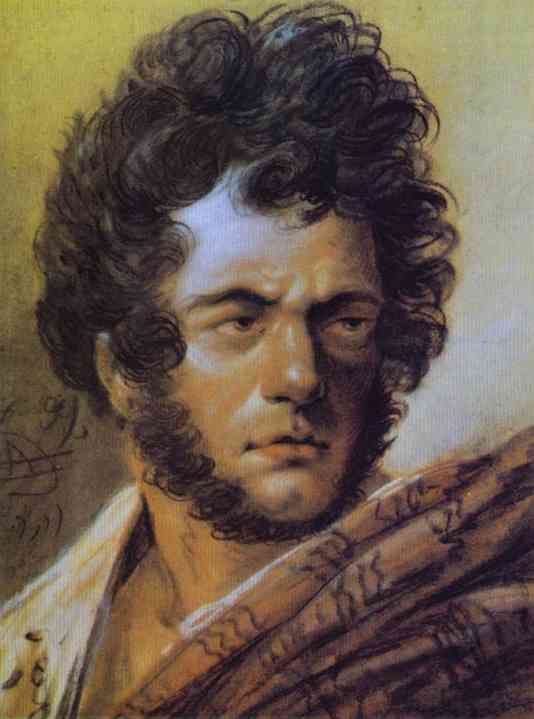
Orłowski

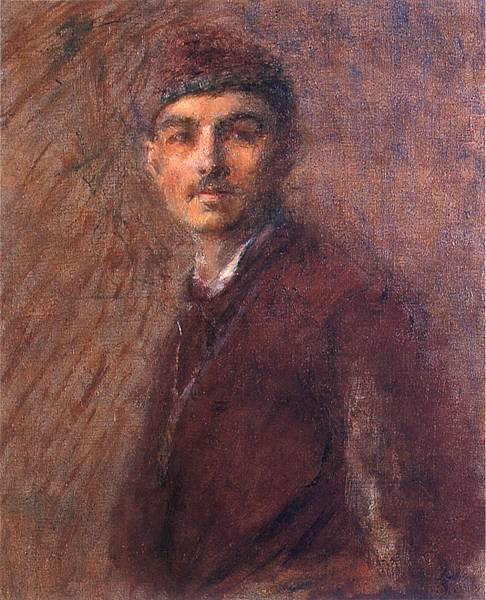
Podkowiński

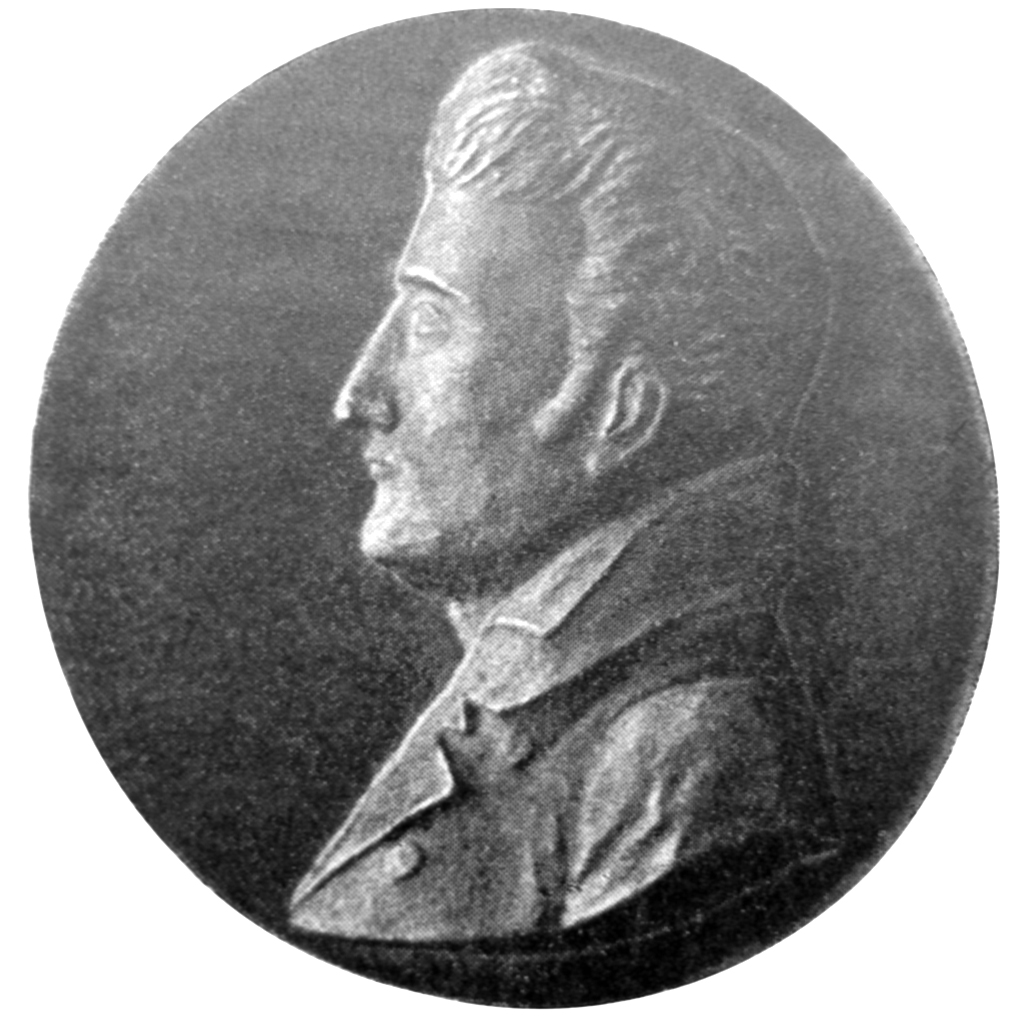
Schuch

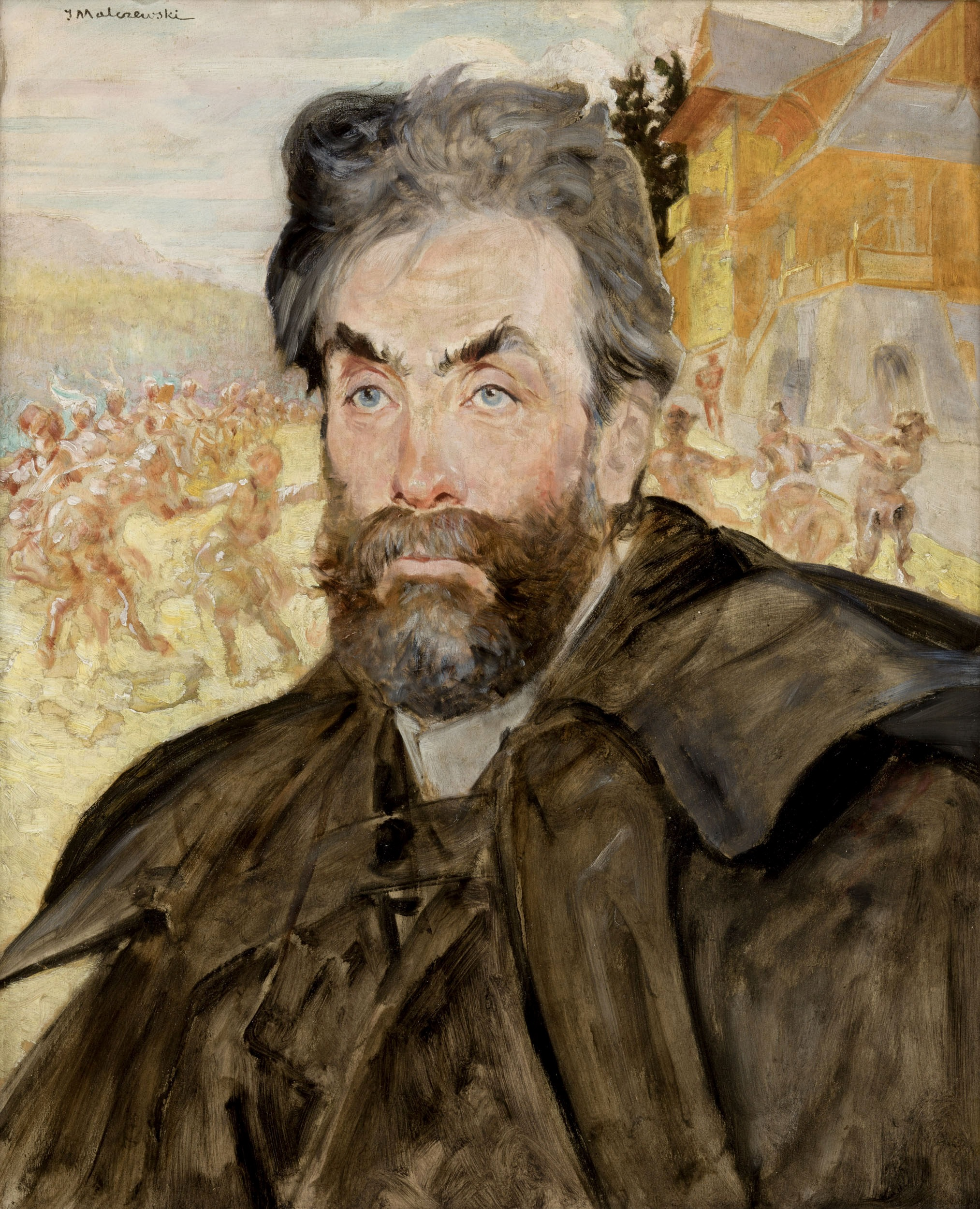
Witkiewicz

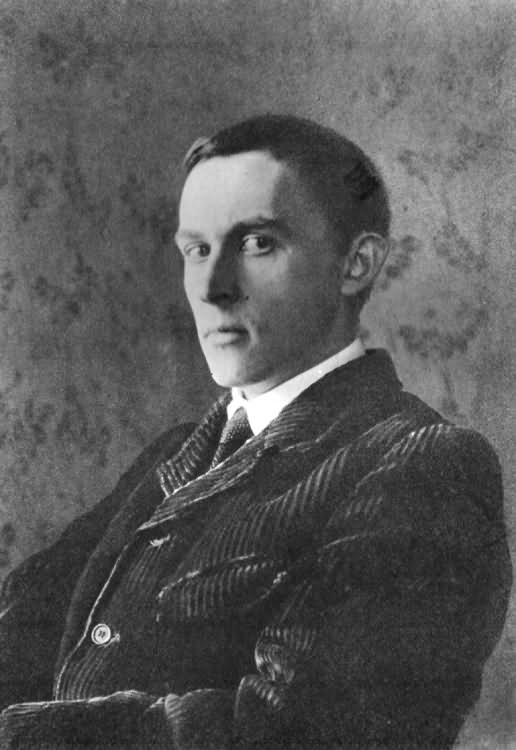
Witkacy

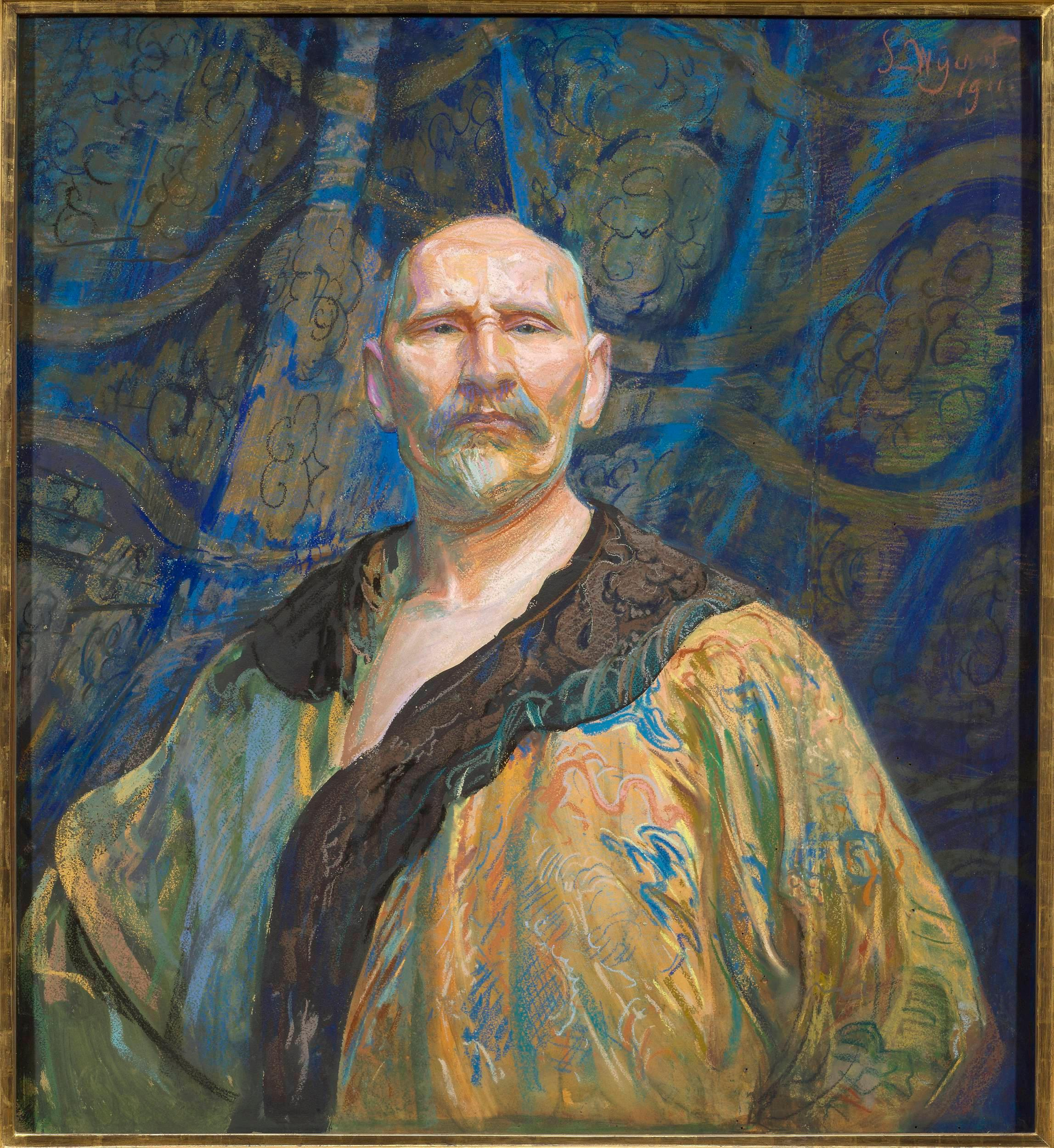
Wyczółkowski

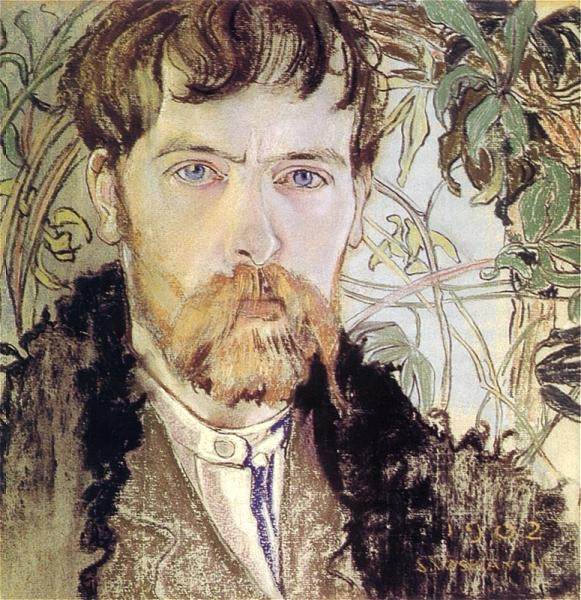
Wyspiański

| - Magdalena Abakanowicz, sculptor - Sylwester Ambroziak, sculptor - Chrystian Piotr Aigner, arhitect - Paweł Althamer, artist contemporan - Tomasz Bagiński, grafică pe calculator - Balthus (Balthasar Kłossowski de Rola), pictor polonez-francez - Mirosław Bałka, pictor și sculptor contemporan - Krzysztof Bednarski, sculptor - Zdzisław Beksiński, pictor - Władysław T. Benda, pictor, ilustrator polonezo-american - Olga Boznańska, pictor - Józef Brșit, pictor - Józef Marian Chełmoński, pictor - Józef Czajkowski[nefuncțională – arhivă] , pictor, arhitect, designer - Józef Czapski, pictor - Tytus Czyżewski, pictor, poet, critic de artă - Jacenty Dędek, fotograf - Zbigniew Dłubak, pictor - Andrzej Dłużniewski, sculptor contemporan - Xawery Dunikowski, sculptor - Maksymilian Fajans, artist, litograf, fotograf evreu–polonez - Julian Fałat, pictor - Wojciech Fangor, pictor - Wojciech Gerson, pictor - Stefan Gierowski, pictor - Aleksander Gierymski, pictor - Maksymilian Gierymski, pictor - Cyprian Godebski (sculptor) - Stanisław Goliński, pictor - Zygmunt Gorgolewski, arhitect - Vladislav Gorodetsky, arhitect - Józef Gosławski, sculptor - Artur Grottger, pictor, ilustrator - Władysław Hasior, sculptor, pictor, scenarist - Józef Hecht, gravor, - Józef Holewiński, artist grafic și pictor - Anna Kamieńska-Łapińska, sculptor, scenarist de filme animate - Johann Christian Kammsetzer, arhitect - Wladyslaw Kazmierczak, - Tadeusz Kantor (1915–1990), pictor, regizor de teatru - Katarzyna Kobro, sculptor - Gloria Kossak, pictor, poet - Jerzy Kossak, pictor - Juliusz Kossak, pictor, ilustrator - Wojciech Kossak, pictor - Katarzyna Kozyra, video artist - Nikifor Krynicki, pictor - Alexșier Kucharsky, pictor - Zofia Kulik, performer - Teofil Kwiatkowski - Tamara de Lempicka, pictor |  | - Zbigniew Lengren, caricaturist și ilustrator. - Jan Lenica, grafician designer și caricaturist - Aleksșier Lesser, pictor - Daniel Libeskind, arhitect - Agata Materowicz, pictor, fotograf, grafician, artist plastic - Wojciech Macherzyński, pictor, sculptor - Jacek Malczewski, pictor - Jan Matejko, pictor - Józef Mehoffer, pictor - Piotr Michałowski, pictor - Ambroży Mieroszewski, primul portretist al lui Chopin - Igor Mitoraj, sculptor - Teresa Murak, sculptor - Dorota Nieznalska, sculptor - Jan Piotr Norblin, pictură, grafică, caricatură - Jerzy Nowosielski, pictor - Rafał Olbiński, ilustrator, pictor - Roman Opałka, pictor - Aleksșier Orłowski, pictor - Józef Pankiewicz, pictor, artist grafic - Władysław Podkowiński, pictor și ilustrator - Stanislaw Przespolewski, pictor, sculptor - Joanna Rajkowska, artist contemporan; - Zofia Romer, pictor - Ferdynși Ruszczyc, pictor, artist grafic, caricaturist, - Henryk Rodakowski, pictor - Wilhelm Sasnal, pictor - Jan Sawka, pictor, arhitect, grafician, artist multi-media - Johann Christian Schuch, proiectant grădini, arhitect - Kazimierz Sichulski, pictor - Henryk Stażewski, pictor - Józef Stolorz, pictor - Zofia Stryjeńska, ilustrator, pictor - Władysław Strzemiński, pictor - January Suchodolski, pictor - Józef Szajna, sculptor, regizor de teatru - Jan Szczepkowski, sculptor - Stanisław Szukalski, sculptor, pictor - Arthur Szyk, iluminator, caricaturist, ilustrator cărți - Wacław Szymanowski, sculptor, sculptorul monumentului lui Chopin din Varșovia - Włodzimierz Tetmajer, pictor - Karol Tichy, pictor, designer și decorator - Rolși Topor, ilustrator, pictor, scriitor și producător de filme - Edward Trojanowski, arhitect - Zygmunt Vogel, picturi în tempera și grafică - Jerzy Warchałowski, art critic - Max Weber, pictor - Michał Weinzieher, art critic - Wojciech Weiss, pictor și desenator - Jan de Weryha-Wysoczański, sculptor - Stanisław Witkiewicz, pictor, arhitect - Stanisław Ignacy Witkiewicz (Witkacy), pictor, fotograf, dramaturg, romancier, filozof - Kazimierz Wojniakowski, pictor - Leon Wyczółkowski, pictor - Stanisław Wyspiański, pictor - August Zamoyski, sculptor - Korczak Ziółkowski, designer și sculptor al memorialului lui Crazy Horse - Jan Sas Zubrzycki, arhitect |

### Divertisment
| - Piotr Adamczyk, actor - Piotr Andrejew, regizor - Michael Anthony (Sobolewski), formația Van Halen - Józef Arkusz, regizor - Tomasz Bagiński, regizor, câștigător Premiul BAFTA, nominalizat pentru Premiul Oscar - Andrzej Bartkowiak, operator cinema, director, actor - Viva Bianca, actriță australiană - Juliette Binoche, actriță franceză - Eugeniusz Bodo, cântăreț și actor - Wojciech Bogusławski, actor, regizor de teatru, dramaturg; părintele teatrului polonez. - Walerian Borowczyk, regizor - Ewa Braun, decorator, premiat de Academie, costume, producție - Adrien Brody, actor polonezo-american - Zbigniew Cybulski, actor - Elżbieta Czyżewska, actriță - Ewa Demarczyk, actriță, cântăreață - Dagmara Dominczyk, actriță - Doda (Dorota Rabczewska), actriță, cântăreață - Paweł Edelman, operator cinema, câștigător European Film Award. - Katarzyna Figura, actriță - Aleksșier Ford, regizor - Małgorzata Foremniak, actriță, în Avalon - Piotr Fronczewski, actor și cântăreț - Janusz Gajos, actor - John Gielgud,actor de teatru și film englez cu tată polonez - Gila Golan, actriță și mai târziu câștigător al concursului Miss Israel - Samuel Goldwyn, producător de film legendar - Jerzy Grotowski, reformator al teatrului - Adam Hanuszkiewicz, actor, regizor de teatru - Wojciech Has, regizor - Jerzy Hoffman, regizor - Agnieszka Hollși, regizor, nominalizat pentru Academy Awards și Premiul BAFTA - Gustaw Holoubek, actor - Sławomir Idziak, operator cinema, nominalizat pentru Premiul Oscar - Stefan Jaracz, actor - Jan A.P. Kaczmarek, Premiul Oscar compozitor premiat, nominalizat pentru Premiul BAFTA - Jacek Kaczmarski, compozitor de cântece de protest, pozii, cântăreț, chitarist - Janusz Kamiński, operator cinema și regizor câștigător a două Premii Oscar și Premiul BAFTA - Bronislau Kaper, compozitor premiat cu Premiul Oscar - Krzysztof Kieślowski, regizor, nominalizat pentru Academy Awards - Max Kolonko producător, scriitor, personalitate TV - Jacek Koman, actor - Ed Kowalczyk, cântăreț - Joanna Krupa actriță și super-model - Kazimierz Kutz, regizor - Martin Kunert scriitor/regizor (născut Marcin Kunert-Dziewanowski) – - Irena Kwiatkowska, actriță - Laryssa Lauret, actriță - Téa Leoni, actriță americană - Bogusław Linda, actor - Tadeusz Łomnicki, actor - Ross Martin, actor - Rudolph Maté, operator și regizor cinema nominalizat pentru cinci premii Oscar - Helena Modjeska (Modrzejewska), actriță - Pola Negri, actriță - Wacław Niżyński (Vaslav Nijinsky), balerin și coregraf |  | Bogusławski Cybulski Gielgud Kutz Modjeska Negri Niżyński |  | - Karen O (Orzołek), vocalistă punk în formația Yeah Yeah Yeahs - Daniel Olbrychski, actor - Juliusz Osterwa, actor de teatru - Jerzy Owsiak, crainic - Joanna Pacuła, actriță - Ludwika Paleta, actriță polonezo-mexicană - Dominika Paleta, actriță polonezo-mexicană - Cezary Pazura, actor - Rik Fox, (născută Sulima-Suligowski) chitarist bass-rock - Roman Polanski, regizor premiat, educat în Polonia - Stefanie Powers, actriță - Beata Pozniak, actriță, director, activist, scriitor, producător - Jeremi Przybora - Anna Przybylska, actriță - Wojciech Pszoniak, actor al Comédie-Française - Krzysztof Ptak, operator cinema - Danny Pudi, actor polonez-indian - Zbigniew Rybczyński, Premiul Oscar și Emmy Award producător de filme premiat - Lew Rywin, producător de film - Richie Sambora, chitarist al lui Bon Jovi - Andrzej Saramonowicz, scenarist, regizor - Leon Schiller, regizor de teatru - Izabella Scorupco, actriță din Hollywood și cântăreață născută în Polonia - Andrzej Seweryn, actor al Comédie Française - Casey Siemaszko, actor - Nina Siemaszko, actor - Jerzy Skolimowski, regizor - Przemysław Skwirczyński, operator cinema - Adam Smoluk, director, scenarist și actor - Leelee Sobieski, actriță americană - Piotr Sobocinski, operator cinema - Ladislas Starevich corect: Władysław Starewicz, regizor, animator - Allan Starski, Premiul Oscar designer, scenograf premiat - Jerzy Stuhr, actor, regizor - Loretta Swit, actriță, Major Margaret "Hot Lips" Houlihan din M*A*S*H - Pawel Szajda, actor - Paulo Szot, cântăreț de operă, actor - Henryk Tomaszewski, mim - Basia Trzetrzelewska, cântăreț - Andrzej Wajda, regizor premiat, Premiul Oscar, Golden Palm, Premiul BAFTA, Ursul de Argint, Premiul César și Leul de aur - The Wachowski Brothers - The Warner Brothers - Mia Wasikowska, actriță - Jerzy Wasowski - Michał Waszyński, regizor - Lilliana Wilczkowsky, actriță - Roman Wilhelmi, actor - Dariusz Wolski, operator cinema - Lidia Wysocka, actriță - Haim Yavin, - Zbigniew Zamachowski, actor - Krzysztof Zanussi, regizor - Michał Żebrowski, actor - Artur Żmijewski, actor - Andrzej Żuławski, regizor |  | Olbrychski Polanski Skolimowski Swit Wajda Wasikowska Zanussi |

### Afaceri

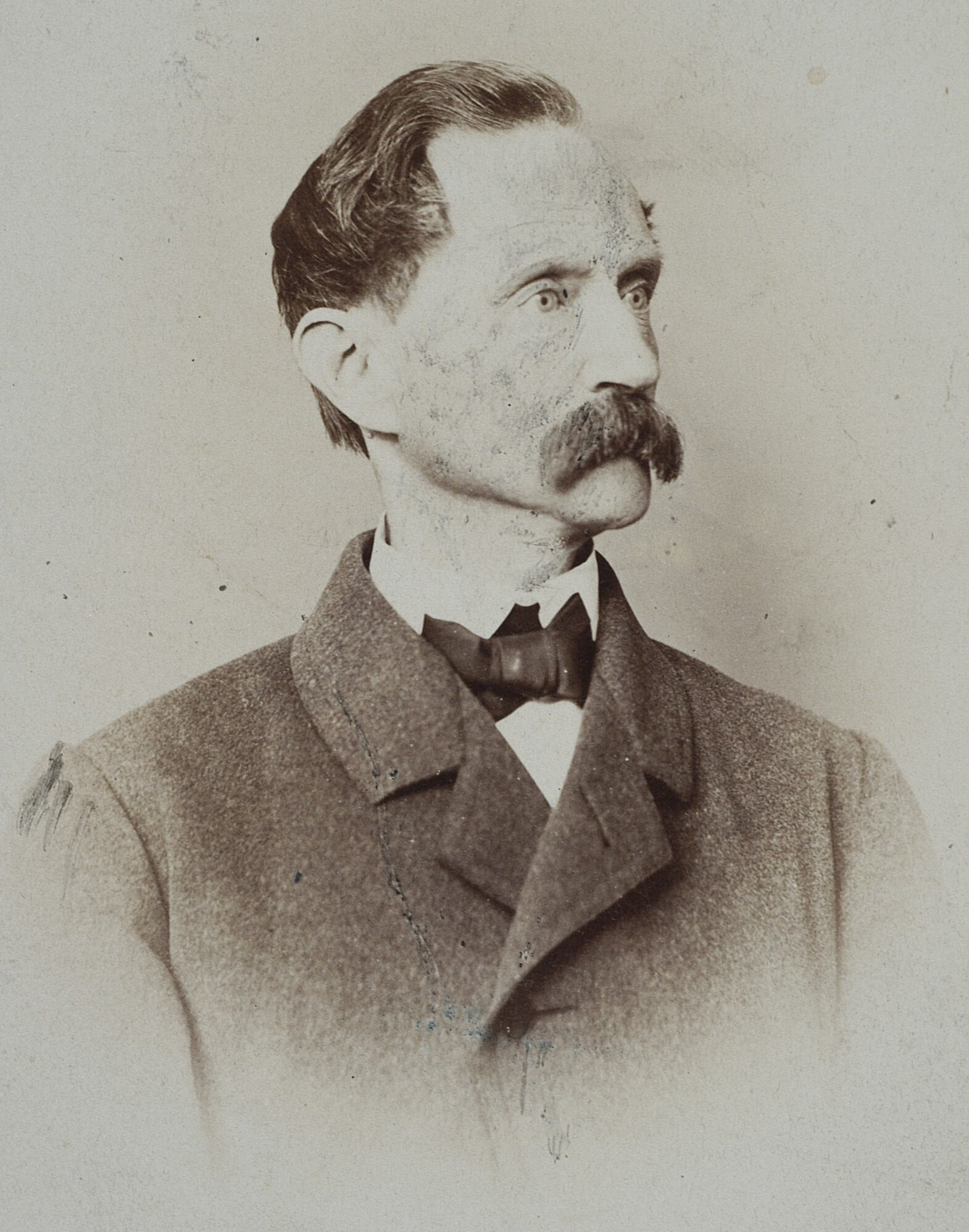
Cegielski

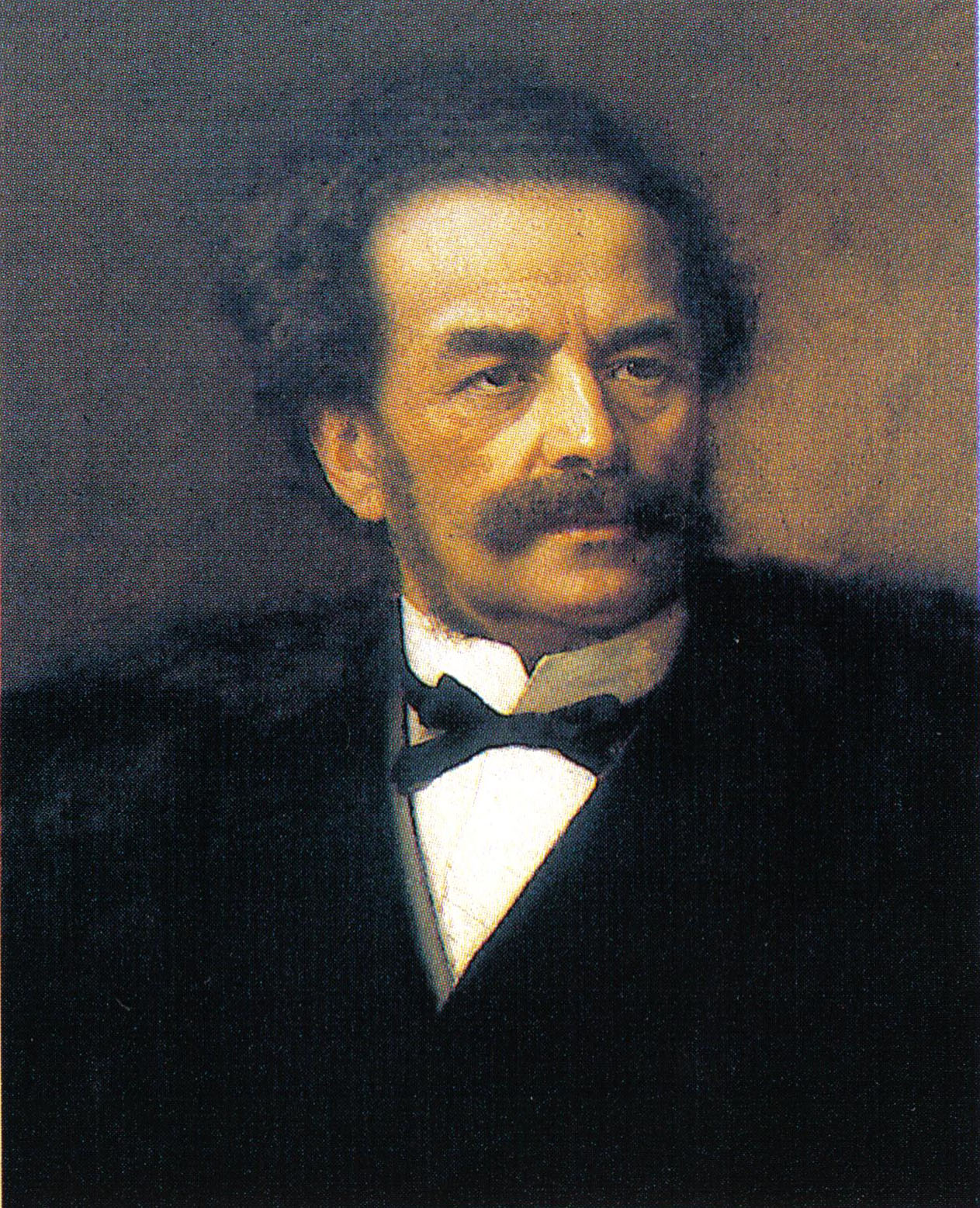
Kronenberg

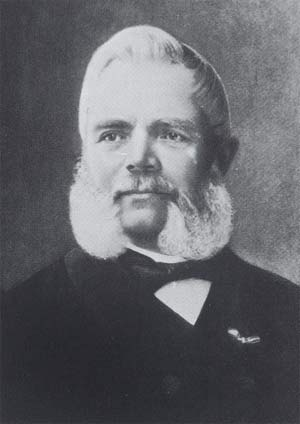
Patek

| - Hipolit Cegielski - Franciszek Czapek, co-partner în Patek, Czapek & Co. - Max Factor, Sr., întreprinzător cosmetice - Andrew Filipowski, întreprinzător tehnologie - Henryk Grohman, fabricant textile și patron al artelor - Nathan Hșiwerker - Wojciech Wiesław Inglot Arhivat în 20 aprilie 2013, la Wayback Machine. fondator al Inglot, companie de cosmetice - Barbara Piasecka Johnson, filantrop, văduva lui J. Seward Johnson, Sr. - Leopold Kronenberg, bancher - Stanisław Kronenberg, finanțist - Jerzy Franciszek Kulczycki, negustor, spion, diplomat; prima cafenea din Viena (1683) - Jan Kulczyk, unul din cei mai bogați polonezi - Michael Marks, co-fondator al Marks and Spencer lanț de retail - Samuel Orgelbrși, editor - Antoni Patek, co-fondator al fabricantului de ceasuri Patek Philippe & Co. - Izrael Poznański, magnat textile, filantrop - Helena Rubinstein, întreprinzător cosmetice - Henri Strzelecki, fondator al Henri Lloyd, Ltd., fabrocant de articole sportive - Ziggy Switkowski, fost director general al Telstra - Hyppolite Wawelberg, bancher polonez-evreu și filantrop - Steve Woźniak, co-fondator al Apple Inc. - Andrzej Artur Zamoyski |

### Monarhi și nobili
| - Mieszko I, prim-duce al Poloniei. - Dobrawa a Boemiei, prima ducesă al Poloniei. - Świętosława (Gunhild), fiica lui Mieszko I al Poloniei, mama lui Canute cel Mare, rege al Angliei, Danemarcei și Norvegiei. - Boleslau I al Poloniei, primul rege al Poloniei. - Mieszko II Lambert, cel de-al doilea rege al Poloniei. - Richeza de Lorena, regină al Poloniei. - Cazimir Restauratorul, Duce al Poloniei. - Bolesław II al Poloniei, cel de-al treilea rege al Poloniei. - Bolesław III al Poloniei, Duce al Poloniei. - Mieszko cel Bătrân, duce al Poloniei Mari. - Casimir II cel Drept, duce al Cracoviei, Lista conducătorilor polonezi. - Leszek cel Alb, duce al Cracoviei, Lista conducătorilor polonezi. - Henric cel Bărbos, duce al Sileziei, Lista conducătorilor polonezi. - Henric cel Pios, Mare duce al Poloniei, comandantul forțelor poloneze în Bătălia din Legnica (1241). - Przemysł al II-lea, rege al Poloniei. - Vladislav I, rege al Poloniei. - Cazimir III cel Mare, dinastia Piast, ultimul rege al Poloniei. - Jadwiga Angevin, rege și regină a Poloniei. - Vladislav II Iagello, lituanian, rege a Poloniei, câștigător al Bătălia de la Grunwald (1410). - Vladislav III Iagello, rege al Poloniei și, sub numele de Vladislav I Iagello, rege al Ungariei, ucis în Bătălia de la Varna (1444). - Cazimir IV Iagello, rege al Poloniei și Mare duce al Lituaniei, câștigător al Războiul de treizeci de ani (1454–1466). - Ioan I Albert, rege al Poloniei. - Alexandru Iagello, Mare duce al Lituaniei și rege al Poloniei. - Sigismund I al Poloniei, rege al Poloniei și Mare duce al Lituaniei. - Roxelana (Hurem, soția lui Suleiman Magnificul). - Barbara Radziwiłłówna, consort al lui Sigismund II August. - Sigismund al II-lea August, ultimul Iagello rege al Uniunii statale polono-lituaniene. - Anna Iagello, a domnit cu soțul ei, Ștefan Báthory. - Ștefan Báthory, rege al Uniunii statale polono-lituaniene, maghiar. - Sigismund al III-lea Vasa, rege al Uniunii statale polono-lituaniene și rege al Suediei. - Władysław IV Vasa, Țar ales al Rusiei, rege al Uniunii statale polono-lituaniene. - Ioan Cazimir al II-lea Vasa, rege al Uniunii statale polono-lituaniene, câștigător în Bătălia de la Beresteczko (1651). - Ioan III Sobieski, rege al Uniunii statale polono-lituaniene, câștigător în Bătălia de la Viena (1683). - Maria Clementina Sobieska, regină a Franței, Angliei, Scoției și Irlandei. - Ecaterina I a Rusiei (Marta Skowrońska), cea de-a doua soție a țarului rus Petru cel Mare, și Împărăteasa Rusiei (1725–27). - Stanisław Leszczyński, rege al Uniunii statale polono-lituaniene și duce al Lorenei. - Catherine Opalińska, regină a Federația poloneză-lituaniană și ducesă a Lorenei. - Maria Leszczyńska, consort al lui Ludovic al XV-lea, rege al Franței. - Stanisław August Poniatowski, ultimul rege al Federația poloneză-lituaniană, co-autor al Constituției din 3 mai 1791. |  | Mieszko I Ladislau I al Poloniei Cazimir cel Mare Władysław Jagiełło Vladislav II Iagello Ștefan Batory Ioan al III-lea Sobieski Stanisław August |

### Militari
| - Władysław Anders, general, comandant militar în timpul Bătăliei de la Monte Cassino (1944) - Dawid Apfelbaum, locotenent în Armata poloneză; comandant al Uniunii Militare Evreiești (sprijinit de Armia Krajowa) în Răscoala din ghetoul de la Varșovia (1943) - Krzysztof Arciszewski, general de artilerie al Olandei (1639), și Poloniei (1646). - Józef Bem, comandant militar, al armatei ungare (1849) - Janusz Bokszczanin, colonel, ultimul șef de stat major al Armia Krajowa (1944–1945) - Jan Karol Chodkiewicz, comandant militar, câștigătorul bătăliei de la Kircholm (1605) - Michał Czajkowski (Sadyk Pașa), (1804–86), polonez-ucrainean al brigăzii cazace al Imperiului Otoman în timpul Războiului din Crimeea (1853–1856) - Stefan Czarniecki, hatman al Poloniei (1665) - Jan Henryk Dąbrowski, general, comandant militar în timpul Războaielor Napoleoniene - Jarosław Dąbrowski, comandant militar în timpul Insurecției de primăvară (1863), și Comunei din Paris (1871) - Henryk Dembiński, comandant militar în Revoltei din Noiembrie și a Revoluției ungare din 1849 - Bolesław Wieniawa-Długoszowski, general, ambasador, nominalizat Președinte al Poloniei (1939) - Józef Dowbor-Muśnicki, general, comandant militar în Marea Revoltă Poloneză (1919) - Bolesław Bronisław Duch, general în cel de-al Doilea Război Mondial - Jerzy Pajaczkowski-Dydynski (1894–2005), soldat polonez în Primul Război Mondial și în Războiul polono-sovietic (1920–21). La moartea sa era cel mai bătrân om din Regatul Unit (111 ani). - Emil August Fieldorf, general, ultimul adjunct comandant al Armia Krajowa (1944–1945) - Józef Haller, politician, comandant al Armatei poloneze în Franța în timpul Primului Război Mondial - Stanisław Haller, general, a fost ucis de NKVD în masacrul de la Katyn în 1940. - Stanisław Jan Jabłonowski, Hatman (1682/3-1702) - Jan Nowak-Jezioranski (1913–2005),jurnalist polonez și erou al celui de-al Doilea Război Mondial. - Berek Joselewicz, colonel polonez-evreu în Răscoala lui Kościuszko și în legiunea poloneză a lui Napoleon; a comandat prima formație militară evreiască în istoria modernă - Mikołaj Kamieniecki, primul hatman al Poloniei (1503–1515) - Michał Karaszewicz-Tokarzewski, general, fondator al mișcării de rezistență "Polish Victory Service" (27 septembrie 1939) - Kazimierz J. Kasperek, cel mai decorat ofițer al Marinei poloneze în cel de-al Doilea Război Mondial - Tadeusz Klimecki, general, șef de stat major al Armatei Poloneze (1941–1943) - Tadeusz Bór-Komorowski, general, comandant al Armia Krajowa (1943–1944), în timpul Răscoalei din Varșovia (1944) - Stanisław Koniecpolski, Hatman (1632–46) - Stanisław Kopański, general, șef de stat major al Armatei Poloneze (1943–1946). - Tadeusz Kościuszko, comandant, general și revoluționar polonez și american. - Jan Kozietulski, colonel, comandant în timpul Napoleonic Wars - Wincenty Krasiński - Włodzimierz Krzyżanowski, polonez general unionist în Războiul civil american - Marian Kukiel, cel de-al Doilea Război Mondial general, istoric - Franciszek Latinik, general, guvernator al Varșoviei during the Bătălia Varșoviei (1920) - Aleksșier Lisowski, comandant of din secolul al XVII-lea Lisowczycy. - Jerzy Sebastian Lubomirski, Prinț, hatman (1657–1664), câștigătorul Bătăliei de la Cudnów (1660) |  | Anders Bem Czarniecki Dąbrowski Kościuszko Maczek Poniatowski |  | - Stanisław Maczek, (1892–1994), comandant al Diviziei de Blindate poloneze, ultimul comandant al forțelor poloneze în exil după cel de-al Doilea Război Mondial - Erich von Manstein (născut Fritz-Erich von Lewinski – mareșal prusac în Wehrmacht - Bernard Mond, general polonez—evreu - Mieczyslaw Norwid-Neugebauer, general și minister din familie polonez—evreu - Leopold Okulicki, general, ultimul comandant of the Armia Krajowa (1944–1945) - Juliusz Konstanty Ordon, ofițer în Răscoala din Noiembrie (1830–31) - Tadeusz Pełczyński, șef de stat major al Armia Krajowa ((1941–1944) - Jadwiga Piłsudska - Emilia Plater, Contesă, eroină în Răscoala din Noiembrie - Józef Poniatowski, prinț, general polonez și mareșal al Franței - Kazimierz Pułaski (Casimir Pulaski), polonez și comandant militar american - Hyman G. Rickover, Amiral al U.S.Navy, părintele submarinelor nucleare - Konstantin Rokossovsky, (născut Konstanty Rokossowski) Mareșal al URSS și ministru al apărării polonez, comunist - Stefan Rowecki, general, comandant militar, comandant of the Union of Armed Struggle (ZWZ) (1940–1942) și Armia Krajowa (1942–1943) - Edward Rowny, general al U.S.Army - Edward Rydz-Śmigły, mareșal, comandant militar, cu succes în Războiul polono-sovietic, comandant în Armata poloneză în timpul Invaziei Poloniei (1939) - Yitzhak Sadeh (născut Isaac Landsberg; 1890-1952), fondator al Armatei israeliene - John Shalikashvili, general pensionat al United States Army - Danuta Siedzikówna, (1928–1946), medic în Armata poloneză - Władysław Sikorski, general, comandant al Forțelor Armate poloneze și Prim Ministru al Poloniei (1939–1943) - Piotr Skuratowicz, general al Armatei poloneze, a fost ucis de NKVD în Masacrul de la Katyn - Stanisław Sosabowski, comandant al brigăzii poloneze în Bătălia de la Arnhem în timpul Operațiunii Market Garden (1944) - Kazimierz Sosnkowski, general, comandant al Forțelor Armate Poloneze (1943–1944) - Józef Sowiński, general, erou în Revolta din Noiembrie (1830–31) - Zygmunt Szendzielarz ("Łupaszko") - Stanisław Szeptycki, general - Ignacy Szymanski, veteran în Revolta din Noiembrie și în Războiul Civil American (pe partea confederată) - Jan Tarnowski, Hatman (1527–1561), câștigător al Bătăliei de la Obertyn (1531) - Stanisław Tatar, general - Józef Wybicki - Piotr Wysocki, a condus Răscoala din Noiembrie (1830) - Kordian Józef Zamorski, general; șef de stat polonez (1935–39) - Jan Zamoyski, Mare cancelar al Poloniei (1578–1605) și Hatman (1581–1605) - Elżbieta Zawacka, general, singura femeie din conducerea armatei poloneze - Stanisław Żółkiewski, cancelar al Poloniei, comandant militar, cuceritorul Moscovei (1610), Hatman (1613–1620) - Janusz Żurakowski, cel de-al Doilea Război Mondial pilot de avion de vânătoare și pilot de testare al Avro Arrow |  | Pułaski Sadeh Sikorski Sosnkowski Sowiński Tarnowski Zamoyski Żółkiewski |

### Politicieni
- Wiktor Alter

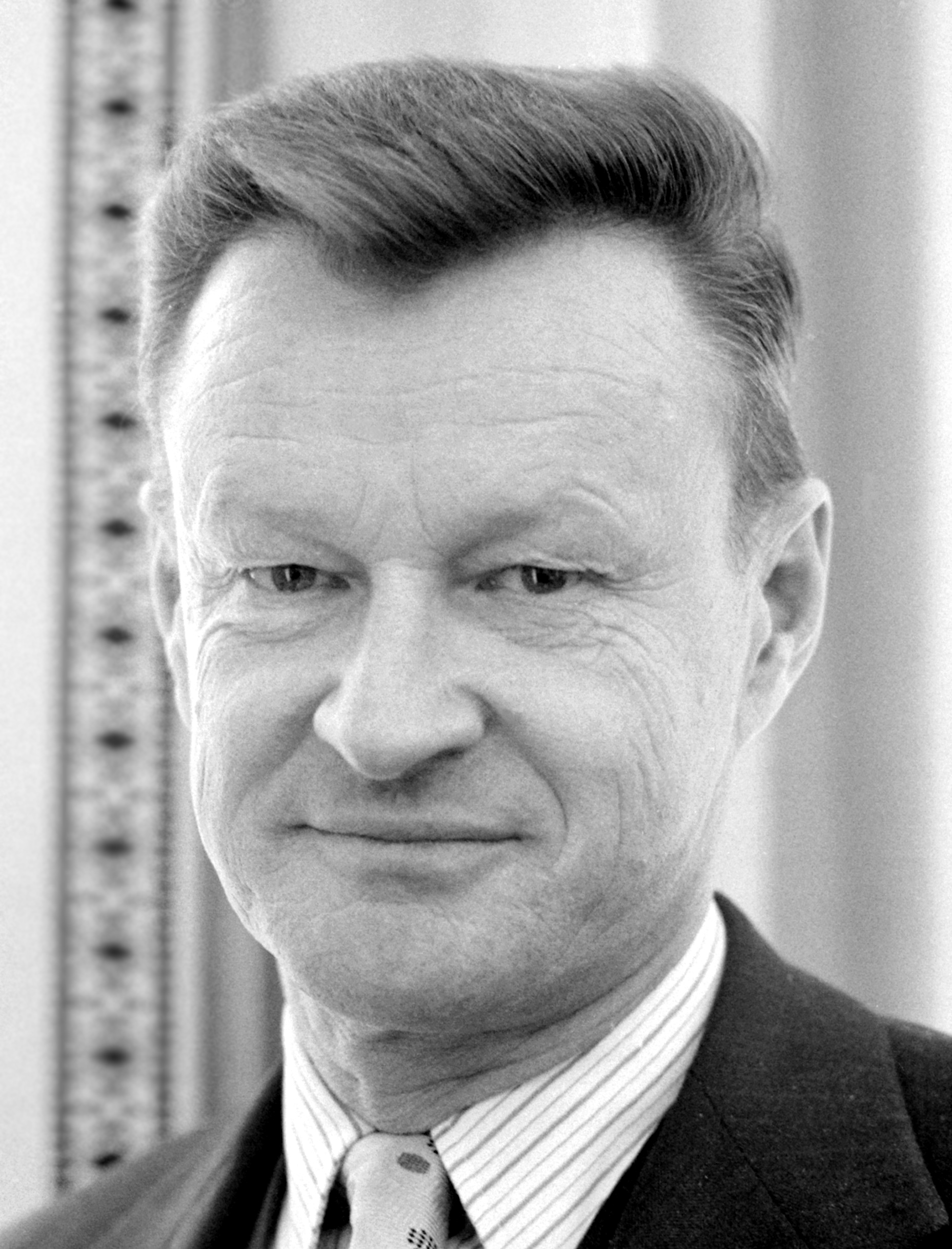
Brzeziński

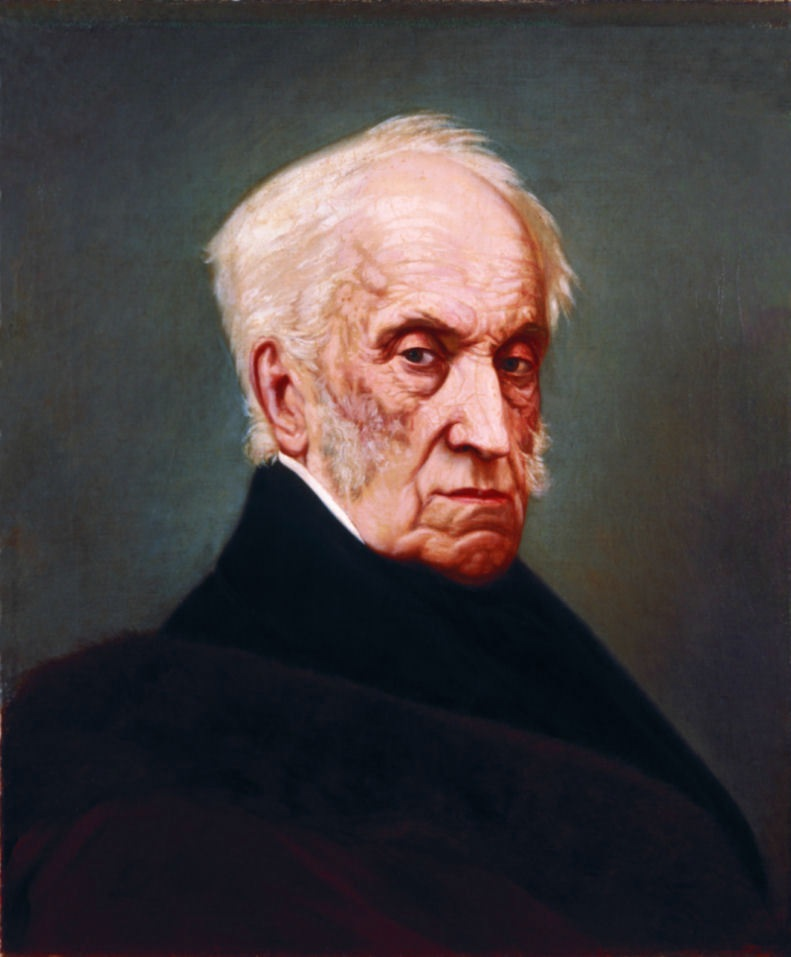
A. J. Czartoryski

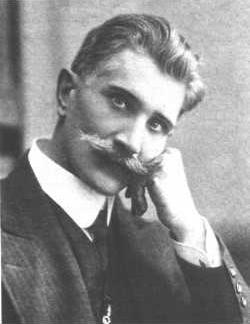
Daszyński

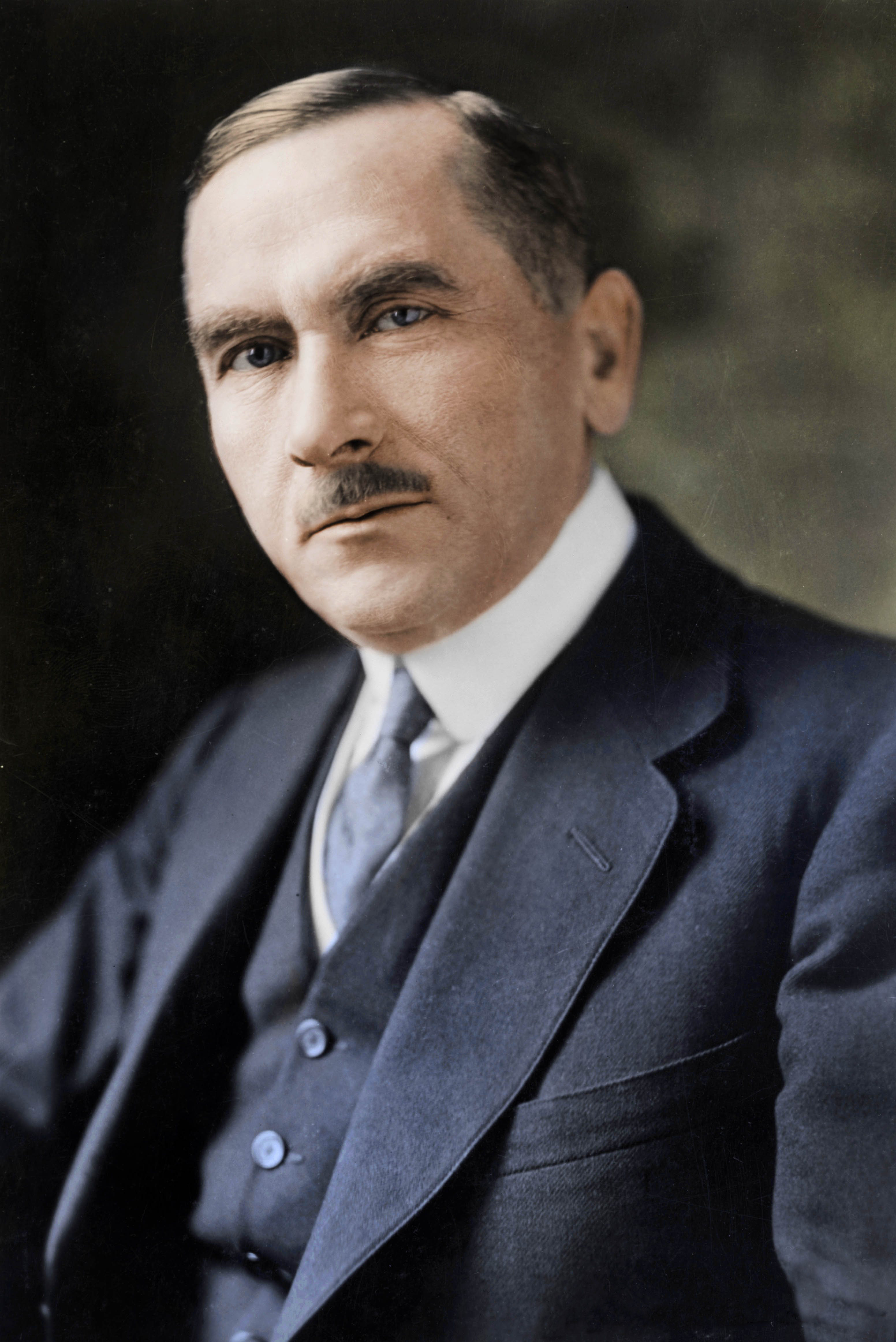
R.Dmowski

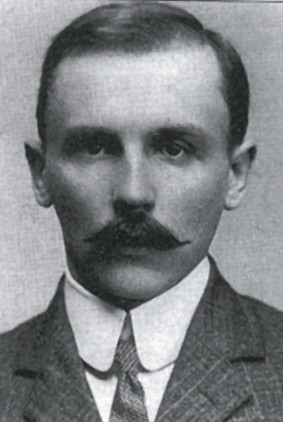
Filipowicz

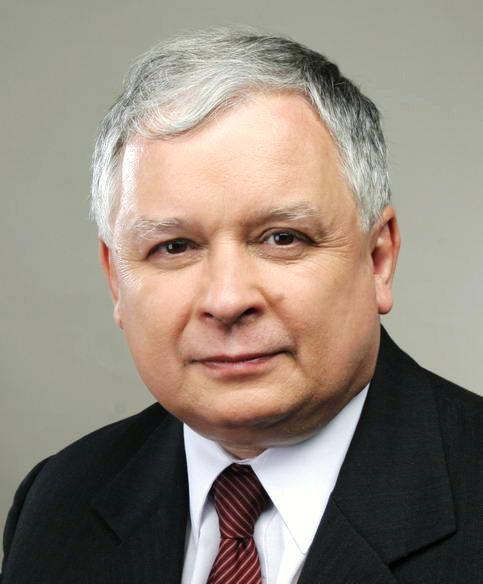
L. Kaczyński

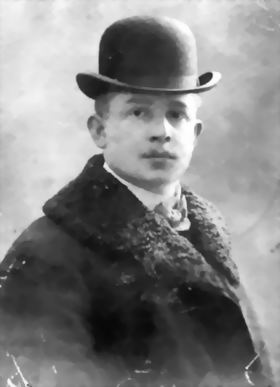
Korfanty

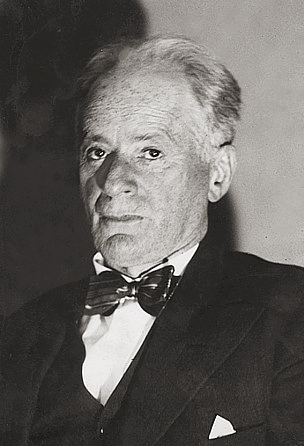
Lieberman

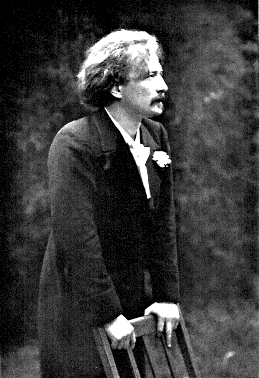
Paderewski

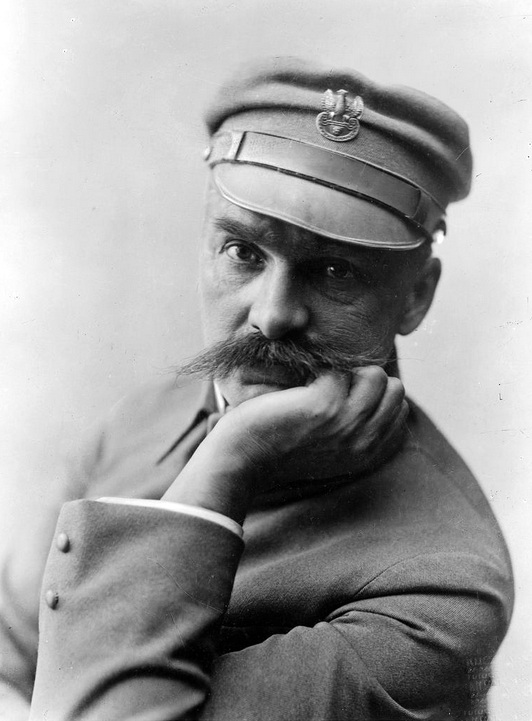
Piłsudski

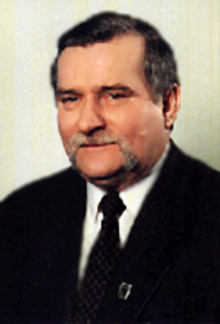
Wałęsa

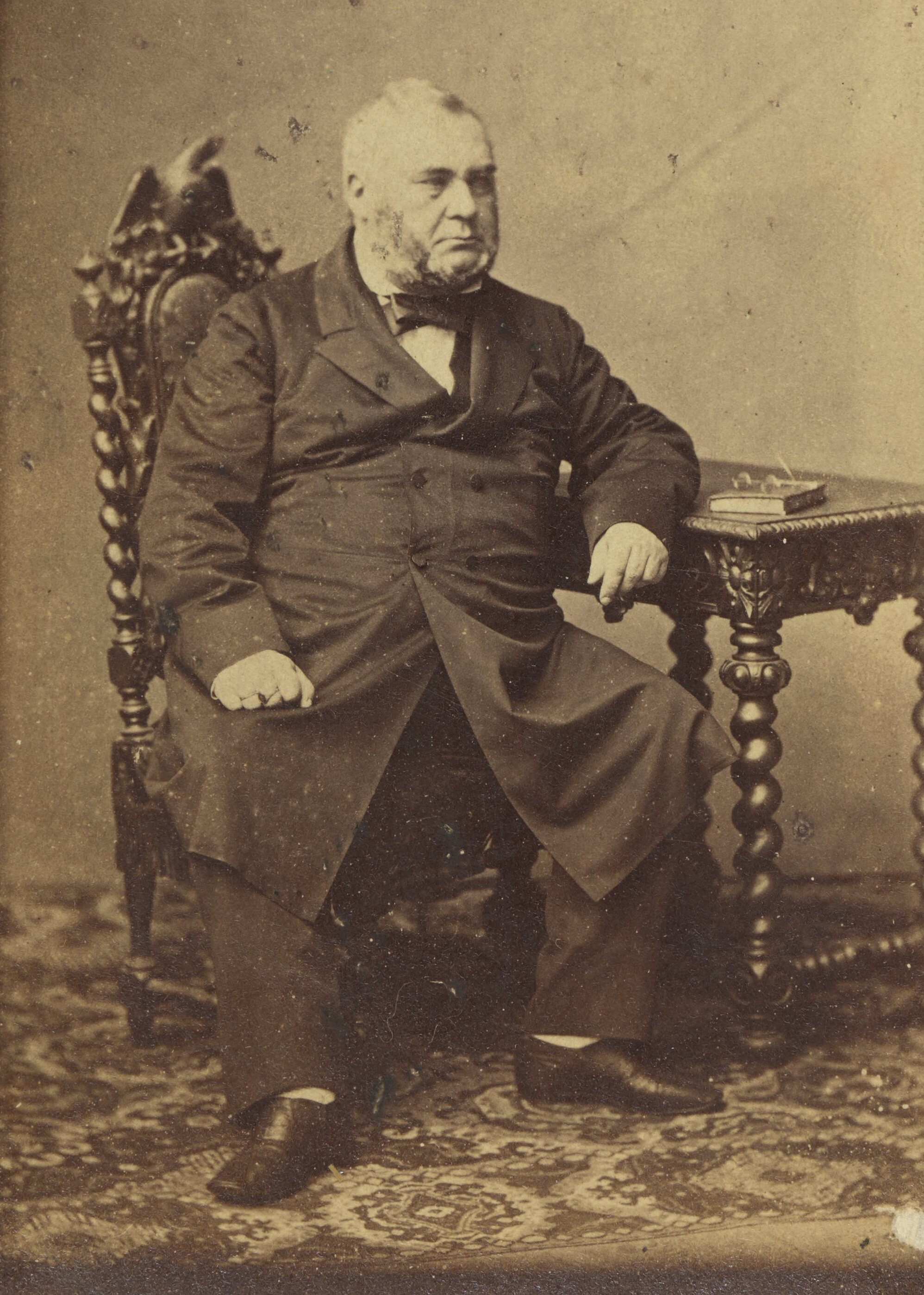
Wielopolski

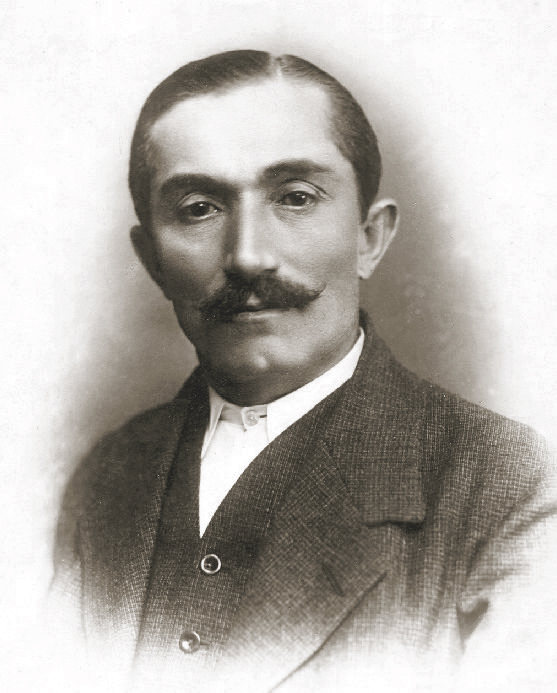
Witos

- Tomasz Arciszewski, primul prim-ministru al Poloniei în exil (1944–1947)
- Kazimierz Feliks Badeni, conte, Ministru al Austriei (1895–1897)
- Menachem Begin  politician și prim-ministru Israelian  (1913–1992)
- David Ben-Gurion, lider sionist și primul prim-ministru Israelian (1886–1973)
- Marek Belka, prim-ministru al Poloniei (2004–2005)
- Bolesław Bierut, lider al Poloniei comuniste (1948–1956)
- Michał Bobrzyński, Guvernator al  Galiției (1908–1913)
- Zbigniew Brzeziński, analist politic, consilier al președintelui SUA, Jimmy Carter.
- Józef Cyrankiewicz, prim-ministru al Poloniei comuniste  (1947–1952 și 1954–1970)
- Adam Jerzy Czartoryski, prinț, om de stat, prim-ministru (1830–1831)
- Ignacy Daszyński, prim-ministru temporar al Poloniei (1918)
- Jan Dekert, Primar al Varșoviei (1789–1791)
- Roman Dmowski, politician naționalist, om de stat
- Felix Dzerjinski, fondator al poliției secrete de stat Ceka
- Marek Edelman
- Henryk Ehrlich
- Tytus Filipowicz
- Jaś Gawroński, politician italian
- Edward Gierek, lider al Poloniei comuniste (1970–1980)
- Agaton Giller
- Władysław Gomułka, lider al Polonia comunistă (1956–1970)
- Józefa Hennelowa
- Michał Hruszewski, primul președinte al Ucrainei (1918)
- Piotr Jaroszewicz, prim-ministru al Poloniei comuniste (1970–1980)
- Wojciech Jaruzelski, lider lider of Polonia comunistă (1981–1989), fost președinte al Poloniei (1989–1990)
- Janusz Jędrzejewicz
- Henryk Józewski
- Ryszard Kaczorowski, al șaselea și ultimul președinte al Poloniei în exil (1989–1990)
- Jarosław Kaczyński, fratele geamăn al lui Lech, lider al partidului Lege și Justiție, prim-ministru al Poloniei (2006–2007)
- Lech Kaczyński, fost președinte al Poloniei (2005–2010), "primul președinte al celei de al patra Republici poloneze", decedat în accidentul aviatic de la Smolensk
- Hugo Kołłątaj, coautor al Constituției din 3 mai 1791
- Bronisław Komorowski, fost președinte al Poloniei (din 2010)
- Wojciech Korfanty, lider al silezienilor în timpul Insurecțiilor din Silezia
- Janusz Korwin-Mikke, activist al pieței libere
- Stanisław Kosior, politician sovietic
- Tadeusz Kościuszko
- Jan Kucharzewski, first prim-ministru of Kingdom al Poloniei (1917–1918),
- Pedro Pablo Kuczynski, prim-ministru al Peru (2005–2006)
- Jacek Kuroń, politician, activist social
- Aleksșier Kwaśniewski, fost președinte al Poloniei (1995–2005)
- Andrzej Lepper, lider al Samoobrona și fost vice-prim-ministru
- Herman Lieberman
- Stanisław Mackiewicz
- Julian Marchlewski, politician sovietic
- Tadeusz Mazowiecki, politician, primul prim-ministru al celei de a Treia Republici Poloneze
- Vyacheslav Menzhinsky, al doilea președinte al OGPU (1926–34)
- Angela Merkel, cancelar al Germaniei (din 2005)
- Teodoro Picado Michalski, președinte al Costa Rica (1944–1948)
- Adam Michnik
- Stanisław Mikołajczyk, prim-ministru al Poloniei comuniste (1943–1944), politician al partidului agrar
- Jędrzej Moraczewski, primul prim-ministru al Poloniei (1918–1919)
- Ignacy Mościcki, fost președinte al Poloniei (1926–39)
- Edmund Muskie, politician american
- Lewis Bernstein Namier, politician și istoric britanic
- Gabriel Narutowicz, fost președinte al Poloniei (1922)
- Julian Ursyn Niemcewicz
- Josef Olechowski, senator și avocat polonez, contraspionaj înainte de cel de-al Doilea Război Mondial.
- Janusz Onyszkiewicz
- Marian P. Opala, Curtea Supremă din Oklahoma
- Stanisław Ostrowski, președinte al Poloniei în exil (1972–1979)
- Ignacy Paderewski, al doilea prim-ministru a celei de-a doua Republici poloneze (1919)
- Longin Pastusiak, mareșal al Senatului 2001–2005
- Waldemar Pawlak, prim-ministru al Poloniei (1992 și 1993–95)
- Józef Piłsudski, om de stat, politician și mareșal al Poloniei
- Władysław Broel-Plater, activist al independenței, fondator al Muzeului din Rapperswil
- Axel Poniatowski, prinț, politician francez
- Michel Poniatowski, prinț, politician francez
- Alfred Józef Potocki, conte, ministru-președinte al Austriei (1870–1871)
- Ignacy Potocki, coautor al Constituției din 3 mai 1791
- Adam Próchnik
- Władysław Raczkiewicz, primul președinte al Poloniei în exil (1939–1947)
- Edward Raczyński, al patrulea președinte al Poloniei în exil (1979–1986)
- Iveta Radičová, prim-ministru al Slovaciei (din 2010)
- Antoni Radziwiłł, prinț, ducele-guvernator al Ducatului din Poznań (1815–1831)
- Zbigniew Romaszewski
- Dan Rostenkowski, American politician
- Kazimierz Sabbat, al 5-lea președinte al Poloniei în exil (1986–1989)
- Jacek Saryusz-Wolski, vice-președinte al Parlamentului European (2004–2007)
- Władysław Sikorski, general, prim-ministru al Poloniei (1939–1943)
- Walery Sławek
- Anatoly Sobczak, primul primar  post-sovietic al St. Petersburg
- Stefan Starzyński, președinte al Varșoviei (1934–1939)
- Andrzej Stelmachowski
- Władysław Studnicki, politician și publicist
- Donald Tusk, președinte al Platformei Civice, prim-ministru al Poloniei (din 2007)
- Lech Wałęsa, sindicalist, cu rol în dezmembrarea URSS  Premiul Nobel pentru Pace în 1983, fost președinte al Poloniei (1990–1995)
- Ludwik Waryński, activist socialist în sec. al IX-lea
- Roy Welensky, prim-ministru al Rodeziei
- Edward Werner, (născut în Polonia din părințio germani) vice-ministru al Finanțelor, și diplomat polonez în cel de-al Doilea Război Mondial
- Alexșier Wielopolski, conte, Marchiz de Gonzaga, om de stat
- Wincenty Witos, politician al Partidului agrar
- Stanisław Wojciechowski, fost președinte al Republicii Poloneze (1922–1926)
- Tadeusz Wróblewski
- August Zaleski, al doilea președinte al Poloniei în exil (1947–1972)
- Andrzej Artur Zamoyski
- Jan Zamoyski, cancelar și mare  hatman al coroanei (1542–1605)

### Diplomați

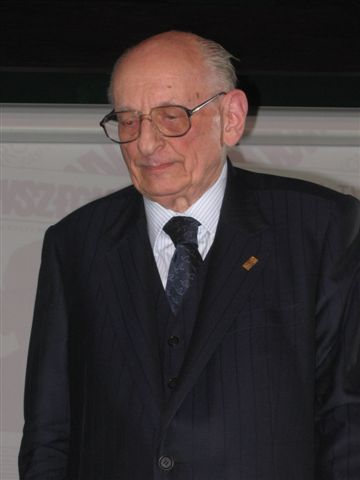
Bartoszewski

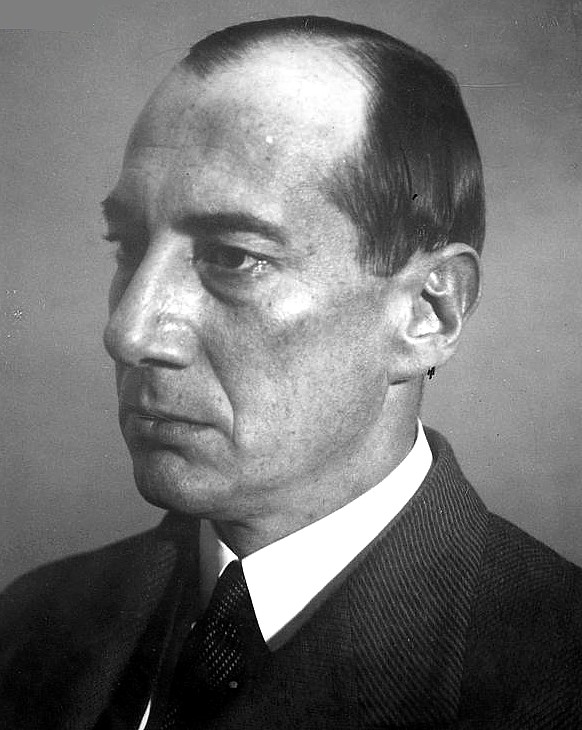
Beck

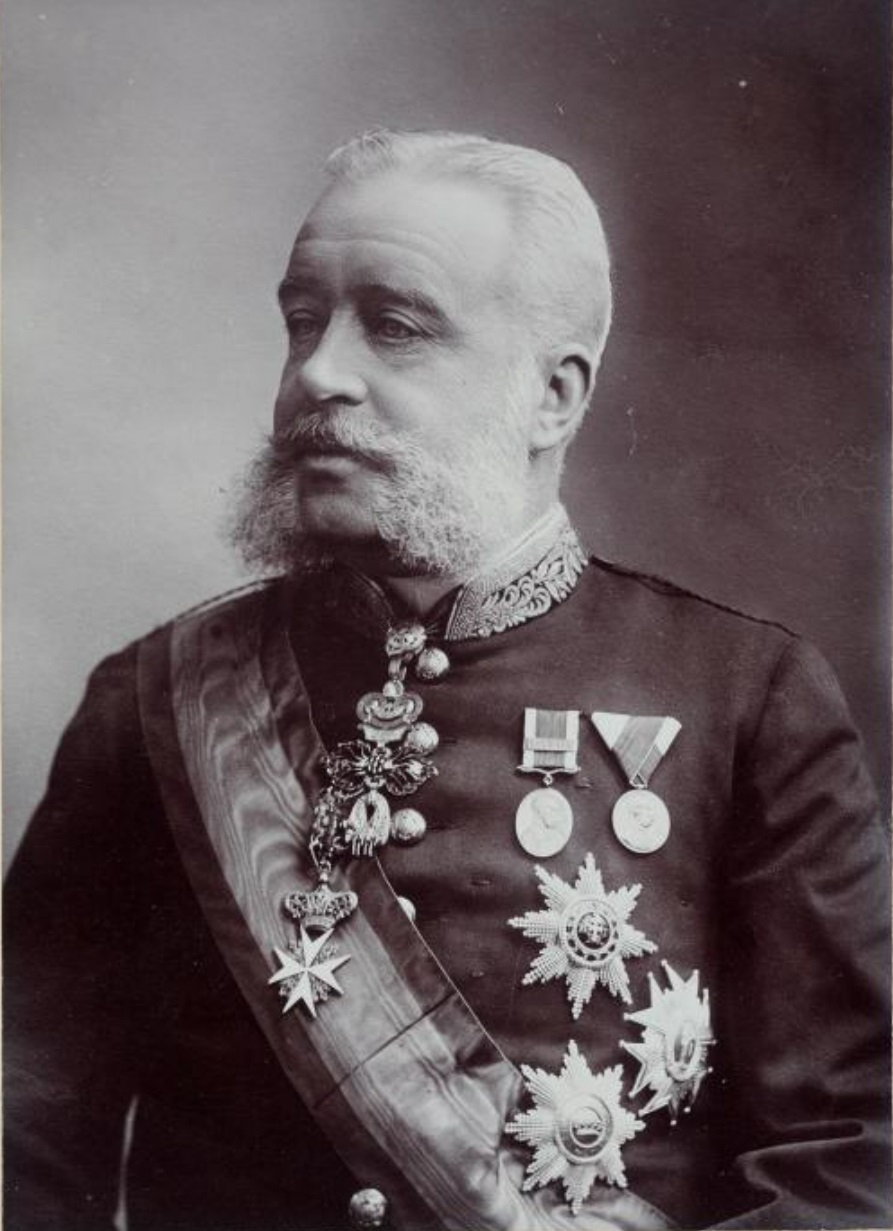
A. M. Gołuchowski

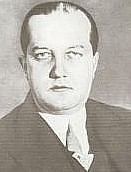
Lipski

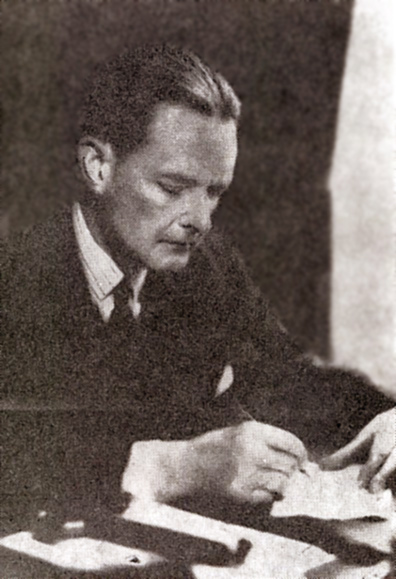
Raczyński

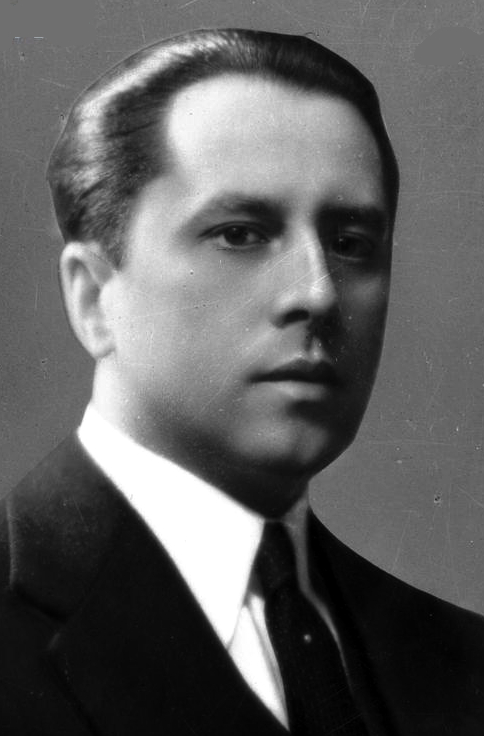
Romer

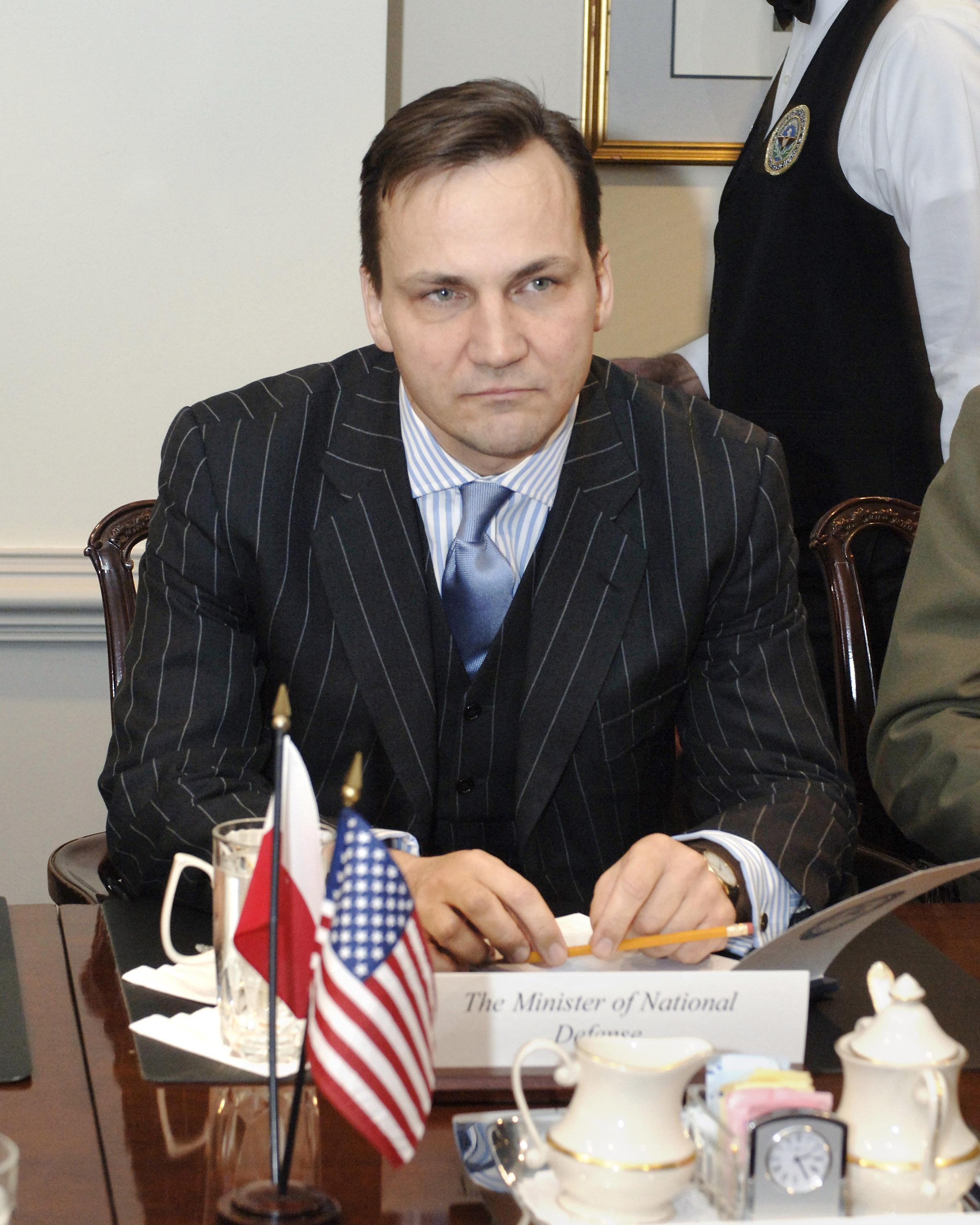
R. Sikorski

- Władysław Bartoszewski, ministru al afacerilor externe în  Polonia (1995 și 2000–2001)
- Józef Beck, ministru al afacerilor externe în Polonia (1932–1939)
- Alois Friedrich von Brühl, diplomat polonez-saxon, starost al Varșoviei
- Matthew Bryza, diplomat american
- Włodzimierz Cimoszewicz, ministru al afacerilor externe în  Polonia (2001–2005)
- Adam Jerzy Czartoryski, polonez și diplomat rus;
- Władysław Czartoryski, prinț, diplomat al guvernului (1863–1864)
- Roman Dmowski, ministru al afacerilor externe în Polonia (1923)
- Bronisław Geremek, ministru al afacerilor externe în  Polonia (1997–2000)
- Agenor Maria Gołuchowski, conte, ministru al afacerilor externe în Austru-Ungaria (1895–1906)
- Krzysztof Grzymułtowski, diplomat și voievod al Poznań, autor al Tratatului de Pace Eternă cu Rusia (1686)
- Stanisław Janikowski, diplomat în Roma, (1927–1954)
- Wacław Jędrzejewicz
- Julian Klaczko, diplomat polonez-austriac
- Stanisław Kot, ambasador polonez în URSS (1941–1942) și  Italia (1945–1947)
- Józef Lipski, ambasador polonez în Germania (1933–1939)
- Juliusz Łukasiewicz, ambasador polonez în URSS (1934–1936) și Franța (1936–1939)
- Ivan Maysky, diplomat sovietic
- Stefan Meller, ministru al afacerilor externe în Polonia (2005–2006)
- Edmund Muskie, diplomat american, secretar de stat american (1980–1981)
- Lewis Bernstein Namier, diplomat și istoric britanic
- Andrzej Olechowski, ministru al afacerilor externe în  Polonia (1993–1995)
- Ignacy Paderewski, ministru al afacerilor externe în  Polonia (1919) și cel de-al treilea prim-ministru al Poloniei
- Stanisław Patek, ministru al afacerilor externe în Polonia (1919–1920)
- Edward Bernard Raczyński, conte, ambasador polonez în Regatele Unite (1934–1945) și ministru al afacerilor externe în (1941–1943)
- Adam Rapacki, ministru al afacerilor externe în Polonia comunistă (1956–1968)
- Józef Retinger, susținător al UE
- Tadeusz Romer, ministru al afacerilor externe în guvernul polonez în exil (1943–1944)
- Dariusz Rosati, ministru al afacerilor externe în Polonia (1995–1997)
- Adam Daniel Rotfeld, ministru al afacerilor externe în  Polonia (2005)
- Radosław Sikorski, ministru al afacerilor externe în  Polonia (din 2007)
- Konstanty Skirmunt, ministru al afacerilor externe în  Polonia (1921–1922)
- Aleksșier Skrzyński, ministru al afacerilor externe în Polonia (1922–1923 și 1924–1926)
- Krzysztof Skubiszewski, primul ministru al afacerilor externe în Polonia (1989–1993)
- Romuald Spasowski, ambasador polonez în SUA (1955–1961 și 1978–1981)
- Jan Szembek, conte, secretar de stat (1932–1939)
- Andrei Vîșinski, jurist și diplomat sovietic
- Alexandre Walewski, ministru al afacerilor externe în Franța
- Leon Wasilewski, ministru al afacerilor externe în Polonia (1918–1919)
- Bolesław Wieniawa-Długoszowski, general, ambasador polonez  în Italia (1938–1940)
- August Zaleski, ministru al afacerilor externe în Polonia (1926–1932)
- Maurycy Klemens Zamoyski, ministru al afacerilor externe în  Polonia (1924)
- Josef Zieleniec, ministru ceh  al afacerilor externe
- Sergey Yastrzhembsky, diplomat rus

### Servicii secrete

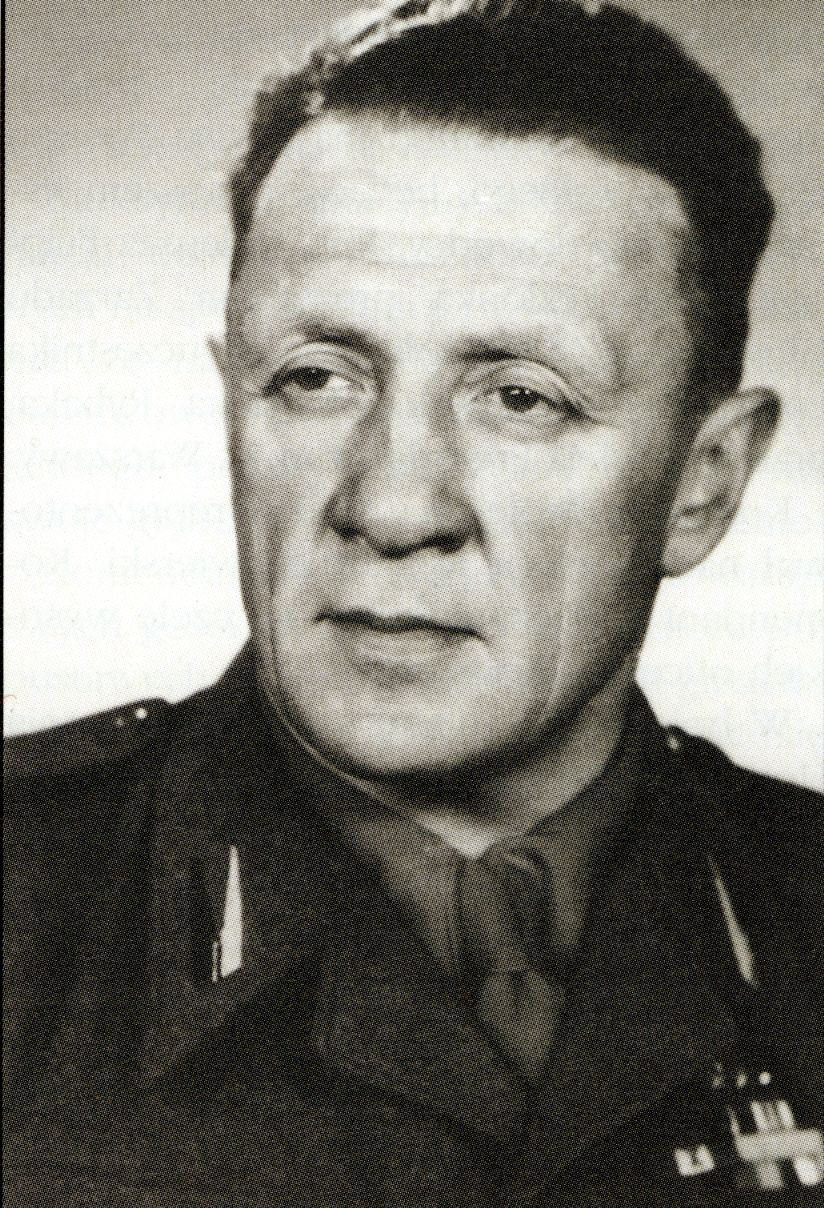
Kontrym

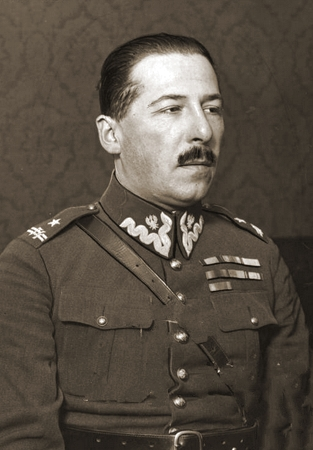
Kowalewski

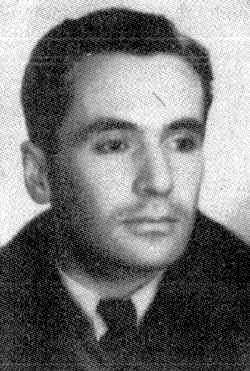
Leski

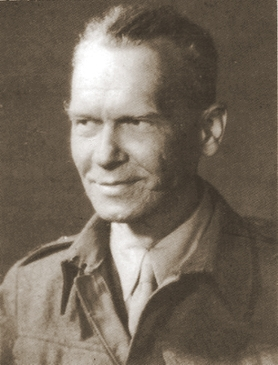
Pełczyński

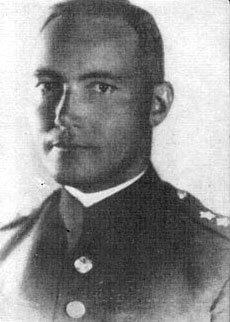
Włodarkiewicz

| - Edmund Charaszkiewicz, perioada interbelică agent sub acoperire, ofițer și coordonator al proiectului Prometeism de Józef Piłsudski cu scopul de a dezmembra URSS. - Maksymilian Ciężki, șef al biroului de descifrări polonez, care au reușit decriptarea Enigmei înainte de cel de-al Doilea Război Mondial. - Michael Goleniewski, Războiul Rece agent polonez, Sovietic și american (CIA). - Jan Kowalewski, inginer, ofițer spionaj și criptolog, unul din cei mulți care a contribuit la decodificarea cifrului sovietic în războiul polono-sovietic din 1919–21. - Andrzej Kowerski, ofițer polonez Army și agent special britanic al SOE; coleg ci Krystyna Skarbek. - Ryszard Kukliński, colonel polonez, spion în Războiul Rece pt. CIA. | - Gwido Langer, în 1932 a fost primul care a spart Enigma. - Kazimierz Leski, inginer, pilot de avion de vânătoare, în cel de-al Doilea Război Mondial. - Krystyna Skarbek, agent britanic în cel de-al Doilea Război Mondial. - Jerzy Sosnowski, maior, spion polonez în Germania (1926–1934) ca Georg von Sosnowski, Ritter von Nalecz. |

### Supraviețuitori ai Holocaustului
| - Irena Adamowicz - Mordechaj Anielewicz, Revolta din ghetoul Varșovia - Dawid Apfelbaum, Revolta din ghetoul Varșovia - Władysław Bartoszewski - Adolf Berman - Anna Borkowska (Soră Bertranda) - Icchak Cukierman - Marek Edelman - Yitzhak Gitterman - Bernard Goldstein - Haika Grossman - Irena Gut - Henryk Iwański - Zofia Jackowska (Revolta din Varșovia) - Jan Karski - Michał Klepfisz - Zofia Kossak-Szczucka, cofondator al Żegota - Wșia Krahelska-Filipowicz, - Countess Karolina Lanckorońska - Zivia Lubetkin - Maurycy Orzech - Witold Pilecki - Tadeusz Romer, ambasador polonez în Japonia și în Ghetoul Șanhai - Irena Sendler a salvat aproape 2,500 copii evrei în cel de-al Doilea Război Mondial - Henryk Sławik, un Schindler polonez, diplomat în Ungaria - Leopold Socha, alt Schindler polonez - Simon Wiesenthal, vânător de naziști - Henryk Woliński - Lidia Zamenhof - Szmul Zygielbojm |

### Religie
| - Andrzej Alojzy Ankwicz, arhiepiscop romano-catolic de Lwów (1815–33) și arhiepiscop de Praga (1833–38) - Baal Shem Tov (Yisroel ben Eliezer (1698–1760), rabin, fondator al iudaismului hasidic) - St. Józef Bilczewski, arhiepiscop romano-catolic de Lvov (1900–23) - Szymon Budny (polonez-belarus umanist și preot) - St. Casimir Jagiellon (nepot al regelui Władysław II Jagiełło) - St. Adam (Albert) Chmielowski (Albertine) - Bl. August Czartoryski (Prinț) - Edmund Dalbor (Arhiepiscop al Poloniei, Cardinal, 1915–26) - Albin Dunajewski (Episcop al Cracoviei, Cardinal, 1879–94) - Stanisław Dziwisz (Arhiepiscop al Cracoviei, din 2005, Cardinal) - Antoni Melchior Fijałkowski (Arhiepiscop al Varșoviei, 1856–61) - Jacob Frank (lider mesianic evreu, a unit creștinismul cu iudaismul) - Andrzej Frycz Modrzewski (vicar, umanist, și teolog) - Piotr Gamrat (Arhiepiscop al Poloniei, 1541–45) - Józef Glemp (Arhiepiscop al Poloniei din 1981, Cardinal) - Adam Stanisław Grabowski, Prinț-Episcop al Warmia - August Hlond (Arhiepiscop al Poloniei, 1926–48, cardinal) - Stanislaus Hosius (Cardinal și Prinț-Episcop al Warmiei) - St. Hyacinth (Dominican) - St. Jadwiga (Regină a Poloniei, 1384–99) - Henryk Jankowski (Prelat, capelan al "Solidarność") - Marian Jaworski (Arhiepiscop romano-catolic al Lvov, 1991–2008, Cardinal). - Aleksșier Kakowski (Arhiepiscop al Varșoviei, Cardinal). - St. Raphael Kalinowski (Carmelite). - St. Jan Kanty (profesor la Universitatea din Cracovia). - Stanisław Karnkowski (Arhiepiscop al Poloniei, 1581–1603; Interrex, 1586–87). - St. Stanisław Kazimierczyk (preot și predicator). - St. Maksymilian Maria Kolbe (martir franciscan, Auschwitz 1941). - Hugo Kołłątaj (preot, om de stat) - Bolesław Kominek (Arhiepiscop al Wrocław, 1972–74, Cardinal) - St. Stanisław Kostka (Jezuit) - St. Faustina Kowalska - Ignacy Krasicki (Arhiepiscop al Poloniei) - Adam Stanisław Krasiński (episcop de Kamieniec Podolski, 1757–98) - John Krol (arhiepiscop de Philadelphia, cardinal, 1961–88) - Mieczysław Halka Ledóchowski (Arhiepiscop al Poloniei, 1866–86, Cardinal) - Jan Łaski (1456-1531), Arhiepiscop al Poloniei, 1510–31 - Jan Łaski (1499–1560), Protestant reformator; - Władysław Aleksșier Łubieński (Arhiepiscop al Lwów, Arhiepiscop al Poloniei, 1759–67; Interrex, 1763–64) - Franciszek Macharski (Arhiepiscop al Cracoviei, 1978–2005, Cardinal) - Tomasz Miśkiewicz, muftiu - Mieczysław Mokrzycki (Arhiepiscop romano-catolic al Lvov, din 2008) - Zbigniew Oleśnicki (Episcop al Cracoviei, 1423–55; primul cardinal de origine poloneză, from 1449; om de stat) - Zbigniew Oleśnicki - Piotr al Goniądz, lider spiritual al Frăției poloneze - Walenty Potocki (Conte; convertit la iudaism ca Avrohom ben Avrohom, Ger Tzedek din Vilna) - Jan Puzyna (Episcop al Cracoviei, 1895–1911, Cardinal) - Jerzy Radziwiłł (Episcop al Cracoviei, Cardinal, 1591–1600) - Sholom Rokeach, (primul rabin hasidic Belzer, 1817–1855). - Tadeusz Rydzyk - St. Stanislau de Cracovia, episcop de Cracovia, martir (1079) - Adam Stefan Sapieha, arhiepiscop de Cracovia, cardinal (1911–51) - Piotr Skarga (iezuit) - Kajetan Sołtyk (Episcop de Kiev, 1756–59; episcop de Cracovia, 1759–88) - Boruch Steinberg primul rabin în Armata poloneză înainte și în timpul celui de-al Doilea Război Mondial, ofițer - Zbigniew Strzałkowski (1958-1991), călugăr franciscan minorit, martir în Peru - Kazimierz Świątek, arhiepiscop romano-catolic de Minsk-Mohilev; administrator apostolic de Pinsk, cardinal - Edmund Szoka, arhiepiscop de Detroit, cardinal (1981–90) - Jakub Szynkiewicz (1884–1966), Ph.D. în filozofie, Imam al Poloniei, a tradus părți din Coran în poloneză - Józef Tischner (preot, filozof și primul capelan al sindicatului "Solidaritatea") - Mikołaj Trąba (Arhiepiscop al Gniezno, primul Arhiepiscop al Poloniei, 1418–22) - Jakub Uchański (Arhiepiscop al Poloniei, 1562–81; Interrex, 1572–73 și 1574–75) - Piotr Wawrzyniak (preot și economist) - Chaim Elozor Wax (1822–1887) faimos rabin - Karol Józef Wojtyla (Arhiepiscop al Cracoviei, 1963–1978, Papa Ioan Paul al II-lea, 1978–2005) - Stefan Wyszyński (Arhiepiscop al Poloniei, Cardinal, 1948–81) - Reverend Monsignor (Wawrzyniec) Lawrence Wnuk (Protonotar Apostolic) |  | Chmielowski Frank Hlond Hozjusz Jadwiga Kowalska Stanisław de Szczepanów Sapieha Wojtyła} Wyszyński |  |

### Asasini, teroriști

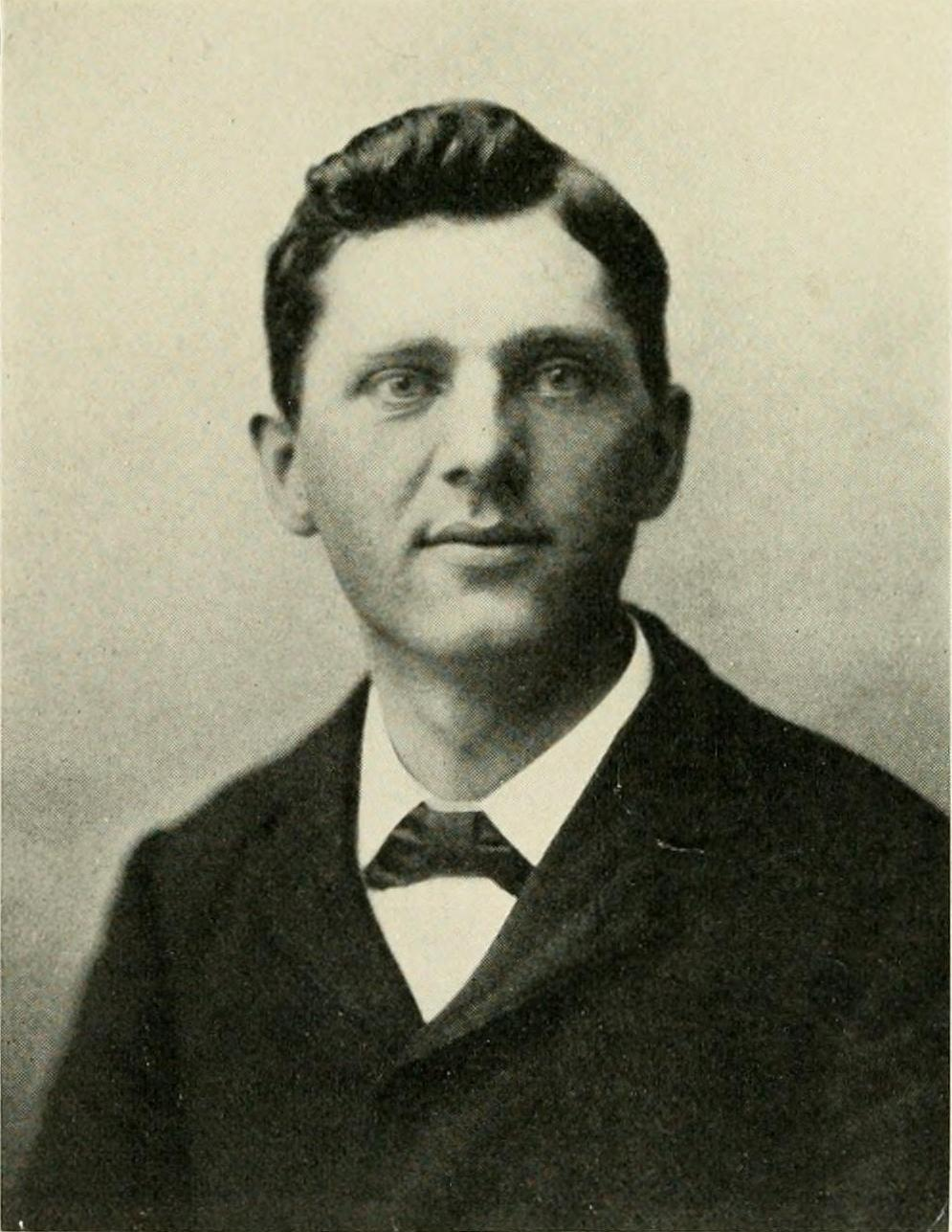
Leon Czolgosz

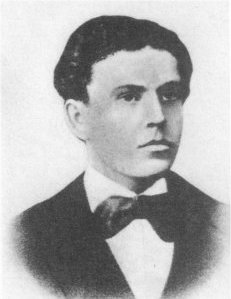
Ignacy Hryniewiecki

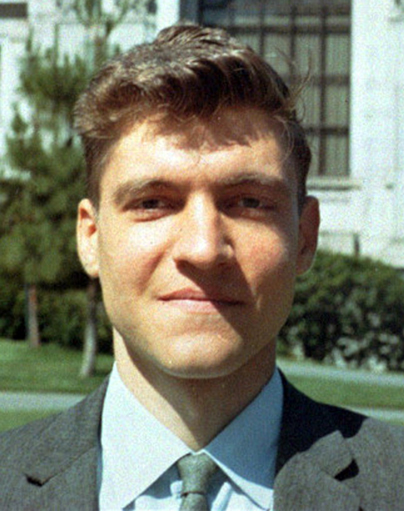
Theodore Kaczynski

| - Leon Czolgosz, anarhist asasinul președintelui american William McKinley - Ignacy Hryniewiecki, asasinul lui Țarului Alexandru al II-lea al Rusiei - Eligiusz Niewiadomski, pictor modernist, critic de artă, asasinul președintelui polonez Gabriel Narutowicz - Theodore Kaczynski, terorist polonezo-american anti-tehnologie, notoriu pentru trimiterea prin poștă a bombelor victimelor lui, numit și Unabomber |

### Diverse
- George Adamski, ufolog controversat
- Florian Ceynowa, activist cașub
- Krystyna Chojnowska-Liskiewicz, prima femeie care a înconjurat Pământul singură, într-o ambarcațiune
- Franciszek Czapek, ceasornicar
- Michał Drzymała, erou al rezistenței
- Piotr Gawryś, campion de bridge
- Wincenty Gostkowski, ceasornicar
- Piotr Iwanicki, campion mondial în dansul în scaun cu rotile
- Marek Kamiński, călător, aventurier
- Adam Michnik, jurnalist
- Piotr Naszarkowski, gravor
- Anthony Radziwill, jurnalist american/producător (nepot al lui John F. Kennedy)
- Wilfrid Michael Voynich, bibliofil, eponim al misterioaselor Manuscrisul Voynich

### Modele

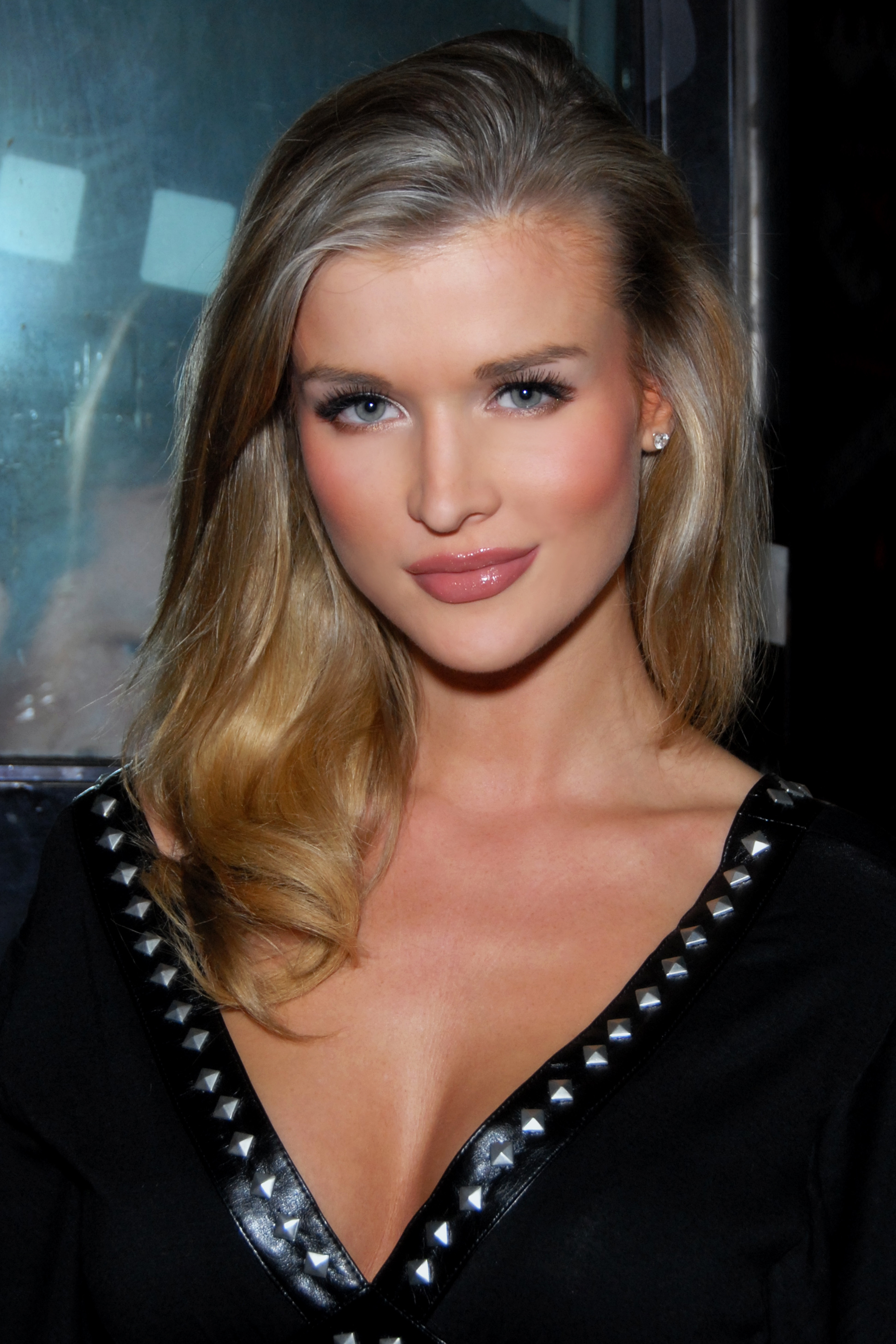
Joanna Krupa

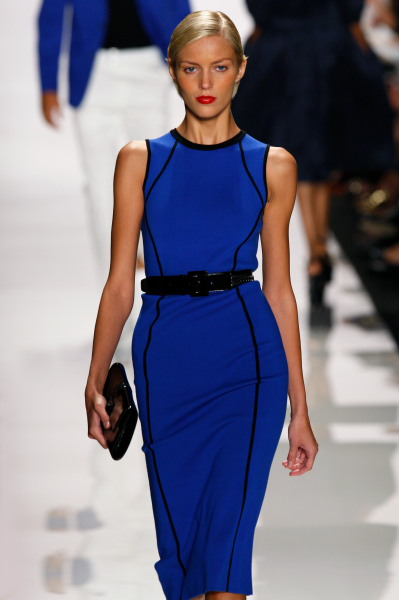
Anja Rubik

- Anna Anka (Anna Åberg, Anna Yeager), născută în Polonia, model
- Małgosia Bela, născută în Cracovia, model
- Magdalena Frackowiak, născută în Gdańsk, model
- Monika Jagaciak, născută în Poznan, model
- Anna Jagodzinska, născută în Sierpc, model
- Joanna Krupa, născută în Varșovia, model
- Anja Rubik, născută în Rzeszów, model
- Ewa Sonnet, născută în Rybnik, model
- Kasia Struss, născută în Ciechanów, model
- Francys Sudnicka, născută în Valencia, Venezuela, model
- Magdalena Wróbel, născută în Sopot

### Persoane legendare
- Krakus, prinț legendar și fondator al Cracoviei.
- Lech, fondator legendar al națiunii poloneze.
- Piast (Piast Kołodziej), o figură semilegendară în perioada preistorică a Poloniei (sec. IX), fondatorul dinastiei Piaștilor.
- Popiel, un domnitor semilegendar din secolul al IX-lea în vestul Poloniei, ultimul membru al Popielizilor.
- Abraham Prochownik, figură legendară, evreu, numit prinț în vestul Poloniei, după moartea lui Popiel, în 842 CE.
- John Scolvus, un marinar semilegendar în sec. al XV-lea.
- Pan Twardowski, un vrăjitor semi-legendar ca Faust; în mitologia poloneză, primul om pe Lună (sec. al XVI-lea).
- Janek Wiśniewski, luptător pentru libertate, erou al revoltelor anticomuniste din 1970 din Gdynia.

### Caractere fictive
- Captain William Joseph "B.J." Blazkowicz în Wolfenstein 3D
- Bolek și Lolek - figuri de desene animate
- Waldemar Daninsky, om-lup în La Marca del Hombre Lobo
- Nicodemus Dyzma (în romanul lui Tadeusz Dołęga-Mostowicz , Cariera lui Nicodemus Dyzma).
- Dr Judym (în romanul lui Stefan Żeromski , Oameni fără căpătâi).
- Kajko și Kokosz
- comandant Keen, nepot al B.J. Blazkowicz
- Hans Kloss (Căpitan Kloss), agent secret în cel de-al Doilea Război Mondial   serialul TV polonez  Miză mai mare decât viața
- Kordian
- Funky Koval, detectiv spațial
- Stanley Kowalski în drama lui Tennessee Williams, Un tramvai numit dorință
- Walt Kowalski— veteran polonezo-american din Războiul din Coreea  și muncitor pensionar de la Ford, în filmul lui Clint Eastwood din 2008  Gran Torino
- Kowalski, un pinguin în desenul animat Madagascar
- Koziołek Matołek
- Walter Sobchak, "polonezul catolic" în filmul, Marele Lebowski
- Maciej Tomczyk aka Lech Wałęsa în filmul din 1981, Omul de fier, regizat de Andrzej Wajda
- Marcin Jerek, un profesor britanic născut polonez și fost interogator CIA în serialul TV NCIS, interpretat de  W. Morgan Sheppard
- Walter Koskiusko Waldowski, "Polonezul fără durere" în filmul, MASH
- Stanisław Wokulski, protagonist în romanul lui Bolesław Prus, Păpușa.

### Sport

#### Atletism
| - Andrzej Badeński, sprinter - Lidia Chojecka, atlet - Jerzy Chromik, atlet - Teresa Ciepły, sprinter - Marian Foik, sprinter - Halina Górecka, sprinter - Piotr Haczek, sprinter - Zdzisław Hoffmann, triplu salt - Barbara Janiszewska, sprinter - Michel Jazy, atlet - Ewa Kłobukowska, sprinter - Władysław Komar, shot putter - Halina Konopacka, aruncarea discului - Robert Korzeniowski, marș - Władysław Kozakiewicz, săritură cu prăjina - Elżbieta Krzesińska, săritură în lungime | - Zdzisław Krzyszkowiak, atlet - Wacław Kuchar, atlet - Janusz Kusociński, atlet - Maria Kwaśniewska, aruncarea discului - Marcin Lewșiowski, atlet - Tomasz Majewski, shot putter - Piotr Małachowski, aruncarea discului - Wiesław Maniak, sprinter - Bronisław Malinowski, atlet - Robert Maćkowiak, sprinter - Józef Noji, atlet - Wșia Panfil, atlet - Artur Partyka, săritură în înălțime - Edmund Piątkowski, aruncarea discului - Marek Plawgo, atlet - Myer Prinstein, atlet 3x medaliat cu aur la Olympiadă - Monika Pyrek, săritură cu prăjina - Anna Rogowska, săritură cu prăjina | - Tadeusz Rut, aruncarea ciocanului - Piotr Rysiukiewicz, sprinter - Janusz Sidło, aruncarea suliței - Kamila Skolimowska, aruncarea ciocanului - Irena Szewińska, sprinter - Józef Szmidt, triple jumper - Tadeusz Ślusarski, săritură cu prăjina - Marcin Urbaś, sprinter - Jadwiga Wajs, aruncarea discului - Stanisława Walasiewicz, sprinter - Jan Werner, sprinter - Anita Włodarczyk, aruncarea ciocanului - Marian Woronin, sprinter - Jacek Wszoła, săritură în înălțime - Kazimierz Zimny, atlet - Szymon Ziółkowski, aruncarea ciocanului |

#### Box
| - Tomasz Adamek - Aleksy Antkiewicz - Joe Choynski - Zygmunt Chychła - Leszek Drogosz - Charley Goldman - Andrzej Gołota - Janusz Gortat - Józef Grudzień | - Marian Kasprzyk - Jerzy Kulej - Dariusz Michalczewski - Zbigniew Pietrzykowski - Jerzy Rybicki - Feliks Stamm, antrenor - Jan Szczepański - Tony Zale - Janusz Zarenkiewicz |

#### Șah
| - Izak Aloni - Izaak Appel - Arnold Aurbach - Zdzisław Belsitzmann - Abram Blass - Agnieszka Brustman - Oscar Chajes - Josef Cukierman - Hieronim Czarnowski - Moshe Czerniak - Arthur Dake - Dawid Daniuszewski - Józef Dominik - Arthur Dunkelblum - Boruch Israel Dyner - Hanna Ereńska - Samuel Factor - Alexșier Flamberg - Henryk Friedman - Achilles Frydman - Paulino Frydman - Regina Gerlecka - Edward Gerstenfeld - Róża Herman - Krystyna Hołuj-Radzikowska - Chaim Janowski - Dawid Janowski - Max Judd | - Bernhard Kagan - Stanislaw Kohn - George Koltanowski - Henrijeta Konarkowska-Sokolov - Michał Krasenkow - Leon Kremer - Adam Kuligowski - Abraham Kupchik - Salo Lșiau - Edward Lasker - Paul Saladin Leonhardt - Grigory Levenfish - Moishe Lowtzky - Bartłomiej Macieja - Kazimierz Makarczyk - Kalikst Morawski - Stasch Mlotkowski - Piotr Murdzia - Miguel Najdorf - Menachem Oren - Julius Perlis - Jusefs Petkevich - Karol Piltz - Oskar Piotrowski - Kazimierz Plater - Henryk Pogorieły - Ignatz von Popiel | - Artur Popławski - Dawid Przepiórka - Iweta Rajlich - Teodor Regedziński - Samuel Reshevsky - Jakob Rosanes - Samuel Rosenthal - Gersz Rotlewi - Akiba Rubinstein - Gersz Salwe - Włodzimierz Schmidt - Leon Schwartzmann - Stanislaus Sittenfeld - Monika Soćko - Franciszek Sulik - Bogdan Śliwa - Dariusz Świercz - Savielly Tartakower - Jean Taubenhaus - Oscar Tenner - Vitaly Tseshkovsky - Alexșier Wagner - Szymon Winawer - Aleksșier Wojtkiewicz - Daniel Yanofsky - Johannes Zukertort - Adolf Zytogorski - Józef Żabiński |

#### Alpinism
- Leszek Cichy, cuceritor al muntelui Himalaya
- Jerzy Kukuczka, cuceritor al muntelui Himalaya
- Wojciech Kurtyka, cuceritor al muntelui Himalaya
- Wșia Rutkiewicz, cuceritor al muntelui Himalaya
- Krzysztof Wielicki, cuceritor al muntelui Himalaya
- Andrzej Zawada, cuceritor al muntelui Himalaya

#### Scrimă
| - Zbigniew Czajkowski - Danuta Dmowska - Wanda Dubieńska - Egon Franke - Sylwia Gruchała - Roman Kantor, sabie | - Edward Korfanty - Ryszard Parulski - Jerzy Pawłowski - Anna Rybicka - Ryszard Sobczak - Witold Woyda - Wojciech Zabłocki |

#### Hochei pe gheață
| - Mariusz Czerkawski - Wayne Gretzky, descendent polonez - Gordie Howe, descendent polonez - Mike Komisarek - Ed Olczyk - Krzysztof Oliwa - Brian Rafalski - Peter Sidorkiewicz | - Bryan Smolinski - Pete Stemkowski - Lee Stempniak - Daniel Tkaczuk - James Wisniewski - Wojtek Wolski - Travis Zajac |

#### Schi
- Bronisław Czech
- Wanda Dubieńska
- Wojciech Fortuna, săritură cu schiurile
- Justyna Kowalczyk, schi de fond
- Józef Łuszczek, schi de fond
- Adam Małysz, săritură cu schiurile
- Jan Marusarz, fratele lui Stanisław Marusarz, escort pentru Krystyna Skarbek
- Stanisław Marusarz, săritură cu schiurile
- Stefan Hula, Sr., Nordic combined skier
- Stefan Hula, Jr., săritură cu schiurile
- Kamil Stoch, săritură cu schiurile

#### Fotbal

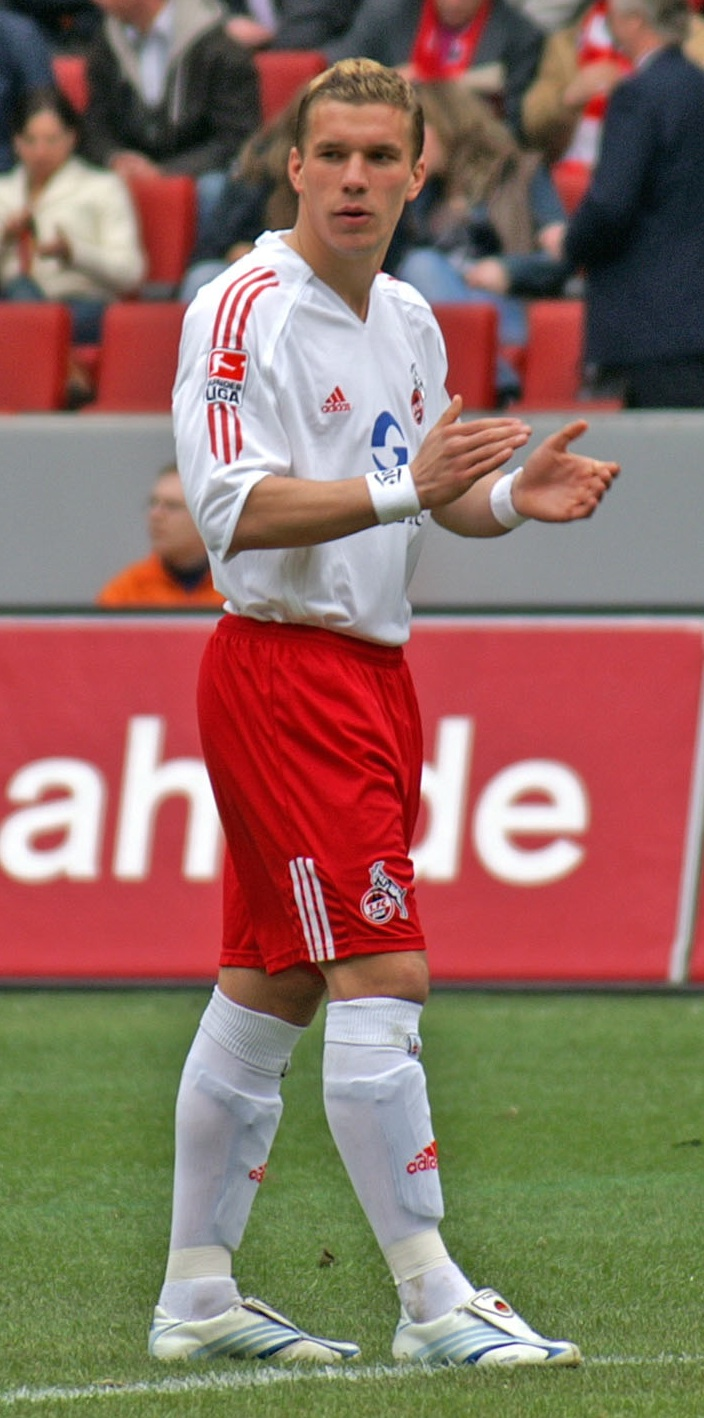
Podolski

| - Zygmunt Anczok, apărător - Henryk Apostel, antrenor - Jan Banaś, atacant - Zbigniew Boniek, mijlocaș - Artur Boruc, portar - Lucjan Brychczy, mijlocaș - Andrzej Buncol, mijlocaș - Ewald Cebula, apărător - Gerard Cieślik, mijlocaș - Lesław Ćmikiewicz, mijlocaș - Kazimierz Deyna, mijlocaș - Jerzy Dudek, portar - Ewald Dytko, mijlocaș - Robert Gadocha, atacant - Ludwik Gintel, apărător/forward - Jacek Gmoch, antrenor - Jerzy Gorgoń, apărător - Kazimierz Górski, antrenor - Paweł Janas, apărător, antrenor - Ireneusz Jeleń, atacant - Erich Juskowiak, apărător - Józef Kałuża, atacant, antrenor - Henryk Kasperczak, mijlocaș, antrenor - Miroslav Klose, atacant - Józef Klotz, apărător - Raymond Kopa, atacant - Hubert Kostka, portar - Tadeusz Kuchar, mijlocaș, antrenor - Tomasz Kuszczak, portar - Grzegorz Lato, atacant - Jan Liberda, atacant | - Włodzimierz Lubański, atacant - Józef Lustgarten, mijlocaș, manager - Stefan Majewski, apărător, antrenor - Ladislao Mazurkiewicz, portar - Józef Młynarczyk, portar - Piotr Nowak, mijlocaș - Erwin Nyc, mijlocaș - Teodor Peterek, atacant - Ryszard Piec, mijlocaș - Wilhelm Piec, mijlocaș - Antoni Piechniczek, apărător, antrenor - Leonard Piontek, mijlocaș - Lukas Podolski, atacant - Lukasz Piszczek, apărător - Ernest Pohl, atacant - Fryderyk Scherfke mijlocaș - Euzebiusz Smolarek, atacant - Włodzimierz Smolarek, mijlocaș - Leon Sperling, atacant - Grzegorz Szamotulski, portar - Andrzej Szarmach, atacant - Władysław Szczepaniak, apărător - Edward Szymkowiak, portar - Piotr Świerczewski, mijlocaș - Jan Tomaszewski, portar - Piotr Trochowski, mijlocaș - Krzysztof Warzycha, atacant - Ernest Wilimowski, atacant - Walter Winkler, apărător - Maryan Wisnieski, atacant - Gerard Wodarz, atacant - Łukasz Załuska, portar - Władysław Żmuda, apărător - Wojciech Szczęsny, portar - Robert Lewandowski, atacant |

#### Înot
| - Katarzyna Baranowska - Agnieszka Czopek - Otylia Jędrzejczak - Bartosz Kizierowski - Michael Klim - Paweł Korzeniowski | - Daniel Kowalski - Sławomir Kuczko - Mariusz Podkościelny - Mateusz Sawrymowicz - Lejzor Ilja Szrajbman - Rafał Szukała - Artur Wojdat |

#### Tenis
- Wojciech Fibak
- Jadwiga Jędrzejowska
- Agnieszka Radwańska
- Urszula Radwańska
- Iga Świątek
- Hubert Hurkacz
- Magda Linette

#### Haltere
- Waldemar Baszanowski
- Marcin Dołęga
- Ben Helfgott
- Szymon Kołecki
- Mieczysław Nowak
- Ireneusz Paliński
- Agata Wróbel
- Marian Zieliński

#### Alte sporturi

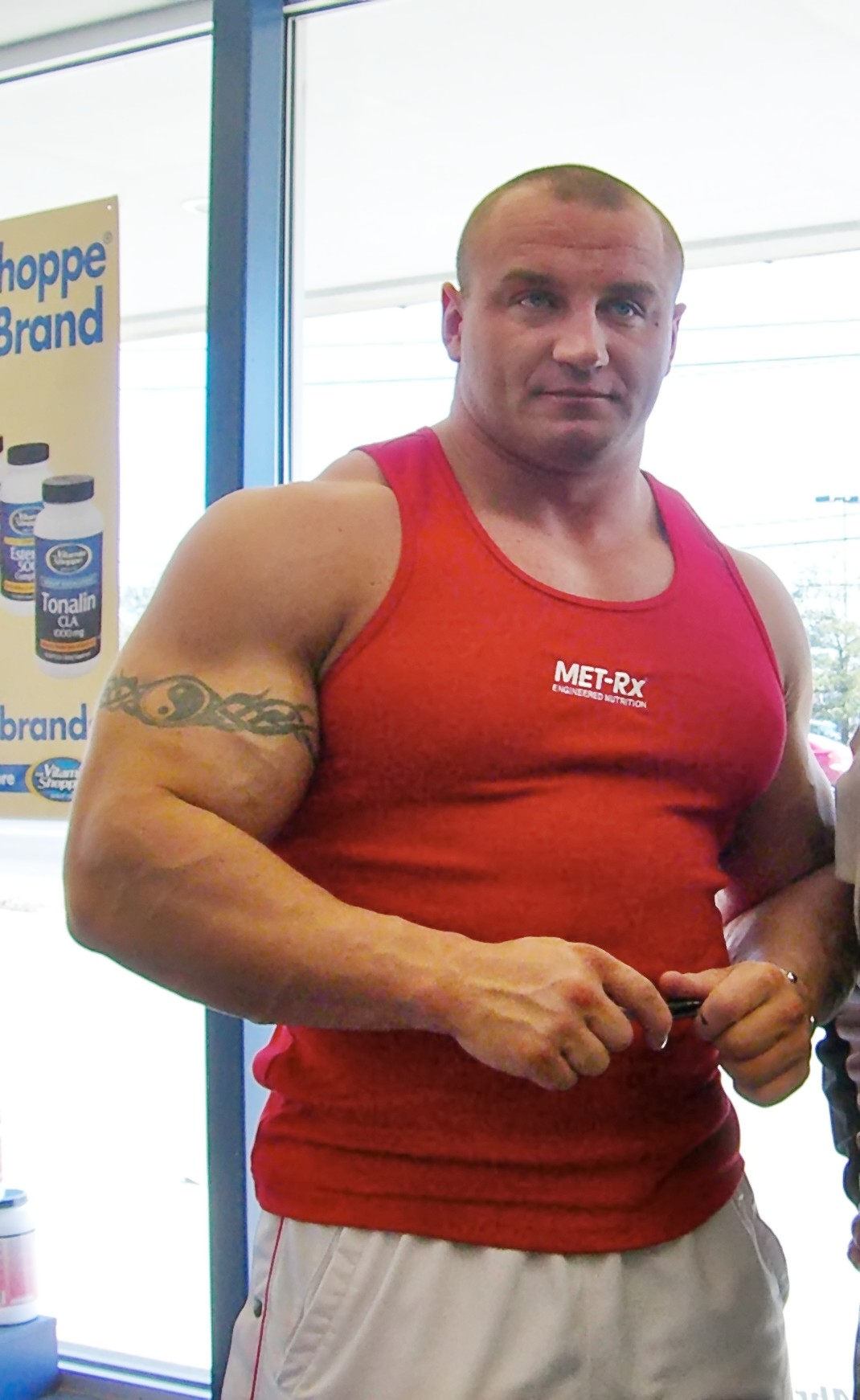
Pudzianowski

| - Leszek Blanik, gimnastică - Janusz Centka, - Moe Drabowsky, baseball - Jarek Dymek, - Tomasz Gollob, motocilist - Marcin Gortat, baschet NBA - Andrzej Grubba, tenis de masă - Sebastian Janikowski, fotbal american - Stan Javie, fotbal american - Steve Javie, baschet NBA - Stefan Kapłaniak, canoe - Sebastian Kawa, - Justin Koschitzke, - Rafał Kubacki, judo - Robert Kubica, cursă automobilistică - Tomasz Kucharski, rame - Mateusz Kusznierewicz, veliere - Waldemar Legień, judo - Jerzy Makula, - Piotr Markiewicz, canoe - Renata Mauer, tir - Bill Mazeroski, baseball - Przemyslaw Mazur, cursă automobilistică - Gene Mruczkowski, fotbal american - Scott Mruczkowski, fotbal american - Paweł Nastula, judo - Tom Paciorek, baseball - Aneta Pastuszka, canoe - James Podsiadly, Australian rules footballer | - Mariusz Pudzianowski, - Ivan Putski, luptător profesionist - Helena Rakoczy, gimnastică - Elwira Seroczyńska, patinaj viteză - Tomasz Sikora, biatlon - Arkadiusz Skrzypaszek, pentatlon modern - Paul Slowinski, Muay Thai - Adam Smelczyński, tir - Robert Sycz, rame - Sławomir Szmal, handbal - Ryszard Szurkowski, ciclism - Marek Twardowski, canoe - Roger Verey, rame - Piotr Wadecki, ciclism - Bogdan Wenta, handbal - Sebastian Wenta, - Maja Włoszczowska, mountain biking - David Wojcinski, - Jerzy Wojnar, - Andrzej Wroński, lupte - Józef Zapędzki, tir - Sobiesław Zasada, cursă automobilistică |

## Listă alfabetică de polonezi

### A
- Magdalena Abakanowicz
- Piotr Abraszewski
- Julia Acker
- Piotr Adamczyk
- Boguslaw Adamowicz
- Jankel Adler
- Filip Adwent
- Tadeusz Ajdukiewicz
- Zygmunt Ajdukiewicz
- Alexandru I al Rusiei
- Alexandru al Poloniei
- Władysław Anders
- Jerzy Andrzejewski
- Henryk Arctowski
- Franciszek Armiński
- Sholem Asch
- Adam Asnyk
- August al II-lea al Poloniei
- August al III-lea al Poloniei
- Teodor Axentowicz
- Tadeusz Aziewicz

### B
- Alicja Bachleda-Curuś
- Tekla Bądarzewska
- Balthus
- Stefan Banach
- Mirosław Tomasz Bańko
- Władysław Bartoszewski
- Ștefan Báthory
- Jan Batory
- Kamil Bednarek
- Zdzisław Beksiński
- Józef Bem
- Wacław Berent
- Paweł Beręsewicz
- Bezprym
- Miron Białoszewski
- Emil Biedrzycki
- Adam Bielan
- Marcin Bielski
- Danuta Bieńkowska
- Biernat din Lublin
- Bolesław Bierut
- Krzysztof Birkenmajer
- Krzysztof Bizio
- Leszek Blanik
- Rafał Blechacz
- Rafał Marceli Blüth
- Salomon Bochner
- Magdalena Boczarska
- Eugeniusz Bodo
- Wojciech Bogusławski
- Boleslav al II-lea al Poloniei
- Boleslav al III-lea al Poloniei
- Boleslav al IV-lea al Poloniei
- Boleslav al V-lea cel Sfios
- Boleslav I al Poloniei
- Otto Bolesławowic
- Tadeusz Borowski
- Tadeusz Boy-Żeleński
- Olga Boznańska
- Józef Brandt
- Kazimierz Brandys
- Marian Brandys
- Tadeusz Breza
- Antoni Brodowski
- Kazimierz Brodziński
- Władysław Broniewski
- Jan Brożek
- Albert Brudzewski
- Barbara Brylska
- Jan Brzechwa
- Jan Brzękowski
- Stanisław Brzozowski
- Adam Burakowski
- Jerzy Buzek
- Kinga Byzdra

### C
- Cazimir al II-lea al Poloniei
- Cazimir al III-lea al Poloniei
- Cazimir al IV-lea al Poloniei
- Cazimir Restauratorul
- Nikos Chadzinikolau
- Józef Chełmoński
- Zdzisław Chmielewski
- Małgorzata Chodakowska
- Krystyna Chojnowska-Liskiewicz
- Frédéric Chopin
- Bronisław Chromy
- Sylwester Chruszcz
- Teresa Ciepły
- Cleo
- Joseph Conrad
- Conrad I
- Nicolaus Copernic
- Iordache Cuparencu
- Marie Curie
- Jan Cybis
- Zbigniew Cybulski
- Józef Cyrankiewicz
- Marek Czarnecki
- Ryszard Czarnecki
- Adam Jerzy Czartoryski
- Władysław Czartoryski
- Aleksander Czekanowski
- Jan Czerski

### D
- Maria Dąbrowska
- Jan Dantiscus
- Zdzisław Dębicki
- Henryk Dembiński
- Paweł Demirski
- Irina Dîmnikova
- Jan Długosz
- Stanisław Dobrowolski
- Tadeusz Dołęga-Mostowicz
- Donatan
- Andrzej Duda
- Urszula Dudziak
- Felix Edmundovici Dzerjinski

### E
- Marek Edelman
- Samuel Eilenberg
- Józef Elsner
- Leszek Engelking

### F
- Julian Fałat
- Magda Fertacz
- Arkady Fiedler
- Jacek Izydor Fisiak
- Edward Flatau
- Hanna Foltyn-Kubicka
- Anna Fotyga
- Frederic Augustus I de Saxonia
- Aleksander Fredro
- Kazimierz Funk

### G
- Tadeusz Gajcy
- Konstanty Ildefons Gałczyński
- Krzysztof Gąsiorowski
- Isis Gee
- Anna German
- Bronisław Geremek
- Lidia Geringer de Oedenberg
- Wojciech Gerson
- Adam Gierek
- Edward Gierek
- Maciej Giertych
- Aleksander Gierymski
- Maksymilian Gierymski
- Jan Gniński
- Stanisław Gołąb
- Bogdan Golik
- Witold Gombrowicz
- Władysław Gomułka
- Henryk Mikołaj Górecki
- Edyta Górniak
- Józef Gosławski
- Seweryn Goszczyński
- Genowefa Grabowska
- Andrzej Grabowski
- Antoni Grabowski
- Dariusz Grabowski
- Stanisław Grochowiak
- Stanisław Grzepski

### H
- Ida Haendel
- Małgorzata Handzlik
- Adam Harasiewicz
- Jerzy Harasymowicz
- Julia Hartwig
- Tadeu Hâjdeu
- Wladimir Hegel
- Henric al III-lea al Franței
- Henric al II-lea cel Pios
- Henric al IV-lea cel Drept
- Henric I cel Bărbos
- Zbigniew Herbert
- Elisabetha Hevelius
- Johannes Hevelius
- Roald Hoffmann
- Józef Hofmann
- Agnieszka Holland
- Mieczysław Horszowski
- Bronisław Huberman
- Pawel Huelle

### I
- Kazimiera Iłłakowiczówna
- Roman Ingarden
- Ioan Cazimir al II-lea Vasa
- Ioan Albert al Poloniei
- Jarosław Iwaszkiewicz

### J
- Anna Jagiello
- Stanisław Jałowiecki
- Mieczysław Janowski
- Marian Jaroczyński
- Piotr Jaroszewicz
- Wojciech Jaruzelski
- Bruno Jasieński
- Mieczysław Jastrun
- Witold Wit Jaworski
- Mieczysław Jedoń
- Anna Maria Jopek

### K
- Filip Kaczmarek
- Jarosław Kaczyński
- Lech Kaczyński
- Juliusz Kaden-Bandrowski
- Andrzej Kaliszewski
- Michał Kamiński
- Ireneusz Kania
- Stanisław Kania
- Tadeusz Kantor
- Ryszard Kapuściński
- Jan Aleksander Ludwik Karłowicz
- Krzysztof Karwat
- Jan Kasprowicz
- Julian Kawalec
- Wojciech Kawiński
- Krzysztof Kieślowski
- Tadeusz Kijonka
- Jan August Kisielewski
- Moise Kisling
- Fryderyk Kleinman
- Michał Kleofas Ogiński
- Bogdan Klich
- Baladine Klossowska
- Erich Klossowski
- Grzegorz Knapski
- Franciszek Dionizy Kniaźnin
- Jan Kochanowski
- Raoul Koczalski
- Jonasz Kofta
- Leszek Kołakowski
- Bronisław Komorowski
- Dina König
- Maria Konopnicka
- Tadeusz Konwicki
- Ewa Kopacz
- Władysław Kopaliński
- Lidia Kopania
- Stanisław Korab-Brzozowski
- Wincenty Korab-Brzozowski
- Janusz Korczak
- Ryszard Kornacki
- Józef Korzeniowski
- Zenon Kosidowski
- Stanislav Kosior
- Juliusz Kossak
- Wojciech Kossak
- Jan Kott
- Maciej Kowalewski
- Faustina Kowalska
- Urszula Kozioł
- Mieczysław Kozłowski
- Krak
- Hanna Krall
- Ignacy Krasicki
- Zygmunt Krasiński
- Józef Ignacy Kraszewski
- Leon Kruczkowski
- Urszula Krupa
- Robert Kubica
- Wiesław Kuc
- Wojciech Kuczok
- Karolina Kudłacz
- Barbara Kudrycka
- Jan Kułakowski
- Maria Kuncewiczowa
- Andrzej Kuśniewicz
- Zbigniew Kuźmiuk
- Kazimierz Kuratowski
- Aleksander Kwaśniewski
- Eugeniusz Kwiatkowski
- Teofil Kwiatkowski

### L
- Mieszko al II-lea Lambert
- Albert Laski
- Grzegorz Lato
- Lech
- Joseph Lejtes
- Joachim Lelewel
- Stanisław Lem
- Tamara de Lempicka
- Teofil Lenartowicz
- Bolesław Leśmian
- Franciszek Lessel
- Stanisław Leszczyński
- Leszek al II-lea cel Negru
- Leszek I al Poloniei
- Janusz Lewandowski
- Bogusław Liberadzki
- Marcin Libicki
- Samuel Bogumił Linde
- Włodzimierz Lubański
- Krzysztof Lubieniecki
- Teodor Lubieniecki
- Ludovic I al Ungariei
- Jan Lukasiewicz
- Witold Lutosławski

### M
- Józef Mackiewicz
- Jan Mączyński
- Kornel Makuszyński
- Antoni Malczewski
- Jacek Malczewski
- Hanna Malewska
- Paweł Malinski
- Adam Małysz
- Benoît Mandelbrot
- Julian Marchlewski
- Józef Marcinkiewicz
- Andrzej Markowski
- Jan Masiel
- Dorota Masłowska
- Jan Matejko
- Wiktor Mazurowski
- Józef Mehoffer
- Stefan Meller
- Piotr Michałowski
- Adam Michnik
- Adam Mickiewicz
- Mieszko al III-lea al Poloniei
- Mieszko al IV-lea al Poloniei
- Mieszko I al Poloniei
- Izabella Miko
- Karol Mikuli
- Zygmunt Miłkowski
- Leszek Miller
- Czesław Miłosz
- Andrzej Frycz Modrzewski
- Stanisław Moniuszko
- Gustaw Morcinek
- Jan Andrzej Morsztyn
- Ignacy Mościcki
- Krzysztof Celestyn Mrongovius
- Sławomir Mrożek
- Marcin Mroziński
- Piotr Müldner-Nieckowski
- Wiesław Myśliwski

### N
- Zofia Nałkowska
- Zbigniew Namysłowski
- Gabriel Narutowicz
- Adam Nawałka
- Aleksander Nawrocki
- Andrej Nebb
- Pola Negri
- Feliks Netz
- Jerzy Neyman
- Nicolae I al Rusiei
- Piotr Müldner-Nieckowski
- Czesław Niemen
- Stanisław Noakowski
- Tadeusz Nowak

### O
- Edward Ochab
- Daniel Olbrychski
- Jan Olbrycht
- Antoni Oleszczyński
- Józef Oleszkiewicz
- Tadeusz Olszewski
- Janusz Onyszkiewicz
- Aleksander Orłowski
- Eliza Orzeszkowa
- Ferdynand Ossendowski
- ox33n

### P
- Ignacy Paderewski
- Józef Pankiewicz
- Naczelnik Państwa
- Andrzej Panufnik
- Jan Parandowski
- Teodor Parnicki
- Maria Pawlikowska-Jasnorzewska
- Bogdan Pęk
- Krzysztof Penderecki
- Isaac Leib Peretz
- Stanisław Piętak
- Jerzy Pilch
- Józef Piłsudski
- Józef Pinior
- Antoni Piotrowski
- Mirosław Piotrowski
- Paweł Piskorski
- Ingrid Pitt
- Jan Feliks Piwarski
- Jerzy Plebański
- Zdzisław Podkański
- Władysław Podkowiński
- Władysław Podlacha
- Stanislaw August Poniatowski
- Nikodem Popławski
- Bohdan Poręba
- Halina Poświatowska
- Jan Potocki
- Adam Prażmowski
- Bolesław Prus
- Jacek Protasiewicz
- Przemysł al II-lea
- Kazimierz Przerwa-Tetmajer
- Malina Prześluga
- Julian Przyboś
- Stanisław Przybyszewski

### R
- Agnieszka Radwańska
- Adam Rapacki
- Tadeusz Reichstein
- Marian Rejewski
- Władysław Reymont
- Maryla Rodowicz
- Bogusław Rogalski
- Martin Rolinski
- Antoni Roman
- Dariusz Rosati
- Tadeusz Różewicz
- Wojciech Roszkowski
- Joseph Rotblat
- Wojciech Rubinowicz
- Arthur Rubinstein
- Jan Rutkowski
- Leopold Rutowicz
- Tadeusz Rybkowski
- Franciszek Rychnowski

### S
- Szczepan Sadurski
- Zygmunt Saloni
- Andrzej Sapkowski
- Jacek Saryusz-Wolski
- Bruno Schulz
- Izabella Scorupco
- Irena Sendler
- Marian Seyda
- Czesław Siekierski
- Henryk Sienkiewicz
- Sigismund al III-lea Vasa
- Sigismund al II-lea August
- Sigismund I al Poloniei
- Ioan al III-lea Sobieski
- Radosław Sikorski
- Roman Sikorski
- Isaac Bashevis Singer
- Marek Siwiec
- Henryk Skarżyński
- Tadeusz Śliwiak
- Tadeusz Słobodzianek
- Juliusz Słowacki
- Franciszek Smuda
- Franciszek Smuglewicz
- Jan Śniadecki
- Bogusław Sonik
- Dariusz Sośnicki
- Leopold Staff
- Grażyna Staniszewska
- Tomasz Stańko
- Andrzej Stasiuk
- Stanisław Staszic
- Alexander Ștefanski
- Paweł Edmund Strzelecki
- Jerzy Stuhr
- Iga Świątek
- Jan Szczepanik
- Andrzej Szejna
- Jan Szembek
- Henryk Szeryng
- Jerzy Szmajdziński
- Władysław Szpilman
- Karol Szymanowski
- Konrad Szymański
- Wisława Szymborska

### T
- Alfred Tarski
- Haroun Tazieff
- Franciszka Themerson
- Stefan Themerson
- Magdalena Tul
- Olga Tokarczuk
- Witold Tomczak
- Roman Totenberg
- Rada Trzech
- Donald Tusk
- Julian Tuwim
- Beata Tyszkiewicz

### U
- Kornel Ujejski

### V
- Violetta Villas
- Vladislav al IV-lea Vasa
- Vladislav al II-lea al Poloniei
- Vladislav al II-lea Exilatul
- Vladislav al III-lea al Poloniei
- Vladislav al III-lea Picioare Groase
- Vladislav I cel Scurt
- Vladislav I Herman
- Zygmunt Vogel

### W
- Andrzej Wajda
- Michał Walczak
- Lech Wałęsa
- Zygmunt Waliszewski
- Wanda
- Melchior Wańkowicz
- Marek Wawrzkiewicz
- Adam Ważyk
- Stanisław Wędkiewicz
- Wojciech Weiss
- Dominik Wieczorkowski-Rettinger
- Henryk Wieniawski
- Kazimierz Wierzyński
- Wojciech Wierzejski
- Bronisław Wildstein
- Janusz Leon Wiśniewski
- Mihail Korybut Wiśniowiecki
- Stanisław Ignacy Witkiewicz
- Bernard Piotr Wojciechowski
- Janusz Wojciechowski
- Stanisław Wojciechowski
- Przemysław Wojcieszek
- Alina Wojtas
- Norbert Wójtowicz
- Aleksander Wolszczan
- Bogusław Wołoszański
- Jan Władysław Woś
- Andrzej Kajetan Wróblewski
- Józef Wybicki
- Leon Wyczółkowski
- Lidia Wysocka
- Stanisław Wyspiański

### Y
- Jacek Yerka
- Anzia Yezierska

### Z
- Michał Zadara
- August Zaleski
- Zbigniew Zaleski
- Andrzej Zapałowski
- Gabriela Zapolska
- Zbigniew al Poloniei
- Waldemar Zboralski
- Emil Zegadłowicz
- Stefan Żeromski
- Jerzy Żuławski
- Tadeusz Zwiefka
- Eugeniusz Żytomirski